# 山陰本線
山陰本線（さんいんほんせん）は、京都府京都市下京区の京都駅から中国地方の日本海沿岸（山陰地方）を経由し、山口県下関市の幡生駅に至る西日本旅客鉄道（JR西日本）の鉄道路線（幹線）である。このほか、仙崎支線あるいは仙崎線と呼ばれる長門市駅 - 仙崎駅間の支線を持つ。
京都駅 - 園部駅間については、「嵯峨野線」も参照。

## 概要
京都市から京都府内を西北へ延び、兵庫県北部や鳥取県、島根県、山口県北部の山陰地方の各都市を経て下関市に至る。路線の終点は幡生駅であるが、幡生側の列車は隣駅の下関駅まで運転されている。竹野駅から幡生駅までは日本海沿いを通る区間が多い。関西から山口県まで中国地方を東西に結ぶ路線として他に瀬戸内海沿いを通る山陽本線が挙げられるが、山陽本線が全線複線・電化区間なのに対して、本路線には単線・非電化区間が多く含まれる。
支線を除く営業キロは673.8 kmで、新幹線を除くJR線（在来線）としては日本最長である。2002年までは東北本線 (739.2 km) の方が長かったが、東北新幹線の延伸に伴い東北本線の一部が第三セクターのIGRいわて銀河鉄道および青い森鉄道へ経営移管されたことにより山陰本線の営業キロを下回った。
また、トンネルは全区間に大小176本（総延長60.3km）存在し、これはJRグループ全体では紀勢本線（180本）に次いで多く、1社完結路線としては最多である。
京都駅 - 園部駅間は旅客営業規則が定める大都市近郊区間のうち、大阪近郊区間に含まれており、この区間は沿線に嵯峨野・嵐山という京都の主要な観光地が位置していることから「嵯峨野線」という愛称が付けられている。京都駅 - 城崎温泉駅（胡麻駅 - 城崎温泉駅間は一部の駅のみ）と鳥取駅‐倉吉駅間、伯耆大山駅 - 出雲市駅間はIC乗車カード「ICOCA」の利用可能エリアに含まれている。嵯峨野線区間を含めた京都駅 - 城崎温泉駅間は、E の路線記号と、紫（■）のラインカラーが設定されている。これに加え、鳥取県を中心とした城崎温泉駅 - 米子駅間には、A の路線記号と、鳥取二十世紀梨をイメージした黄緑（■）のラインカラーが、島根県を中心とした米子駅 - 益田駅間には、D の路線記号と、日本海と宍道湖の夕日をイメージした朱（■）のラインカラーが、それぞれ2016年2月より導入されている（両区間の境界は米子駅となる）。なお、伯耆大山駅 - 米子駅間は伯備線の列車が乗り入れるため、重複して V  の路線記号と、緑（■）のラインカラーが設定されている。
近畿エリアの路線記号の適用対象でありながら、2015年3月14日ダイヤ改正時点での構内の旅客案内への反映は嵯峨野線内の各駅にとどまっていたが、2016年3月26日ダイヤ改正より前述の米子支社（現・山陰支社）ともども、福知山支社（現・福知山管理部）管内の各駅における旅客案内や一部の所属車両の方向幕でも、米子支社制定分を含めたラインカラーや路線記号の本格使用を開始した。これに際し、上川口駅 - 城崎温泉駅についても紫色にEの路線記号に包含され、当該各駅でもこの路線記号を使用するようになり、同年4月頃には公式サイトの路線図にも反映された。
一方、広島支社管内の戸田小浜駅 - 幡生駅間には路線記号はないが、広島エリアの路線図や当該各駅の駅掲示時刻表のシンボルとして、オリーブ色（■）が使用されている。広島支社管内の駅ならびに博多南駅の運賃表でもこのカラーで表現されているが、米子支社管内の駅では2019年10月の運賃表への路線記号反映以降も、益田駅以西のみ従来通りコーポレートカラー（仙崎支線は灰色）で表記されている。
なお、支社および鉄道部の管轄は以下のように分かれている。
- 京都駅 - 園部駅間…近畿統括本部京滋支社
- 園部駅 - 東浜駅間（両端の駅構内除く）…近畿統括本部福知山管理部
- 東浜駅 - 赤碕駅間…中国統括本部鳥取鉄道部
- 赤碕駅 - 田儀駅間（赤碕駅構内除く）…中国統括本部山陰支社
- 田儀駅 - 益田駅間（田儀駅構内除く）…中国統括本部浜田鉄道部
- 益田駅 - 小串駅間（両端の駅構内除く）、長門市駅 - 仙崎駅間…中国統括本部長門鉄道部
- 小串駅 - 幡生駅間…中国統括本部広島支社山口エリア統括部（山口支社）

## 路線データ
- 管轄・路線距離（営業キロ）：全長676.0 km（支線含む）
  - 西日本旅客鉄道（第一種鉄道事業者）：
    - 京都駅 - 幡生駅間 673.8 km
    - 長門市駅 - 仙崎駅間 2.2 km

  - 嵯峨野観光鉄道（第二種鉄道事業者）：
    - トロッコ嵯峨駅 - トロッコ亀岡駅間 (7.3 km)
- 軌間：1067mm
- 駅数：161（起終点駅含む。嵯峨野観光鉄道の駅は除く）
  - 山陰本線所属駅に限定した場合、東海道本線所属の京都駅と山陽本線所属の幡生駅[8] が除外され、159駅となる。
- 複線区間：
  - 京都駅 - 園部駅間（ただし京都駅構内は単線。嵯峨嵐山駅 - 馬堀駅間は旧線を含めると一部区間を除き三線で、旧線は嵯峨野観光鉄道が第二種鉄道事業者としてトロッコ列車を運行している）
  - 綾部駅 - 福知山駅間
  - 伯耆大山駅 - 安来駅間
  - 東松江駅 - 松江駅間
  - 玉造温泉駅 - 来待駅間
- 電化区間：
  - 京都駅 - 城崎温泉駅間、伯耆大山駅 - 西出雲駅間（直流1500 V ）
- 閉塞方式：
  - 京都駅 - 西出雲駅間：自動閉塞式
  - 西出雲駅 - 幡生駅間、仙崎支線：自動閉塞式（特殊）
- 保安装置：
  - 京都駅 - 園部駅間：ATS-PおよびATS-SW（拠点P方式）
  - 嵯峨嵐山駅 - 馬堀駅間（旧線）、園部駅 - 幡生駅間、長門市駅 - 仙崎駅間：ATS-SW
- 最高速度：
  - 嵯峨嵐山駅 - 馬堀駅間、綾部駅 - 福知山駅間：130 km/h
  - 京都駅 - 嵯峨嵐山駅間、馬堀駅 - 綾部駅間：120 km/h
  - 鳥取駅 - 出雲市駅間：120 km/h（キハ187系及びHOT7000系等の振り子機能搭載列車）、100 km/h（その他の列車）
  - 出雲市駅 - 益田駅間：110 km/h（キハ187系運用列車）、90 km/h（その他の列車）
  - 福知山駅 - 鳥取駅間、益田駅 - 幡生駅間：95 km/h
  - 長門市駅 - 仙崎駅間：85 km/h
  - 嵯峨嵐山駅 - 馬堀駅間（旧線）：35 km/h
- 運転指令所：
  - 京都駅 - 園部駅間：近畿総合指令所大阪指令所
  - 園部駅 - 東浜駅間：近畿総合指令所福知山指令所
  - 東浜駅 - 益田駅間：中国総合指令所米子指令所
  - 益田駅 - 幡生駅間：中国総合指令所広島指令所
- 大都市近郊区間：京都駅-園部駅（大阪近郊区間）
- IC乗車カード対応区間：
  - ICOCAエリア（対応駅）：京都駅-胡麻駅間、綾部駅、福知山駅、和田山駅、八鹿駅、江原駅、豊岡駅、城崎温泉駅、鳥取駅‐倉吉駅間、伯耆大山駅-出雲市駅間（京都駅 - 園部駅間に限り、PiTaPaポストペイサービス対象区間）

## 沿線概況
在来線としての営業キロは日本最長の路線であるが、起点から終点までを通して走る優等列車の設定が史上一度もない本線の一つとなっている。区間によって乗客の流動に大きな偏りがあり、東西方向の交流が必ずしも盛んでないことや、かつての日本国有鉄道（国鉄）や現在のJR西日本が、山陽新幹線開業以降、山陰本線沿いの各都市から山陽新幹線各駅を含む山陽地方主要都市に至る鉄道路線（陰陽連絡路線）を強化してきた結果である。
山陰と瀬戸内海側を結ぶ線には福知山線や伯備線などの電化された路線や智頭急行線のような高速新線があるが、山陰の横同士の連絡は最近まであまり考慮されず、電化もそれらの延長的存在で、つぎはぎ状態で行われた。後年の高速化工事も同様で、高速化された区間とそうでない区間がつぎはぎ状態になっている。それでも民営化後は鳥取駅 - 倉吉駅 - 米子駅 - 松江駅 - 出雲市駅の都市間輸送に力を入れるなど、以前に比べれば改善がみられる。
幹線扱いの長大路線でありながら近代化が遅れたことや、ローカル色あふれる風光明媚な車窓風景とあいまって、鉄道ファンであった作家の宮脇俊三は「偉大なるローカル線」と山陰本線を評した。この表現は山陰本線の実情をよく表したものとして、大方の鉄道ファンから賛同を得ている。特に出雲市駅以西の区間の輸送実態は地方交通線とほとんど変わらないといってもよいほどである。このほか、2010年に鉄橋からコンクリート橋に架け替えられた余部橋梁や、日本で3か所に現存するラチス式桁を持つ竹野川橋梁、浜坂駅手前にはラチス桁が残る田君川橋梁があるほか、須佐駅 - 宇田郷駅間にかかる惣郷川橋梁は日本海に注ぐ白須川河口にあるため、鉄道の撮影ポイントとしても有名である。
また、沿線には城崎温泉、玉造温泉、温泉津温泉など古くから知られた温泉が数多く湧出しており、観光客輸送の役割も果たしている。

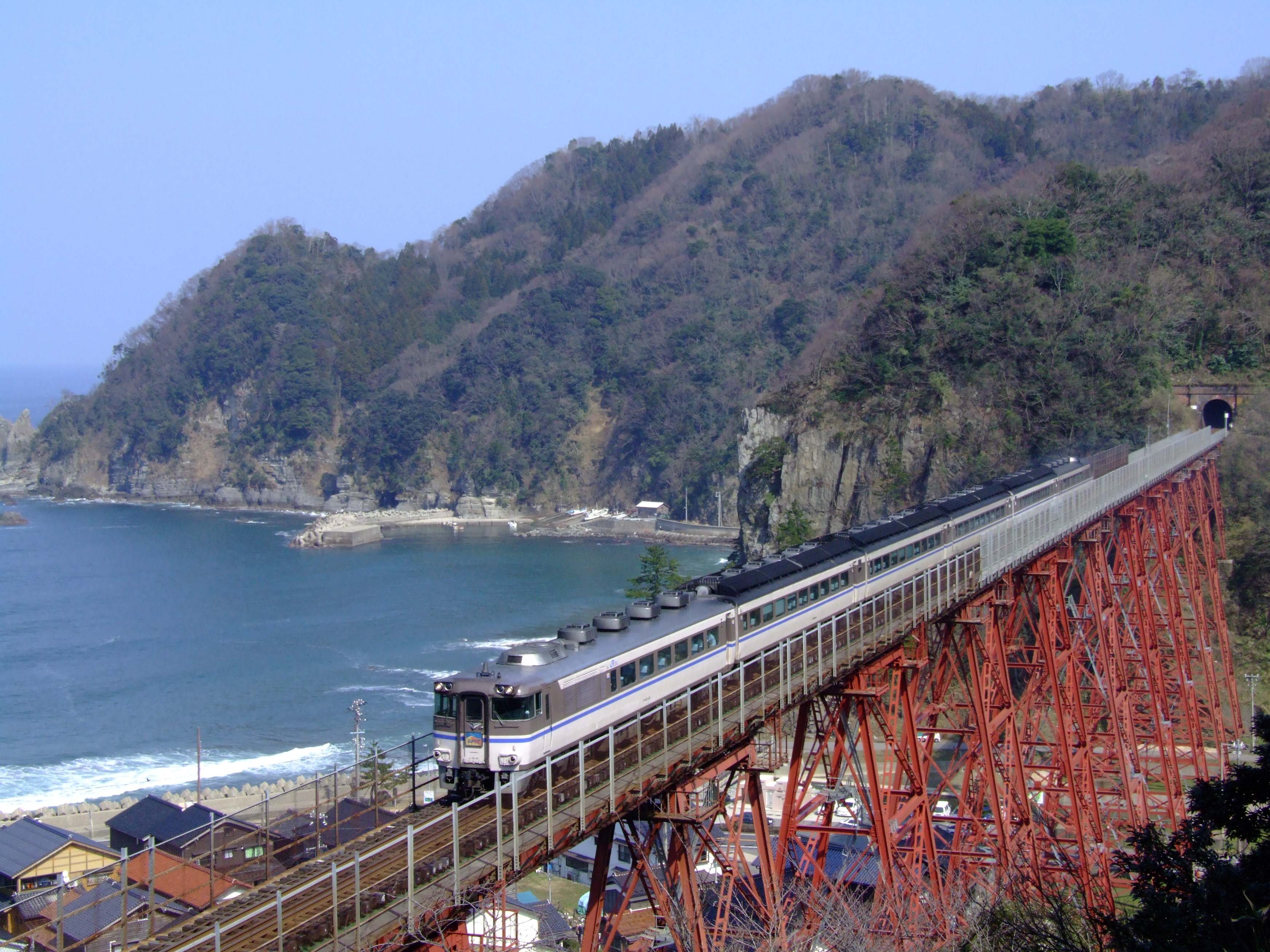
コンクリート橋への架け替え前の余部橋梁を行く特急「はまかぜ」
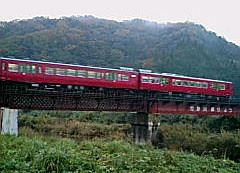
城崎温泉駅 - 竹野駅間にあるラチス式桁（格子状桁）の竹野川橋梁
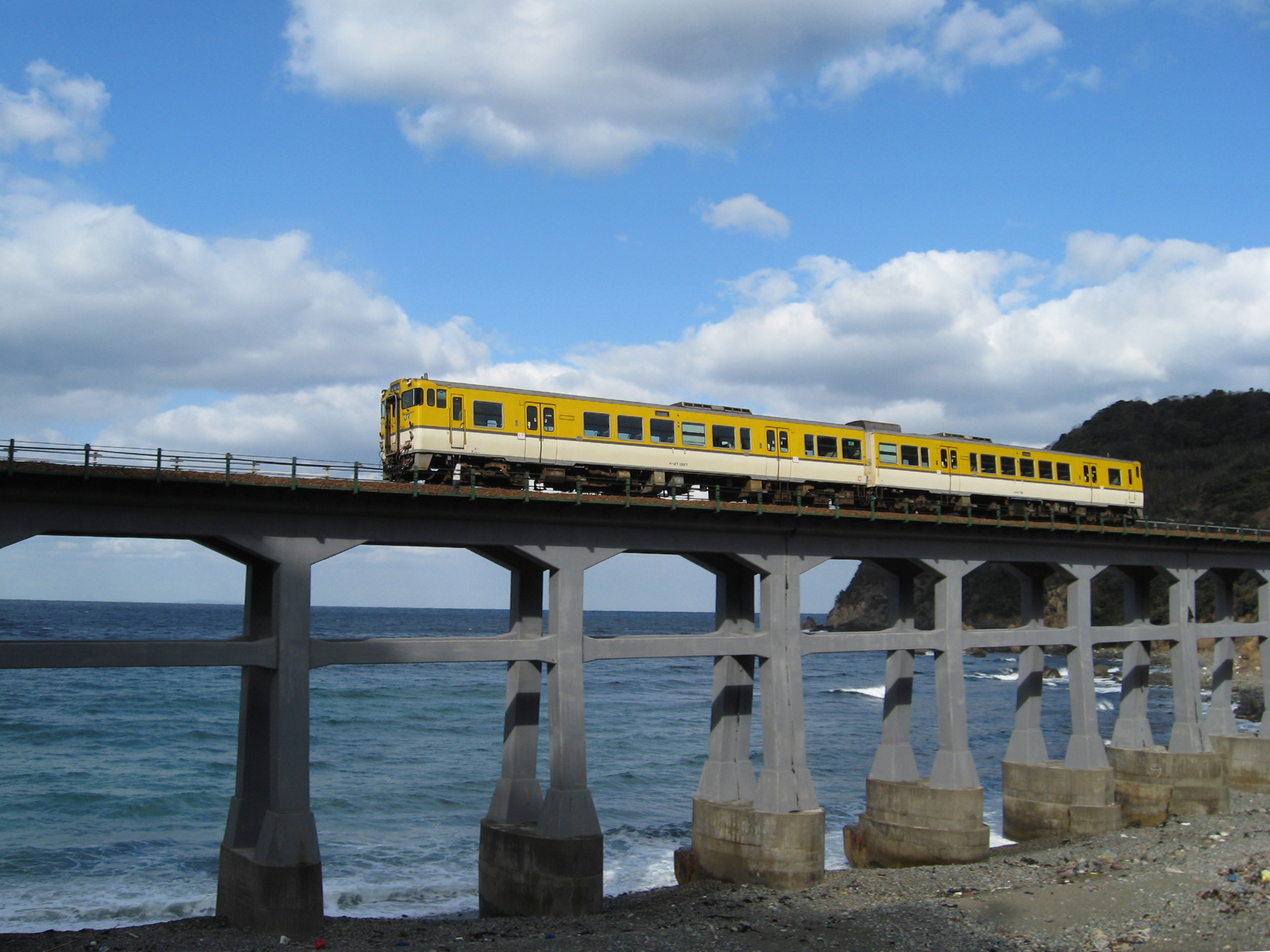
須佐駅 - 宇田郷駅間の惣郷川橋梁

## 運行形態

### 優等列車
以前は、京都・大阪あるいは東京方面と鳥取地区とを結ぶ列車は山陰本線の和田山駅 - 鳥取駅間を経由するか、東京方面の場合は新幹線連絡で津山線・因美線を経由した岡山駅経由がメインルートであったが、智頭急行が開業してからは智頭急行線を使うルートに取って代わられた。また、対米子地区についても山陽新幹線開業以降は山陰本線経由から伯備線経由にメインルートが移っている。現在、京都・大阪からの特急はほとんどが電車であり城崎温泉駅までの運転である。そのうち福知山駅は北近畿ビッグXネットワークの中心部分にあたる。
山陰本線線内のみ走行する特急列車は「きのさき」「スーパーまつかぜ」のみとなっている。

#### 現行の定期列車
京都駅 - 鳥取駅間には下記の列車が走っている（定期列車・山陰本線経由分のみ記載。夜行列車は後述）。
- 1. 山陰本線（園部）経由の列車
  - 京都駅 - 綾部駅間
    - 特急「まいづる」（京都駅 - 東舞鶴駅）…舞鶴線経由 1999年 -

下記の「はしだて」「きのさき」と併結運転。
  - 京都駅 - 福知山駅間
    - 特急「はしだて」（京都駅 - 宮津駅・天橋立駅・豊岡駅〈久美浜 - 豊岡間快速列車〉）…京都丹後鉄道宮福線・宮豊線経由 1996年 -

  - 京都駅 - 城崎温泉駅間
    - 特急「きのさき」（京都駅 - 福知山駅・豊岡駅・城崎温泉駅）…1996年 -
- 2. 福知山線経由の列車
  - 福知山駅 - 城崎温泉駅間
    - 特急「こうのとり」（新大阪駅 - 福知山駅・豊岡駅・城崎温泉駅）…2011年 -
- 3. 播但線経由の列車
  - 和田山駅 - 鳥取駅間
    - 特急「はまかぜ」（大阪駅 - 香住駅・浜坂駅・鳥取駅）…1972年 -

陰陽連絡特急として、下記の列車が運転されている。これらの列車は、京都駅・新大阪駅で東海道新幹線、姫路駅・岡山駅で山陽新幹線と接続している。
- 5. 智頭急行線・因美線経由の列車
  - 鳥取駅 - 倉吉駅間
    - 特急「スーパーはくと」（京都駅 - 鳥取駅・倉吉駅）…1994年 -
- 6. 伯備線経由の列車 
  - 伯耆大山駅 - 米子駅 - 出雲市駅間
    - 特急「やくも」（岡山駅 - 出雲市駅）…1972年 -

鳥取駅 - 益田駅間は近年の高速化工事などにより、新型車両の特急を登場させるまでに至ったが、その一方で益田駅 - 幡生駅間は「いそかぜ」廃止以降、優等列車はなくなった。鳥取駅以西については、鳥取駅・米子駅・益田駅などを結ぶ都市間連絡特急として下記の列車が運転されている。鳥取駅 - 出雲市駅間で120km/h、出雲市駅 - 益田駅間で110km/h運転を行っている。
- 8. 鳥取駅・米子駅以西の列車
  - 鳥取駅 - 益田駅間
    - 特急「スーパーおき」（鳥取駅・米子駅 - 新山口駅）…山口線経由 2001年 -
    - 特急「スーパーまつかぜ」（鳥取駅 - 米子駅・益田駅）…2003年 -

このほか、夜行列車として下記の列車が運転されている。大阪駅からの急行「だいせん」（大阪駅 - 米子駅）が2004年10月16日に、また東京駅からの寝台特急「出雲」（東京駅 - 出雲市駅）が2006年3月18日のダイヤ改正で廃止されてからは、伯備線経由の列車のみの運転となっている。
- 6. 伯備線経由の列車
  - 伯耆大山駅 - 米子駅 - 出雲市駅間
    - 寝台特急「サンライズ出雲」（東京駅 - 出雲市駅） …1998年-
    - 特急「WEST EXPRESS 銀河」(京都駅 - 出雲市駅) （不定期列車）…2020年-

#### 現行の定期列車の過去の運転区間
運転区間に普通列車区間を含む。複数区間が存在する場合、同時期に運転されていたとは限らない。現行区間の駅名は運転取り止め区間との接続駅以外省略。
- 定期運転区間
  - 特急「はまかぜ」（新大阪駅 - 大阪駅 - 〈現行区間〉 - 鳥取駅 - 米子駅）
  - 特急「やくも」（〈現行区間〉 -  西出雲駅）

#### 過去の定期列車
運転区間は過去最長のもの。 詳細は各列車の記事参照。
- 特急（昼行）
  - 1. 山陰本線（園部）経由
    - 「あさしお」（京都駅 - 米子駅・東舞鶴駅） …一部は舞鶴線・宮津線経由、及び東舞鶴駅発着 1972年 - 1996年
    - 「たんば」（京都駅 - 福知山駅） …1996年 - 2011年（「きのさき」に編入）
    - 「タンゴディスカバリー」（京都駅 - 城崎駅・東舞鶴駅）…舞鶴線・北近畿タンゴ鉄道宮津線経由 1999年 - 2011年（「はしだて」「まいづる」に統合）
    - 「タンゴエクスプローラー」（京都駅 - 豊岡駅）…舞鶴線・北近畿タンゴ鉄道宮津線経由。一部、北近畿タンゴ鉄道宮福線・同宮津線経由 1990年 - 1999年（「タンゴディスカバリー」に改称。「タンゴエクスプローラー」の名称は新大阪駅発着福知山線・北近畿タンゴ鉄道宮福線経由の列車に使用）

  - 2. 福知山線経由
    - 「まつかぜ」（京都駅 - 博多駅） …1961年 - 1986年
    - 「やくも」（新大阪駅 - 浜田駅） …1965年 - 1972年（「まつかぜ」に編入）
    - 「エーデル鳥取」（大阪駅 - 倉吉駅、のちに新大阪駅 - 鳥取駅） …1989年 - 1999年
    - 「エーデル北近畿」（新大阪駅 - 浜坂駅・東舞鶴駅） …1990年 - 1999年

  - 3. 播但線経由
    - 廃止となった山陰本線直通定期特急は存在しない。

  - 4. 小浜線・宮津線経由
    - 同線経由で豊岡駅にて山陰本線と直通運転した定期特急は存在しない。

  - 5. 智頭急行線・因美線経由
    - 「はくと」（京都駅 - 倉吉駅） …1994年 - 1997年（「スーパーはくと」に編入）

  - 6. 伯備線経由 
    - 「おき」（新大阪駅 - 出雲市駅） …1971年 - 1972年
    - 「スーパーやくも」（岡山駅 - 出雲市駅） …1994年 - 2006年（「やくも」に統一）

  - 7. 木次線経由
    - 同線経由で運転された定期特急は存在しない。

  - 8. 鳥取駅・米子駅以西の列車
    - 「おき」（鳥取駅 - 小郡駅間、米子駅 - 下関駅） …山口線経由 1975年 - 2001年（「スーパーおき」に改称）
    - 「くにびき」（鳥取駅 - 益田駅） …1988年 - 2001年（「スーパーくにびき」に改称）
    - 「スーパーくにびき」（鳥取駅 - 益田駅） …2001年 - 2003年（「スーパーまつかぜ」に改称）
    - 「いなば」（鳥取駅 - 米子駅） …1996年 - 1997年（「くにびき」に編入）
    - 「いそかぜ」（米子駅 - 博多駅） …1985年 - 2005年
- 寝台特急
  - 1. 山陰本線（園部）経由
    - 「出雲」（東京駅 - 浜田駅）…1972年 - 2006年
    - 「いなば」（東京駅 - 米子駅）…1975年 - 1978年（「出雲」に編入）
- 急行（主要列車・運転区間に普通列車区間を含む・運転期間は急行時代）
  - 1. 山陰本線（園部）経由
    - 「出雲」（東京駅 - 浜田駅）…1961年 - 1972年（寝台特急へ格上げ）
    - 「白兎」（京都駅 - 出雲市駅・大社駅） …1961年 - 1986年（1961年 - 1968年に大阪駅 - 松江駅間編成併結）
    - 「丹後」（京都駅 - 福知山駅・豊岡駅・城崎駅・網野駅・東舞鶴駅・敦賀駅） …当初、舞鶴線・宮津線経由。「きのさき」を統合以後、豊岡発着の列車には山陰本線（和田山）経由と舞鶴線・宮津線経由とが存在、前者は元「きのさき」。1966年 - 1996年
    - 「きのさき」（京都駅 - 城崎駅） …1966年 - 1968年（「丹後」に統合）
    - 「美保」（1966年急行化当初 鳥取駅 - 境港駅、1969年 境線乗り入れ取り止め、1972年 福知山駅 - 出雲市駅） … 1966年 - 1982年　（※便宜的にこちらに分類、園部は経由せず）

  - 2. 福知山線経由
    - 「いずも→出雲」（東京駅 - 浜田駅・大社駅）…1951年 - 1961年（山陰本線（園部）経由に変更）
    - 「三瓶」（大阪駅 - 益田駅・大社駅） …1961年 - 1968年（「だいせん」に統合。「さんべ」の名称は米子駅 - 九州間の急行に使用）
    - 「だいせん」（大阪駅 - 益田駅・大社駅） …1968年 - 2004年
    - 「しまね」（大阪駅 - 大社駅） …1964年 - 1965年（「おき」に改称。「しまね」の名称は米子駅 - 博多駅間の急行に使用）
    - 「おき」（大阪駅 - 大社駅） …1965年 - 1968年（「だいせん」に統合。「おき」の名称は京都駅 - 大社駅間（伯備線経由）の急行に使用）
    - 「白兎」（大阪駅 - 松江駅） …福知山駅 - 松江駅間は京都発着山陰本線（園部）経由の編成に併結 1961年 - 1968年
    - 「いなば」（大阪駅 - 鳥取駅） …1972年 - 1975年（「いでゆ」に改称。「いなば」の名称は東京駅 - 米子駅間の寝台特急に使用）
    - 「いでゆ」（大阪駅 - 鳥取駅） …1975年 - 1978年（「だいせん」に統合）
    - 「丹波」（大阪駅 - 浜坂駅・城崎駅・天橋立駅）…浜坂発は山陰本線（和田山）経由、天橋立発着は山陰本線（綾部）・舞鶴線・宮津線経由、城崎発着・豊岡発着は両経由が存在。天橋立発着は元「はしだて」1966年 - 1986年
    - 「はしだて」（大阪駅 - 天橋立駅） …山陰本線（綾部）・舞鶴線・宮津線経由 1966年 - 1968年（「丹波」に編入）

  - 3. 播但線経由
    - 「但馬」（大阪駅 - 鳥取駅） …1966年 - 1996年

  - 4. 小浜線・宮津線経由
    - 「あさしお」（金沢駅 - 出雲市駅） …1964年 - 1968年（併結相手の「大社」に統合）
    - 「大社」（金沢駅 - 米子駅・名古屋駅 - 大社駅） …1966年 - 1982年（山陰本線直通期間。金沢編成は元「あさしお」）

  - 5. 因美線経由
    - 「みささ」（大阪駅 - 倉吉駅） …姫新線経由 1966年 - 1968年,1975年 - 1985年（山陰本線定期直通期間。廃止は1989年。1968年「伯耆」に改称、1975年「みささ」に再改称）
    - 「かいけ」（大阪駅 - 米子駅） …姫新線経由 1961年 - 1968年（「伯耆」に改称）
    - 「伯耆」（大阪駅・岡山駅 - 米子駅） …姫新線経由 1968年 - 1975年（「みささ」に改称。「伯耆」の名称は岡山駅 - 米子駅間急行に使用。岡山発編成は元「ひるぜん」、1972年「砂丘」に編入）
    - 「砂丘」（宇野駅 - 上井駅、のちに岡山駅 - 米子駅） …1968年 - 1991年（山陰本線定期直通期間。廃止は1997年）
    - 「ひるぜん」（岡山駅 - 上井駅） …山陰本線の列車としては岡山駅→上井駅方向のみ運転。岡山駅 - 津山駅間は月田行き編成併結、津山駅 - 上井駅間は「みささ」に併結。1966年 - 1968年（山陰本線定期直通期間。1968年上井行き編成は「伯耆」に編入。「ひるぜん」廃止は1973年）

  - 6. 伯備線経由 
    - 「だいせん」（京都駅 - 大社駅） …1958年 - 1968年（「おき」に改称。「だいせん」の名称は大阪駅 - 益田駅・大社駅間（福知山線経由）の急行に使用。1963年 - 1968年赤穂線経由）
    - 「おき」（京都駅 - 大社駅） …1968年 - 1971年（特急格上げ。1968年 - 1969年赤穂線経由）
    - 「しんじ」（宇野駅 - 小郡駅） …宇野線・伯備線・山陰本線・山口線経由 1966年 - 1975年
    - 「たまつくり」（宇野駅 - 出雲市駅） …1966年 - 1968年（「しんじ」に統合）
    - 「伯耆」（岡山駅 - 米子駅） …1975年 - 1982年（特急「やくも」に統合）
    - 「しらぎり」（広島駅 - 米子駅） …芸備線・伯備線経由 1966年 - 1968年（「ちどり」に統合）
    - 「ちどり」（広島駅 - 米子駅） …芸備線・伯備線経由（木次線経由と併存） 1968年 - 1972年

  - 7. 木次線経由
    - 「いなば」（鳥取駅 - 広島駅） …1966年 - 1968年（「ちどり」に統合）
    - 「ちどり」（当初 米子駅 - 広島駅、1968年から鳥取駅 - 広島駅） …1966年 - 1990年（山陰本線直通期間。廃止は2002年）

  - 8. 鳥取駅・米子駅以西の列車
    - 「さんべ」（鳥取駅 - 熊本駅・小郡駅） …一部美祢線・山陽本線経由。小郡発着は山口線経由。1968年 - 1997年
    - 「石見」（鳥取駅 - 益田駅） … 1966年 - 1985年
    - 「しまね」（米子駅 - 博多駅） …1965年 - 1968年（「さんべ」に統合）
    - 「やえがき」（米子駅 - 熊本駅） …一部美祢線・山陽本線経由 1965年 - 1968年（「さんべ」に統合）
    - 「なかうみ」（米子駅 - 小倉駅） …1966年 - 1968年（「さんべ」に統合）
    - 「はぎ」（米子駅 - 長門市駅） …1972年 - 1975年（「ながと」に改称）
    - 「ながと」（米子駅 - 長門市駅） …1975年 - 1985年
    - 「あきよし」（1966年急行化当初 浜田駅 - 東唐津駅・天ヶ瀬駅（1967年 東唐津発着は博多へ短縮）、1970年 江津駅 - 博多駅・天ヶ瀬駅） …東唐津発着は山口線・山陽本線・鹿児島本線・筑肥線経由、天ヶ瀬発着は美祢線・山陽本線・鹿児島本線・日豊本線・日田彦山線・久大本線経由。1966年 - 1985年
    - 「つわの」（江津駅 - 小郡駅） …1975年 - 1980年
    - 「ながと」（浜田駅 - 小倉駅） …1985年 - 1992年

### 地域輸送
国鉄時代は、ほぼ全線を通して運転されるような長距離列車が多く見られ、京都駅発の普通客車列車の行先だけでも園部駅や福知山駅のみならず、豊岡駅・浜坂駅・鳥取駅・米子駅・出雲市駅・浜田駅などもあったが、現在はおおむね下記の区間に細かく運転系統が分かれている。
主に中距離・都市間の速達輸送を担う快速列車が京都駅 - 福知山駅間（快速運転区間は京都駅 - 亀岡駅間）・鳥取駅 - 米子駅間（快速運転区間は鳥取駅 - 米子駅間）で運転されている。一方、園部駅 - 浜坂駅間でも2013年から一部の定期普通列車が快速列車に変更されているが、こちらは利用者の少ない駅を通過運転するものである。快速列車へ変更となった列車も引き続き他の普通列車と一体的な運行がなされている。また、2022年3月のダイヤ改正までは、出雲市駅 - 益田駅間で快速運転を行う列車も存在した。（詳しくはアクアライナーを参照。）
なお、一部列車を除き、ほとんどの区間の普通や快速列車でワンマン運転を行っている。

#### 京都駅 - 園部駅間
嵯峨野線の愛称がある。アーバンネットワーク圏内のため旅客数・列車本数とも多く、朝ラッシュ時の輸送力は飽和状態に近い。2010年3月7日に京都駅 - 園部駅間の複線化（京都駅構内は単線）が完成した。京都駅 - 園部方面への直通列車のほか、京都駅 - 嵯峨嵐山駅・亀岡駅間の区間列車が設定されている。

#### 園部駅 - 福知山駅間
電化および高速化工事が行われ、特急の所要時間は短縮されたが、普通列車は対向列車との行き違いや特急の追い抜きのための停車時間が長くなった。また、区間内では大部分が単線でカーブが多く、速度制限があるため、所要時間はあまり短縮されていない。普通列車は1時間に1 - 2本程度の運転（日中は半数が園部駅 - 胡麻駅間の折り返し列車）である。一部を除きワンマン運転が実施されている。なお、2021年3月まではごく少数ながら安栖里駅・立木駅・山家駅を通過する快速が運転されていた。ほとんどの列車が園部駅 - 福知山駅間のみの運行を行っており、園部駅で嵯峨野線列車との接続は良好である。朝夕の一部列車は京都駅と直通するほか、2023年3月のダイヤ改正で福知山駅を越えて豊岡駅・城崎温泉駅まで直通する列車が設定された。嵯峨野線およびこの区間においては特急優先度が高く、途中駅で追い抜かれることが多い（一例として胡麻駅では、日中の下り列車を中心に特急の通過待ちが行われている）。ただ上り列車の場合、日中を中心に福知山駅を特急の約10分後に出発し、かつ園部駅で嵯峨野線快速との接続がある列車に関しては、京都駅まで先行する（反対方向に対しても、京都駅を朝夕に出発する列車を中心に、福知山駅まで先行する）。
単線部の複線化については、京都府は2022年度を目標とする奈良線複線化事業後の着手を考えたいとしている。
綾部駅 - 福知山駅間は舞鶴線と直通する列車も乗り入れて列車本数が多くなり、この区間は複線となっている。また、当路線の特急「きのさき」・福知山線の特急「こうのとり」と接続する舞鶴線直通の普通は「リレー号」として運転されていた。

#### 福知山駅 - 豊岡駅・城崎温泉駅間
福知山線の延長的存在として京都駅 - 園部駅間よりも早く電化されて、大阪・京都方面からの特急が多く運行されているが、高速化工事はされておらず、おもに福知山駅 - 上夜久野駅間では急曲線も連続することから特急も速度を落として運転している。この区間には対向列車待ち合わせのための宿南信号場がある。1996年3月15日までは大阪駅から福知山線経由で直通していた長距離普通列車も運転されていた。また、2013年3月から2021年3月までは玄武洞駅を通過する快速が早朝深夜帯に運転されていた。ほとんどの普通列車が福知山駅での折り返しで、一部列車は園部駅まで直通するが、大阪・篠山口方面への直通運転は行なっていない。和田山駅 - 城崎温泉駅間では播但線の特急も乗り入れている関係や、観光シーズンになると臨時列車の運行や乗降に時間を要し、遅延が発生することが多い。
1 - 2時間に1本程度が運行されている。普通列車は一部を除きワンマン運転を実施している。朝5時台に豊岡駅 - 城崎温泉駅間の区間列車がある。福知山駅 - 豊岡駅間の普通列車は基本的に電車が使われているが、和田山駅 - 豊岡駅間では、播但線と直通する気動車列車が朝に1往復設定されている。

#### 豊岡駅・城崎温泉駅 - 浜坂駅間
城崎温泉駅から先は非電化となり、本数も1 - 2時間に1本程度とローカル色がより濃くなる。この区間には対向列車待ち合わせのための相谷信号場があった。普通列車は一部を除きワンマン運転を実施している。この区間の普通列車は基本的に豊岡駅発着となるが、一部列車は城崎温泉駅発着となる。一部の列車は香住駅で城崎温泉方面へ折り返す。この区間では2002年度の上半期に月一回の保守運休（代替バスなし）を行っていた。
かつてはこの区間にも快速「わかとりライナー」や、特急「北近畿」との接続を目的とした快速列車が運行されていた時期もあった。2011年4月からは、臨時快速として、豊岡駅 - 鳥取駅間に「山陰海岸ジオライナー」が土休日などに運行されていたが、2021年2月に新型コロナウィルス感染拡大の影響で当面運休になって以降は列車の設定がない。2012年春のダイヤ改正で玄武洞駅・鎧駅・久谷駅を通過する普通列車が設定され、2013年春のダイヤ改正でそれらの列車を快速列車としていたが、2021年春のダイヤ改正で全ての列車が各駅に停車する普通列車となった。

#### 浜坂駅 - 鳥取駅間
兵庫・鳥取県境を挟むこともあり、特急「はまかぜ」（1往復）を除けば、1・2両編成の普通列車が走るのみである（前節の臨時快速「山陰海岸ジオライナー」は、この区間では途中で岩美駅のみ停車していた）。
普通列車にはキハ47形気動車・キハ121系気動車が使用される。2018年3月17日ダイヤ改正時点ですべての普通列車がワンマン運転を実施している。ほとんどの列車が浜坂駅 - 鳥取駅間の運転であるが、日中の2往復は城崎温泉方面と直通する。この区間にはスイッチバック式停車場となっている滝山信号場があるが、現在では対向列車待ち合わせの用途には使用されていない。

#### 鳥取駅 - 米子駅間
末恒駅 - 倉吉駅間以外はトンネルが存在しない海沿いのなだらかな区間を通る。高速化工事により所要時間が短縮されたこの区間には、鳥取県内・山陰両県の都市間輸送を担う特急やこれを補完する鳥取駅 - 米子駅間の快速「とっとりライナー」が運行されており、再び幹線鉄道の様相を呈する。また京阪神発着の特急も智頭急行経由で乗り入れることから、特に鳥取駅 - 倉吉駅間で列車本数が多く、普通列車は行き違いや追い抜きのための停車時間が長い。普通列車は倉吉駅で乗り換えとなるものもある。普通列車はこの区間内で完結する列車のほかに、他の区間や路線との直通運転を行う列車として、伯耆大山駅から米子駅まで（一部列車は米子駅を越えて出雲市駅・西出雲駅まで）伯備線の列車が多数乗り入れており、それ以外には松江発鳥取行き、因美線智頭発米子行きが設定されている。かつては鳥取発境線直通境港行き（平日のみ）もあったが2023年3月18日のダイヤ改正で廃止された。途中の伯耆大山駅から複線・電化区間となり、伯備線直通列車が加わって運行本数も多くなり、米子駅を経て安来駅まで複線区間が続く。2024年3月16日ダイヤ改正時点ですべての普通列車がワンマン運転を実施している。
また、鳥取駅 - 出雲市駅間では、観光列車として臨時快速「あめつち」が運転されている。

#### 米子駅 - 出雲市駅間
伯備線と同時に山陰本線で最も早く電化された区間であるが、2022年3月12日ダイヤ改正時点で普通列車は115系電車が使用されている2往復を除き気動車で運転されており、1時間に1本程度運行されている。一方、快速列車は全て気動車である。電車で運行される普通列車の一部は伯備線に直通し、特急「やくも」や寝台特急「サンライズ出雲」も乗り入れる。宍道駅からは木次線からの直通列車として、朝に木次発松江行きが1本乗り入れており、平日のみ山陰本線内で快速運転を行う（途中の停車駅は乃木駅のみ）。2024年3月16日ダイヤ改正時点ですべての普通列車がワンマン運転を実施している。
また、1996年3月16日から2019年3月15日まで平日ダイヤの朝ラッシュ時に出雲市発（2003年10月1日から2010年3月12日までは西出雲発）米子行きで「通勤ライナー」が1本運転されていた。快速運転区間は宍道駅から松江駅までで、通過するのは来待駅・玉造温泉駅・乃木駅のみだった。運転開始から2001年7月6日まではキハ181系気動車が、2008年3月14日までは381系電車が特急形車両の間合い運用として使用され、2008年3月17日からは113系電車が、2010年3月15日から廃止時まではキハ126系気動車が使用されていた。
この区間は特急を含めると列車の運行本数がかなり多く、伯耆大山駅 - 安来駅間、東松江駅 - 松江駅間、玉造温泉駅 - 来待駅間は複線化がなされているが、この区間全線が複線化されている訳ではないので、対向列車の待ち合わせに10分以上要する場合もある。なお、揖屋駅から米子方約2kmの複線化がなされているが、1982年の伯耆大山駅 - 知井宮駅（現・西出雲駅）間の電化の時に用地は確保されていたにもかかわらず、施工されていなかった。

#### 出雲市駅 - 益田駅間
この区間は、西出雲駅から先は再び非電化区間となり、ローカル色が強くなるが、2001年7月7日に高速化工事が完成し、特急が島根県東西の都市間輸送を担っている。出雲市側の普通列車はほとんどが出雲市駅発着となり、西出雲駅・大田市駅で折り返す区間列車が設定されている。浜田側では江津駅折り返し列車が存在するほか、浜田駅で乗り換えとなるものが多く、浜田駅 - 益田駅間は運行本数が少なくなる。かつては三江線直通の普通列車も浜田行きが2本、浜原行きが1本設定されていたが、三江線は2018年4月1日に廃止され、当該列車は江津駅発着となった。また、2022年3月11日までは快速「アクアライナー」が運行されていた。2022年3月12日ダイヤ改正時点ですべての普通列車がワンマン運転を実施している。

#### 益田駅 - 長門市駅間
島根・山口県境を挟むこの区間は、山陰本線の中でもとりわけ乗客・本数ともに少なく、1日10往復未満で、日中は4 - 5時間以上運転がない時間帯がある。全列車が1 - 2両編成のワンマン運転による普通列車である。多くの列車が益田駅 - 長門市駅間の運転となるが、益田駅 - 下関駅間を直通する列車や益田駅 - 東萩駅間および木与駅・東萩駅 - 長門市駅間、登校日の長門三隅発長門市行きの区間列車が運行され、上り1本のみ厚狭発東萩行きの美祢線との直通列車も運行されている。
2005年2月末に特急「いそかぜ」が廃止されて以降、益田駅 - 下関駅間は仙崎支線を除けば山陰本線で唯一特急列車が運行されていない区間となっている。さらに快速列車の定期運行も行われず、完全にローカル輸送のみの区間である。
この区間にはJR西日本管内の地方交通線で見られるような20 - 30 km/h程度に速度を落として通過する曲線箇所が存在する（飯浦駅 - 江崎駅間など）。

#### 長門市駅 - 下関駅間
山陰本線は幡生駅までであるが、列車は下関駅まで運転される。この区間は輸送力が低いとされ、かつては急行「あきよし」「さんべ」などのように長門市駅で分割し、美祢線経由で運転されるものもあった。
2023年3月18日より全列車が終日ワンマン運転を実施している。それ以前は日中を中心にワンマン運転を実施しており、奈古駅・長門市駅・滝部駅 - 下関駅間を直通する列車の場合、奈古駅・長門市駅・滝部駅 - 小串駅間までがワンマン運転で、小串駅 - 下関駅間は車掌が乗務する列車もあった。ただ、下関市域、特に小串駅 - 下関駅間は、関門都市圏の都市圏輸送を担っていることもあって、日中の場合1時間に1本程度は運行されている。輸送力調整のため、小串駅で乗り継ぎとなる列車も多く、小串駅 - 下関駅間では3・4両編成になることもある。一部列車は小串駅ではなく滝部駅で乗り継ぎとなる。
2005年9月30日までは、関門トンネルを抜けて、JR西日本管内小串・長門市方面と、門司駅・小倉駅などJR九州北九州市内の駅を結ぶ直通列車が運転されていたが、2005年10月1日のダイヤ改正以後は、全列車が下関駅折り返しとなっている。
この区間では、2017年8月5日からは観光列車「○○のはなし」が土日祝日に運行されている。2007年7月1日から2017年1月29日まで、観光列車「みすゞ潮彩」が運転されていた（土日祝日のみ快速運転。ただし運行上、2回通る幡生駅を1回通過するのみで、あとは各駅停車であった）。2021年7月13日からは「○○のはなし」の車両を利用する観光客向け臨時列車「ゆずきち号」の運行が新下関駅 - 長門市駅で始まった。

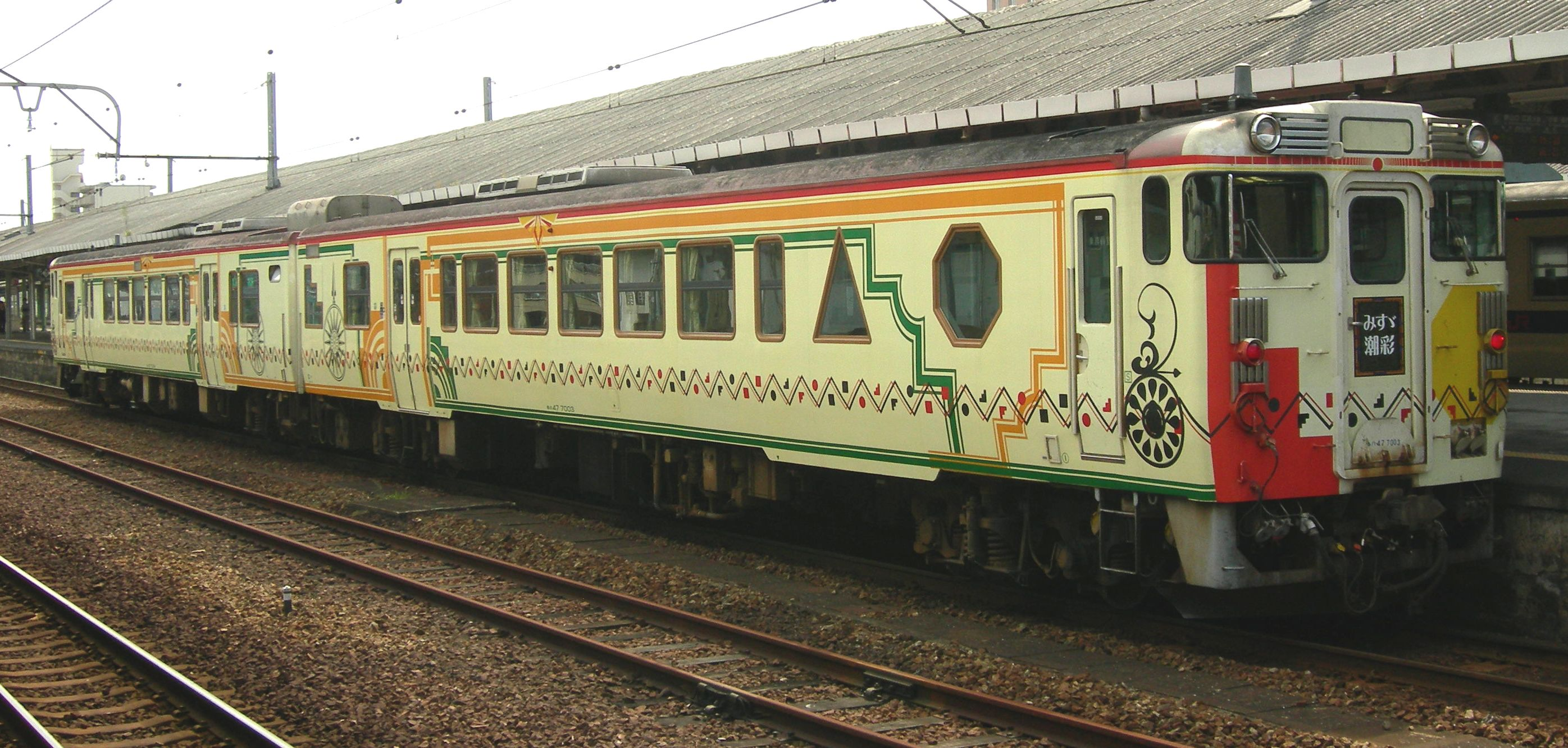
「みすゞ潮彩」
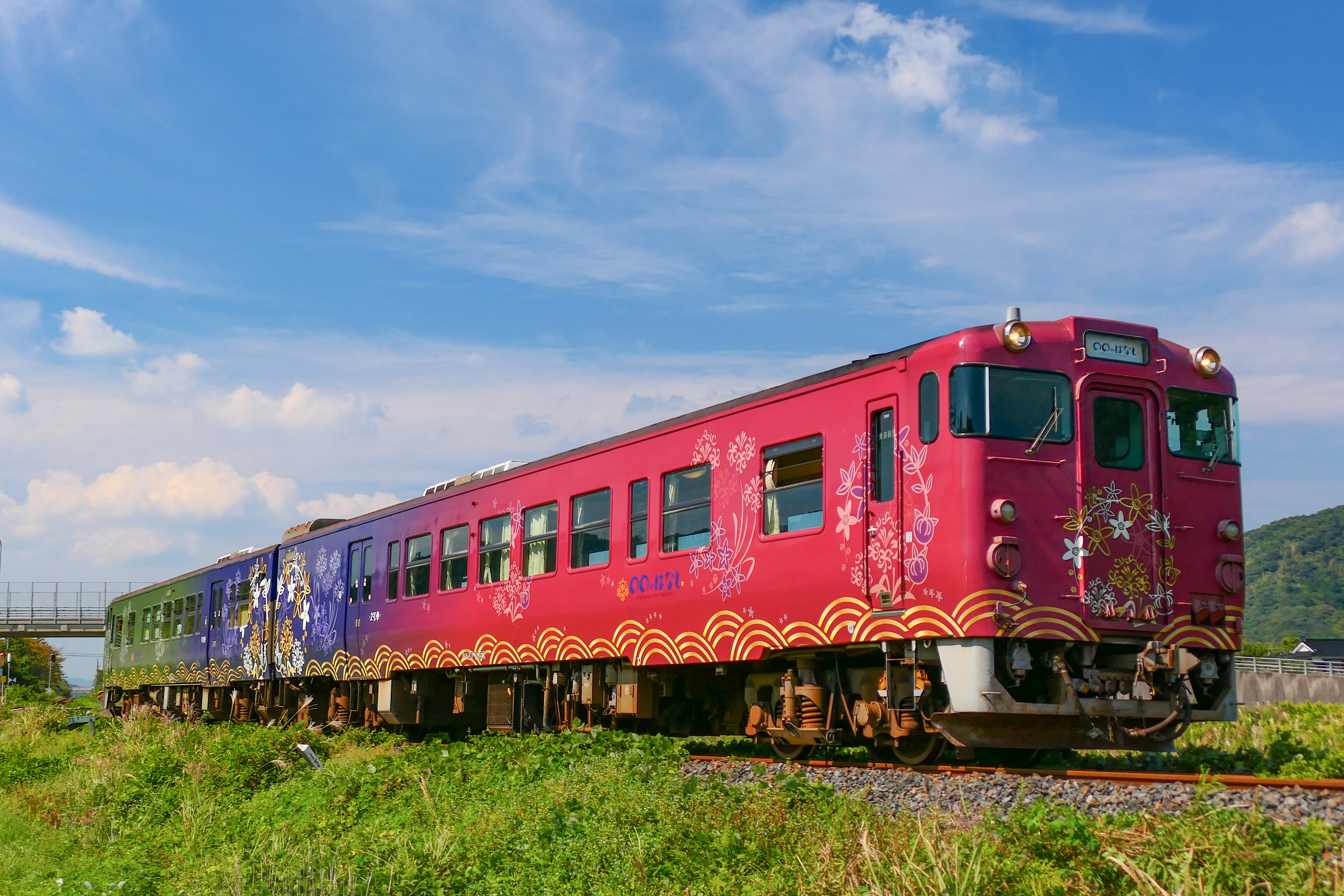
「○○のはなし」

2017年3月4日のダイヤ改正では、下関駅発上りの最終列車が23時台に引き下げられた。

#### 長門市駅 - 仙崎駅間（仙崎支線）

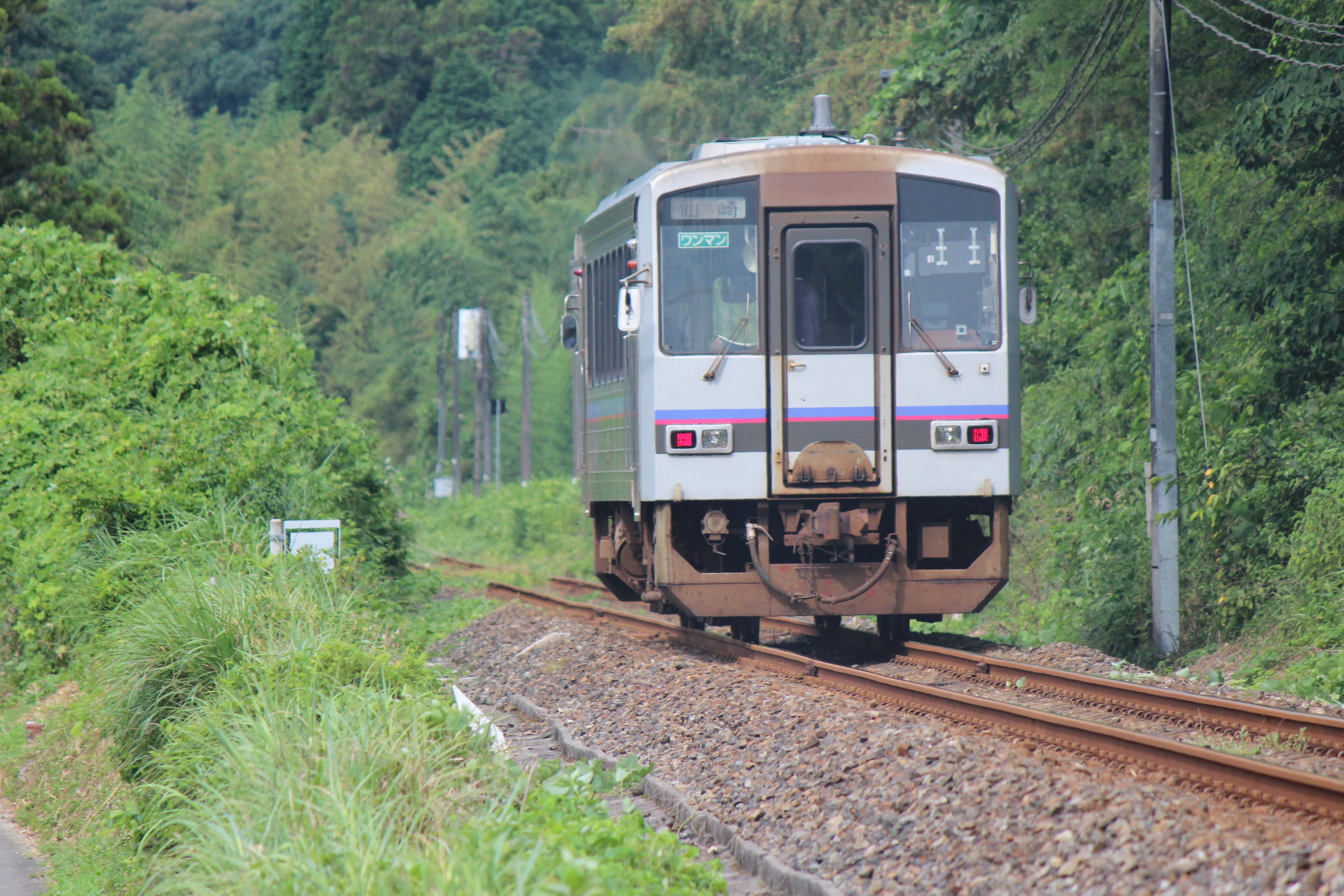
美祢線を走行するキハ120系充当の仙崎行

1日6往復のみの運行となっている。週末などに普通列車の代わりに運行される観光列車「○○のはなし」（下関方面直通）を除く全列車がワンマン運転で、一部の線内折り返し列車と日中の下関駅発着の1往復（「○○のはなし」運転日の充当列車）を除き美祢線と直通運転する系統が基本である。これは仙崎支線が元々は美祢線の貨物支線として開業した経緯によるものである。1往復のみ2両編成でその他は単行（1両）運転となっている。

### 貨物列車

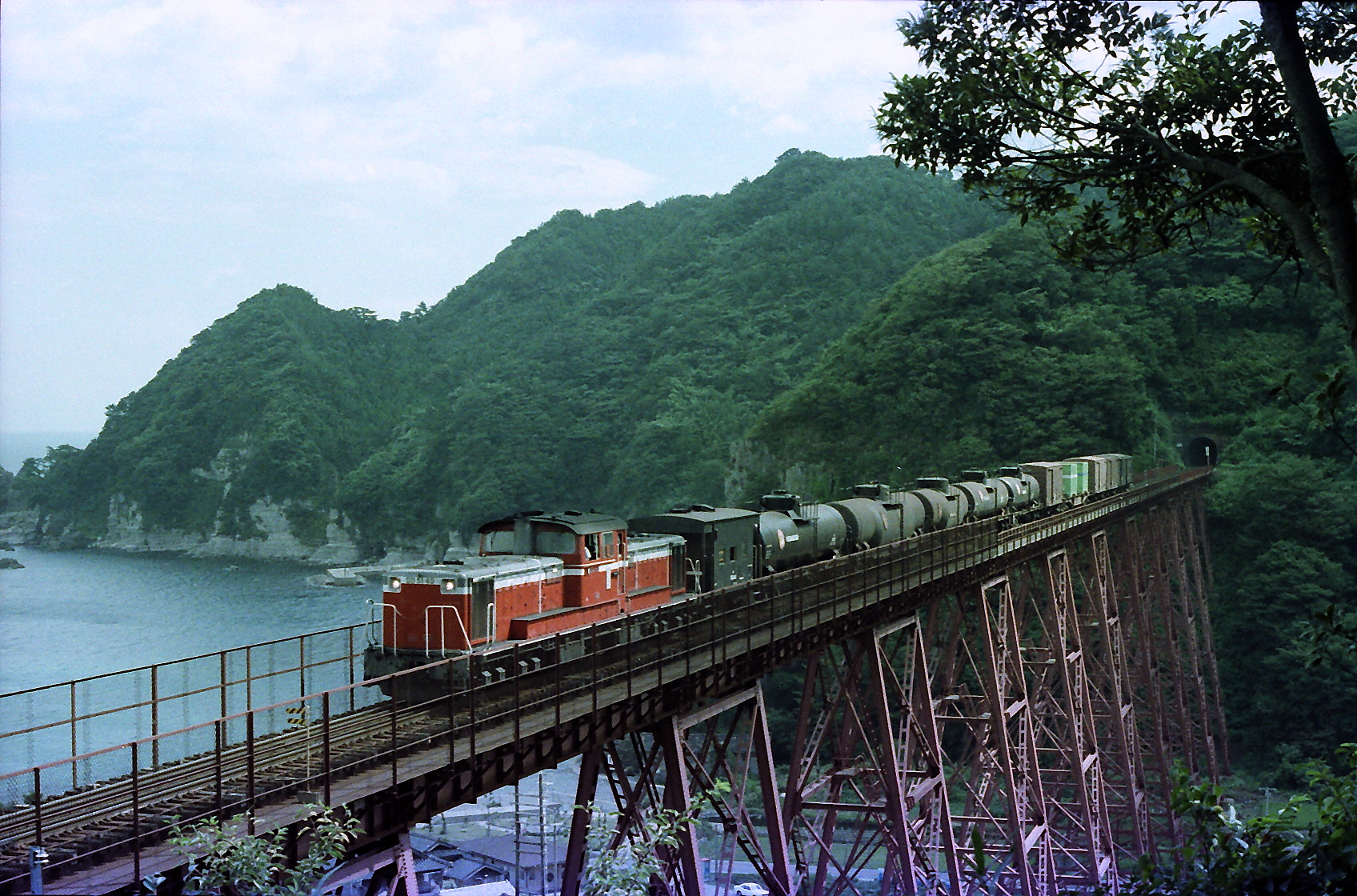
餘部橋梁を渡る貨物列車（1978年）

2014年3月改正時点で伯耆大山駅 - 米子駅間に3往復運行されていた高速貨物列車が、2015年3月14日のダイヤ改正において、伯耆大山駅のコンテナホームが供用を開始し、同駅に米子駅の機能を統合したため、全て伯備線内折返しとなったのを最後に、山陰本線内を通過する定期貨物列車が全廃された。日本貨物鉄道（JR貨物）における山陰本線の第二種鉄道事業免許についても、2015年4月1日付で廃止された。

#### 2018年迂回貨物
平成30年7月豪雨は西日本を中心の広い範囲に被害をもたらした。鉄道輸送も例外ではなく、山陽本線（三原駅 - 海田市駅間、柳井駅 - 徳山駅間）では土砂流入や変電所水没、斜面崩壊など甚大な被害が発生しており、関東・関西と九州を結ぶ鉄道の大動脈の長期不通が予想された。7月13日より船舶やトラックによる代行輸送が開始されたが、輸送力は最大で平常時の27％となった。
7月17日にJR貨物とJR西日本（以下JR両社）が日本海側に貨物列車を迂回運転を実施することに関しての打ち合わせが行われた。この段階では伯備線が運転再開をしておらず、関西側は福知山線を経由することも想定された。その後、伯備線が8月1日に運転再開することが決まったことを受けて、迂回貨物のルートとして伯備線・山陰本線・山口線を経由することが確定し、8月3日にJR両社から迂回貨物列車実現に向けて検討を進めていることが発表された。8月22日、JR貨物に対して山陰本線・山口線（米子駅 - 新山口駅間）の第二種鉄道事業許可が出され、8月24日には迂回貨物を8月29日から（下り列車、岡山タ基準。上り列車は幡生操基準で8月31日より）運転開始することがJR両社から発表された。
- 1065レ - 9081レ - 2073レ（名古屋タ20時37分発 - 岡山タ翌日3時47分発 - （山陽・伯備・山陰・山口・山陽線経由） - 幡生操21時15分着 - 福岡タ23時37分着）[29][30]
- 2070レ - 9080レ - 1064レ（福岡タ1時55分発 - 幡生操4時34分発 - （山陽・山口・山陰・伯備・山陽線経由） - 岡山タ22時12分着 - 名古屋タ翌日7時40分着）[29][30]

山陽本線の全線復旧に合わせ、迂回貨物の運転は9月28日（岡山タおよび幡生操基準）でいったん終了したが、平成30年台風第24号による被災で再び山陽本線（柳井駅 - 下松駅間）が不通となったため、10月6日から11日まで迂回貨物が運転された。これは、第二種鉄道事業許可を11月30日まで申請しており、許可期間が残っていたためである。

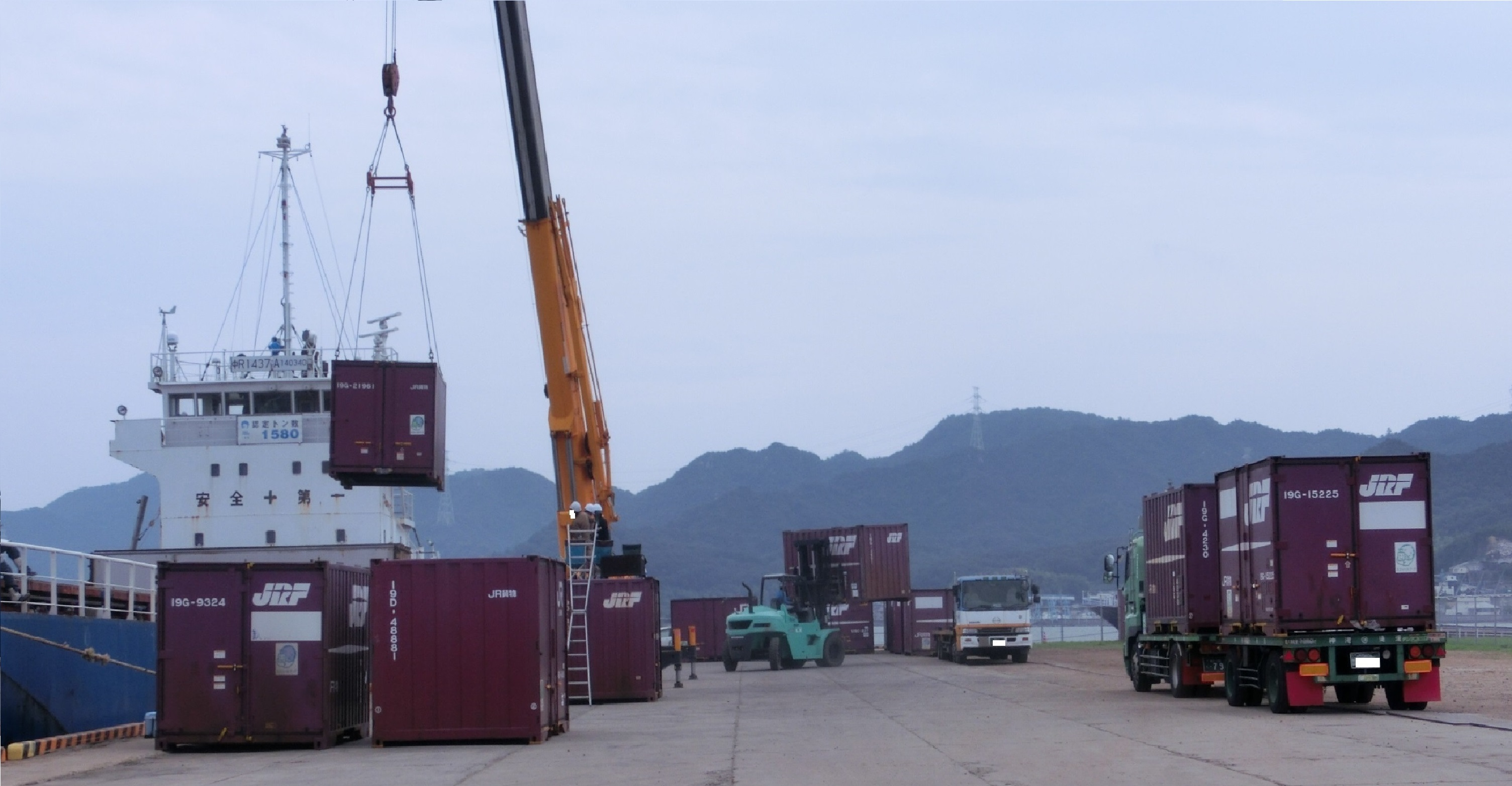
船舶による貨物代行輸送（2018年9月 岡山新港高島埠頭）
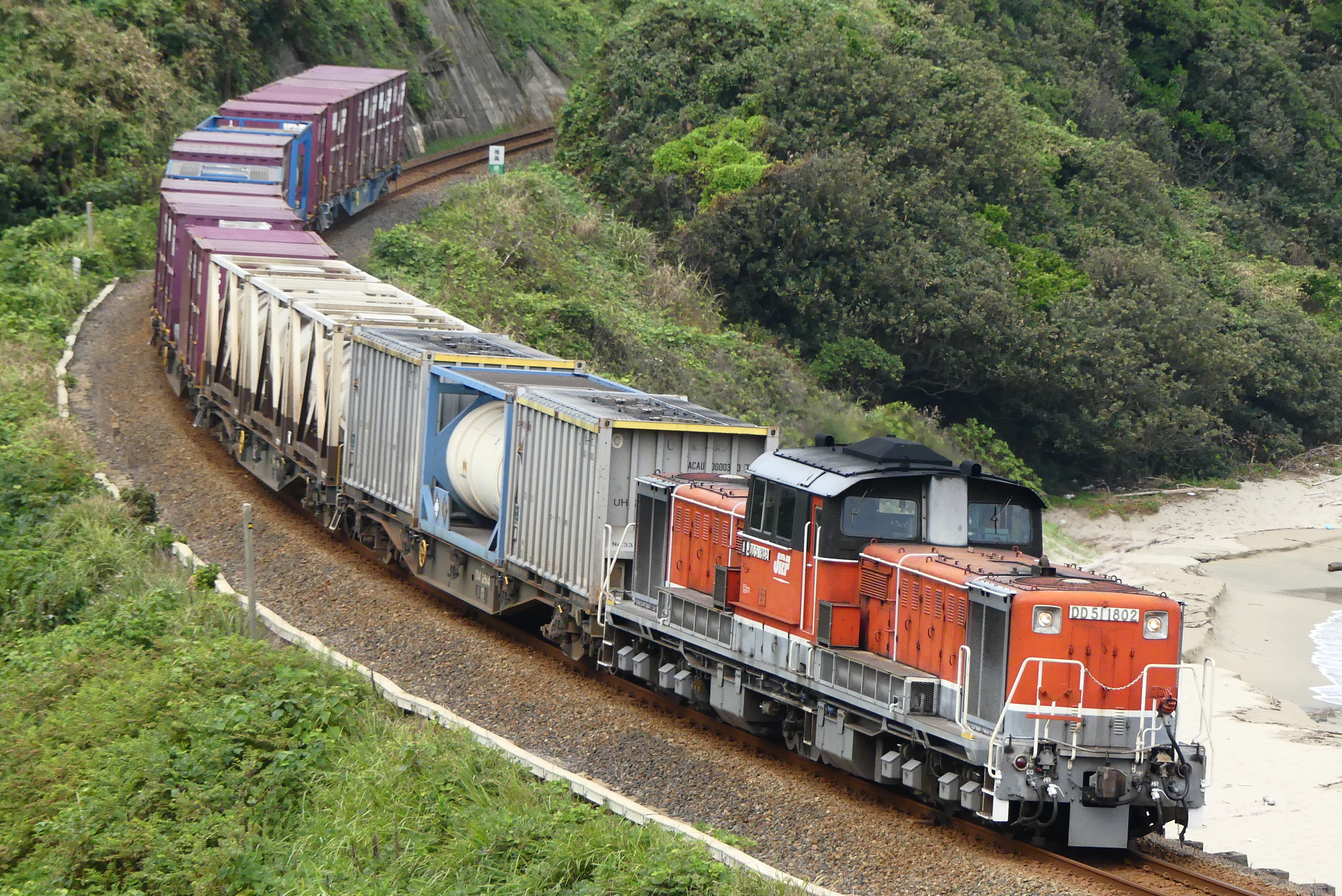
山陰本線を走行する上り迂回貨物列車（2018年9月 三保三隅駅 - 折居駅間）

##### 運転士
岡山貨物ターミナル駅 - 米子駅間は岡山機関区、米子駅 - 浜田駅間は広島機関区米子派出、浜田駅 - 幡生操車場間は幡生機関区が乗務を担当した。
迂回輸送で必要となる運転士をJR西日本側で手配することは要員的に困難であったことから、JR貨物の運転士（岡山機関区2名、広島機関区5名、幡生機関区11名、門司機関区4名）に対して、JR西日本での教育・訓練が行われた。訓練運転は浜田駅 - 新山口駅間が8月4日から、米子駅 - 浜田駅間が8月6日から開始され、迂回貨物の運転が開始された8月29日および30日まで行われた。

##### 機関車・貨車
機関車は、米子駅以東は伯備線貨物で実績のあるEF64形（愛知機関区所属）を、米子駅 - 幡生操車場間はDD51形（愛知機関区所属）を用いた。貨車は最も車両数の多いコキ104形を用いた。機関車の整備は、門司機関区が仕業検査や給油、給砂など、後藤総合車両所運用検修センターが給油などを担当した。
迂回輸送で必要となるDD51形をJR西日本側で手配することは、検査入場中であったり既に使用予定が決まっていたりしたことから困難であった。そのため、愛知機関区のDD51形を使用することとなり、機関車は検査期限に余裕のある3両（857・1802・1804号機）が選定され、稲沢駅→新鶴見信号場→岡山駅→米子駅というルートで送り込まれている。前述のように、門司機関区で機関車の整備を行う必要があるが、九州内は保安装置の関係でDD51形が自走することはできないため、幡生操車場 - 北九州貨物ターミナル駅間は前位にEH500形を連結して運転された。迂回貨物にDD51形を充当するため、DD51形による運用をDE10形に代走させて所要機を捻出している。
当初は輸送力確保の観点から、機関車はDD51形重連運転として編成を長くすることを検討していたが、山口線・山陰本線の踏切回路・線路有効長の関係から機関車+コキ7両となった。ただし、山口線内の勾配での空転を考慮し、9月9日までの上下列車および10月の上り列車はコキ6両で運転された。

### 門司発福知山行き昼行普通列車「824列車」

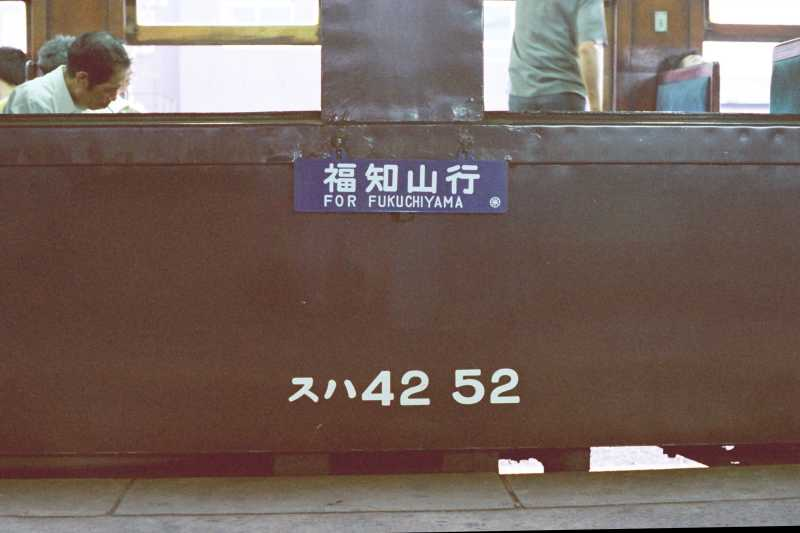
下関駅に停車中の824列車（1978年撮影）

かつて、山陰本線・山陽本線の門司駅 - 福知山駅間には日本一の走行距離を有する普通列車が運行されていた。鉄道ファンはその列車番号で824列車と呼んでいた。
そもそも昭和30年代まで、国鉄においては特急・急行列車の本数が少なかった半面で、長距離の普通列車が設定されていた。1956年11月のダイヤ改正当時では、東海道本線・山陽本線では東京駅 - 門司駅間運転の111・112列車（東海道本線区間で夜行運転、運転区間の営業キロは1102.8 km。「ムーンライトながら」の項目も参照）、日本海縦貫線では大阪駅 - 青森駅間には羽越本線を夜行で走る511・512列車、北陸本線と奥羽本線で2夜行になる513・514列車（運転区間の当時の営業キロは1055.6 km）が存在するといった具合である。
しかし、1961年10月に実施された「サンロクトオ」と呼ばれるダイヤ改正以降、国鉄では普通列車の乗客を新設ないしは増発した特急・急行列車に振り向けるため、これら長距離運転をする普通列車を削減するようになっていった。そして、その普通列車削減の流れが進んだ昭和50年代に、日本一の運行距離を有する普通列車となったのが、この824列車である。
1972年（昭和47年）3月15日ダイヤ改正以前には全線を直通する夜行列車826列車、829列車もあったが、夜行区間が急行に格上げ（「しまね」を経て夜行「さんべ」）されたり、夜行区間と昼行区間とが別列車に分断（夜行区間はのちの「山陰」）されて、この列車が残った。このため、本列車のスジ自体は山陰本線全通時にまでさかのぼる（戦時中は分断）が、日本最長となったのは、それまで最長であった大阪発新潟行きの普通列車が廃止された1972年10月のダイヤ改正 であった。
この列車は門司駅を朝5時30分頃に発車し、福知山駅にはその日が終わる頃に到着した。途中駅で特急・急行の待避や荷物輸送のための長時間停車をしていたこともあって、所要時間は約18時間半にもなり、表定速度は30km/hを若干上回る程度であった。また、客車はオハ35系・スハ43系・61系など手動扉の旧型のものが最後まで使用された。
その旧形客車の旅愁と運転区間が相まって、「乗り鉄」とも通称された鉄道旅行派のファンなどから注目される存在となり、宮脇俊三・種村直樹といった紀行作家による乗車記も書かれた。なお、上越新幹線開業に伴うダイヤ改正直前の1982年10月における、国鉄の長距離運行普通列車上位5位は以下のとおりである。
1. 824列車：門司駅 - 福知山駅間 595.1 km
2. 831列車：豊岡駅 - 門司駅間 535.2 km
3. 726列車：浜田駅 - 大阪駅間 500.8 km
4. 530列車：西鹿児島駅（現在の鹿児島中央駅） - 門司港駅（日豊本線経由）間 476.9 km
5. 921・924列車「はやたま」：亀山駅 - 天王寺駅（紀勢本線経由）間運行 442.2 km

しかし、客車の老朽化が進んだことと、合理化および動力近代化の一環として客車列車を気動車・電車化した上で運行距離を短縮する施策が取られるようになったことから、824列車は1984年2月のダイヤ改正で下関駅 - 出雲市駅間運行の824列車と、出雲市駅 - 福知山駅間運行の548列車に系統が分割された。その後、さらに列車の運行区間が細分化され、2006年時点では824列車が運行していた時間帯に該当する列車が存在しない区間もある。

### 客車王国から気動車化までの経緯

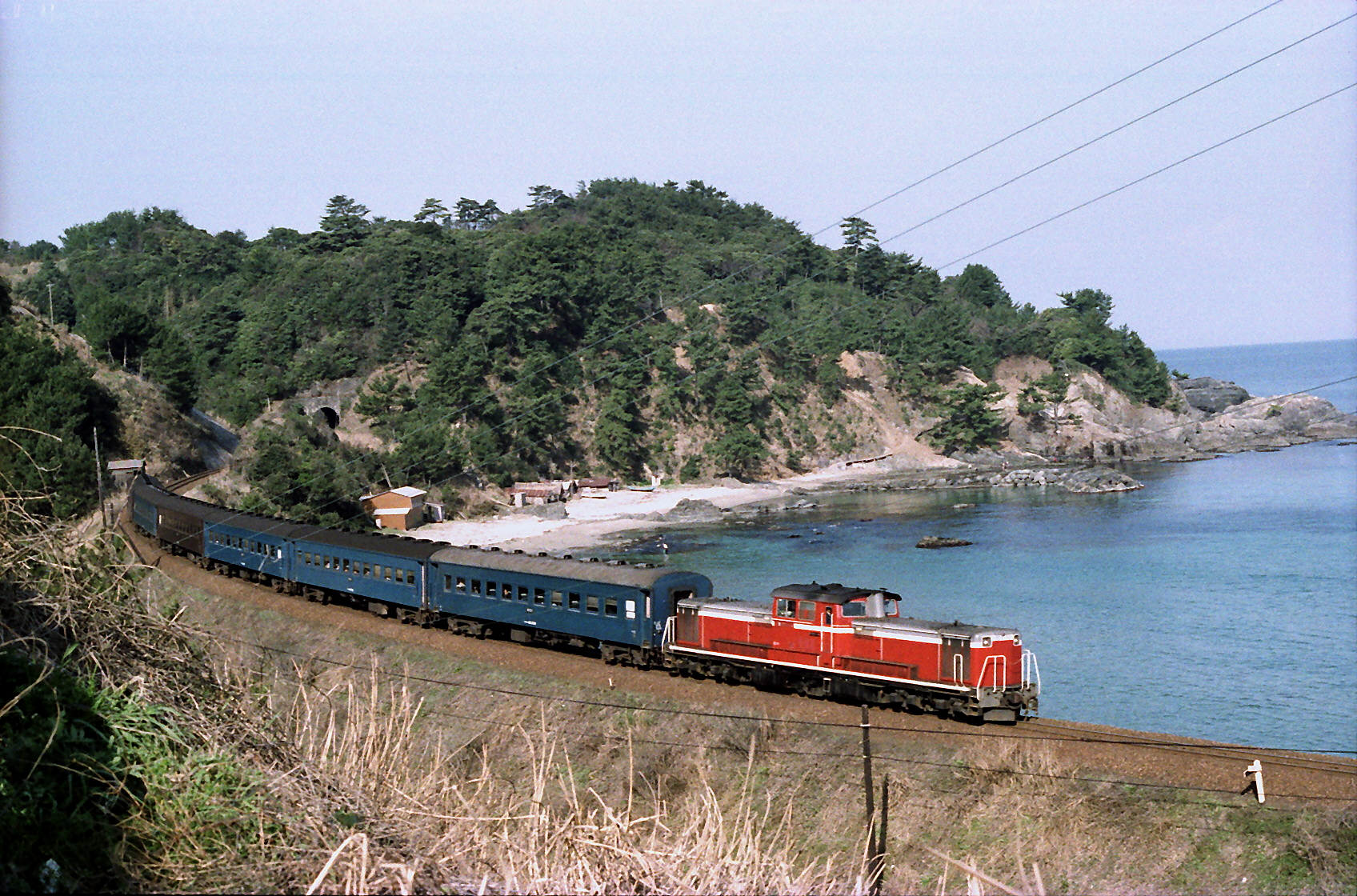
折居 - 三保三隅を走行する客車列車（1978年）

山陰本線は675kmの長大幹線で全線にわたって客車列車が多数運用されていた。
1972年3月以降は全線を走破する普通列車は無くなったものの、長距離客車列車は多数あった。当時の主な長距離普通列車は824列車（門司駅→福知山駅間）・831列車（豊岡駅間→門司駅間）、726列車（浜田駅→大阪駅間）、835列車（京都駅→浜田駅間）、721列車（大阪駅→出雲市駅間）などであった。
1970年代の普通列車は旧型客車でディーゼル機関車DF50形・DD54形が牽引していたが、1978年10月までに牽引機はDD51形に統一された。
1979年以降に福知山・米子・下関地区へ配置された50系客車の運用は100km前後の短距離が多く、長距離運用は旧型客車であった。
1984年2月のダイヤ改正で日本最長距離鈍行824列車が出雲市駅で系統分割され、旧型客車は京都駅 - 浜田駅間の運用へ短縮された。50系客車は香住駅 - 鳥取駅間を除く全線に運用区間が拡大され、長距離運用も東西で見られるようになった。
1985年3月のダイヤ改正は、急行・団体用から転用改造された12系1000番台が投入され大阪駅 - 福知山駅 - 出雲市駅間にて運用開始。旧型客車は篠山口駅 - 福知山駅 - 出雲市駅間の運用へ短縮。50系客車は京都駅 - 福知山駅間、豊岡駅 - 下関駅間の運用となった。福知山駅 - 豊岡駅間にて50系客車の運用が無かったのは城崎電化後は電車に置き換える計画があり、この区間は12系客車と旧型客車だけで運用された。
1986年11月、福知山線全線と福知山駅 - 城崎駅（現在の城崎温泉駅）間が電化され電車化。この時期より客車列車の衰退が始まる。客車列車の運用範囲は京都駅 - 福知山駅間・豊岡駅 - 出雲市駅間は50系客車と12系客車、出雲市以西は全て50系客車で国鉄分割民営化を迎えた。
この体制もつかの間で、1988年10月には京都駅 - 福知山駅間のうち、園部止の一部を除いて全廃。1990年3月のダイヤ改正では京都駅 - 園部駅間の電化によりこの区間の客車列車が廃止されるとともに、大量の気動車が転属となり、それにより豊岡駅 - 益田駅間のうち、豊岡駅 - 出雲市駅間・浜田駅 - 益田駅間 （1991年3月に気動車化） の一部列車を除いて気動車化された。しかし益田駅以西はかろうじて多数残った客車列車が1991年3月に朝夕の一部を除いて気動車化、1992年3月には全て気動車化されて、残る客車列車は豊岡駅 - 米子駅 - 出雲市駅間の計5往復となった。
山陰本線の中部に残された客車列車は12系客車（豊岡駅 - 米子駅間・鳥取駅 - 米子駅間の各1往復）と50系客車（鳥取駅 - 米子駅間・米子駅 - 出雲市駅間各1往復）と急行「だいせん」の末端の普通列車区間（倉吉駅 - 出雲市駅間）だけとなった。1992年6月頃は残された50系が全て12系客車へ統一された後は再び衰退の一途となる。
1994年12月には米子駅 - 出雲市駅間を気動車化、1996年12月には日本最長距離客車鈍行の豊岡駅 - 米子駅間の521・522列車が気動車化され、最後の客車列車の運用は鳥取駅 - 米子駅間の2往復だけとなる。
1997年3月22日、最後に残された客車列車も気動車化されて、急行「だいせん」の末端の普通列車区間のみが客車列車として残った。その「だいせん」も1999年10月に気動車に置き換えられ、山陰本線から定期客車普通列車が消滅した。
2006年3月18日のダイヤ改正では、寝台特急「出雲」が廃止され、山陰本線から定期客車列車が全廃された。
2022年時点で、山陰本線を走行する客車列車は、臨時列車「奥出雲おろち号」延長運転時（出雲市駅→木次駅間の片道）のみとなっていた。「奥出雲おろち号」は2023年に運行を終了し、山陰本線上から客車列車が完全に消滅した。

## 利用状況

### 平均通過人員・旅客運輸収入
各年度の平均通過人員、旅客運輸収入は以下のとおりである。

#### 全区間
| 年度                   | 平均通過人員（人/日） | 旅客運輸収入（百万円） | 出典   |
| 年度                   | 京都 - 幡生など       | 旅客運輸収入（百万円） | 出典   |
| ---------------------- | --------------------- | ---------------------- | ------ |
| 2013年度（平成25年度） | 4,784                 | 16,332                 | [ 41 ] |
| 2014年度（平成26年度） | 4,727                 | 16,373                 | [ 42 ] |
| 2015年度（平成27年度） | 4,782                 | 16,562                 | [ 43 ] |
| 2016年度（平成28年度） | 4,755                 | 16,367                 | [ 44 ] |
| 2017年度（平成29年度） | 4,769                 | 16,745                 | [ 45 ] |
| 2018年度（平成30年度） | 4,684                 | 16,357                 | [ 46 ] |
| 2019年度（令和元年度） | 4,558                 | 15,919                 | [ 47 ] |
| 2020年度（令和02年度） | 3,087                 | 8,941                  | [ 48 ] |
| 2021年度（令和03年度） | 3,245                 | 9,895                  | [ 49 ] |
| 2022年度（令和04年度） | 3,799                 | 12,836                 | [ 50 ] |
| 2023年度（令和05年度） | 4,067                 |                        | [ 51 ] |

#### 京都駅 - 園部駅間
| 年度                   | 平均通過人員（人/日） | 出典   |
| 年度                   | 京都 - 園部           | 出典   |
| ---------------------- | --------------------- | ------ |
| 2013年度（平成25年度） | 42,793                | [ 41 ] |
| 2014年度（平成26年度） | 42,748                | [ 42 ] |
| 2015年度（平成27年度） | 43,680                | [ 43 ] |
| 2016年度（平成28年度） | 44,099                | [ 44 ] |
| 2017年度（平成29年度） | 44,251                | [ 45 ] |
| 2018年度（平成30年度） | 44,069                | [ 46 ] |
| 2019年度（令和元年度） | 43,678                | [ 47 ] |
| 2020年度（令和02年度） | 30,404                | [ 48 ] |
| 2021年度（令和03年度） | 32,584                | [ 49 ] |
| 2022年度（令和04年度） | 37,360                | [ 50 ] |
| 2023年度（令和05年度） | 40,397                | [ 51 ] |

#### 園部駅 - 米子駅間
| 年度                   | 平均通過人員（人/日） | 平均通過人員（人/日） | 平均通過人員（人/日） | 平均通過人員（人/日） | 平均通過人員（人/日） | 出典   |
| 年度                   | 園部 - 福知山         | 福知山 - 城崎温泉     | 城崎温泉 - 浜坂       | 浜坂 - 鳥取           | 鳥取 - 米子           | 出典   |
| ---------------------- | --------------------- | --------------------- | --------------------- | --------------------- | --------------------- | ------ |
| 2013年度（平成25年度） | 6,290                 | 3,645                 | 882                   | 1,081                 | 4,396                 | [ 41 ] |
| 2014年度（平成26年度） | 6,326                 | 3,721                 | 880                   | 1,009                 | 4,228                 | [ 42 ] |
| 2015年度（平成27年度） | 6,292                 | 3,712                 | 826                   | 941                   | 4,312                 | [ 43 ] |
| 2016年度（平成28年度） | 6,194                 | 3,647                 | 817                   | 941                   | 4,256                 | [ 44 ] |
| 2017年度（平成29年度） | 6,159                 | 3,644                 | 801                   | 965                   | 4,296                 | [ 45 ] |
| 2018年度（平成30年度） | 5,938                 | 3,442                 | 768                   | 967                   | 4,284                 | [ 46 ] |
| 2019年度（令和元年度） | 5,787                 | 3,268                 | 693                   | 921                   | 4,026                 | [ 47 ] |
| 2020年度（令和02年度） | 3,293                 | 2,006                 | 506                   | 798                   | 3,008                 | [ 48 ] |
| 2021年度（令和03年度） | 3,484                 | 2,110                 | 606                   | 738                   | 3,010                 | [ 49 ] |
| 2022年度（令和04年度） | 4,610                 | 2,805                 | 721                   | 768                   | 3,226                 | [ 50 ] |
| 2023年度（令和05年度） | 4,945                 | 3,008                 | 574                   | 792                   | 3,461                 | [ 51 ] |

#### 米子駅 - 幡生駅間・仙崎支線
| 年度                   | 平均通過人員（人/日） | 平均通過人員（人/日） | 平均通過人員（人/日） | 平均通過人員（人/日）       | 平均通過人員（人/日） | 出典   |
| 年度                   | 米子 - 出雲市         | 出雲市 - 益田         | 益田 - 長門市         | 長門市 - 小串 長門市 - 仙崎 | 小串 - 幡生           | 出典   |
| ---------------------- | --------------------- | --------------------- | --------------------- | --------------------------- | --------------------- | ------ |
| 2013年度（平成25年度） | 6,630                 | 1,251                 | 290                   | 465                         | 3,299                 | [ 41 ] |
| 2014年度（平成26年度） | 6,214                 | 1,301                 | 274                   | 442                         | 3,115                 | [ 42 ] |
| 2015年度（平成27年度） | 6,171                 | 1,346                 | 300                   | 412                         | 3,126                 | [ 43 ] |
| 2016年度（平成28年度） | 6,104                 | 1,300                 | 282                   | 380                         | 2,968                 | [ 44 ] |
| 2017年度（平成29年度） | 6,186                 | 1,292                 | 296                   | 362                         | 2,879                 | [ 45 ] |
| 2018年度（平成30年度） | 6,009                 | 1,257                 | 266                   | 358                         | 2,691                 | [ 46 ] |
| 2019年度（令和元年度） | 5,860                 | 1,177                 | 271                   | 351                         | 2,545                 | [ 47 ] |
| 2020年度（令和02年度） | 3,690                 | 725                   | 238                   | 290                         | 1,974                 | [ 48 ] |
| 2021年度（令和03年度） | 3,860                 | 746                   | 223                   | 292                         | 2,006                 | [ 49 ] |
| 2022年度（令和04年度） | 4,803                 | 860                   | 231                   | 273                         | 2,164                 | [ 50 ] |
| 2023年度（令和05年度） | 5,188                 | 932                   | 209                   | 205                         | 2,177                 | [ 51 ] |

### 収支・営業系数
2019年度（令和元年度）の平均通過人員が2,000人/日未満の線区（城崎温泉駅 - 浜坂駅間、浜坂駅 - 鳥取駅間、出雲市駅 - 益田駅間、益田駅 - 長門市駅間、長門市駅 - 小串駅・長門市駅 - 仙崎駅間）における各3か年平均の収支（運輸収入、営業費用、営業損益）、営業係数、収支率は以下のとおりである。▲はマイナスを意味する。
| 年度                                       | 収支（億円） | 収支（億円） | 収支（億円） | 営業 係数 （円） | 収支率 | 出典   |
| 年度                                       | 運輸 収入    | 営業 費用    | 営業 損益    | 営業 係数 （円） | 収支率 | 出典   |
| ------------------------------------------ | ------------ | ------------ | ------------ | ---------------- | ------ | ------ |
| 2017 - 2019年度（平成29 - 令和元年度）平均 | 1.6          | 13.4         | ▲11.8        | 850              | 11.8%  | [ 52 ] |
| 2018 - 2020年度（平成30 - 令和2年度）平均  | 1.3          | 13.0         | ▲11.7        | 1,025            | 9.8%   | [ 52 ] |
| 2019 - 2021年度（令和元 - 3年度）平均      | 1.1          | 11.8         | ▲10.7        | 1,083            | 9.2%   | [ 53 ] |
| 2020 - 2022年度（令和2 - 4年度）平均       | 1.0          | 10.5         | ▲9.5         | 1,053            | 9.5%   | [ 54 ] |
| 2021 - 2023年度（令和3 - 5年度）平均       | 1.2          | 10.3         | ▲9.1         | 871              | 11.5%  | [ 55 ] |

| 年度                                       | 収支（億円） | 収支（億円） | 収支（億円） | 営業 係数 （円） | 収支率 | 出典   |
| 年度                                       | 運輸 収入    | 営業 費用    | 営業 損益    | 営業 係数 （円） | 収支率 | 出典   |
| ------------------------------------------ | ------------ | ------------ | ------------ | ---------------- | ------ | ------ |
| 2017 - 2019年度（平成29 - 令和元年度）平均 | 1.1          | 9.7          | ▲8.5         | 849              | 11.8%  | [ 52 ] |
| 2018 - 2020年度（平成30 - 令和2年度）平均  | 1.0          | 9.1          | ▲8.1         | 920              | 10.9%  | [ 52 ] |
| 2019 - 2021年度（令和元 - 3年度）平均      | 0.9          | 8.2          | ▲7.3         | 928              | 10.8%  | [ 53 ] |
| 2020 - 2022年度（令和2 - 4年度）平均       | 0.8          | 8.4          | ▲7.6         | 991              | 10.1%  | [ 54 ] |
| 2021 - 2023年度（令和3 - 5年度）平均       | 1.0          | 8.3          | ▲7.3         | 827              | 12.1%  | [ 55 ] |

| 年度                                       | 収支（億円） | 収支（億円） | 収支（億円） | 営業 係数 （円） | 収支率 | 出典   |
| 年度                                       | 運輸 収入    | 営業 費用    | 営業 損益    | 営業 係数 （円） | 収支率 | 出典   |
| ------------------------------------------ | ------------ | ------------ | ------------ | ---------------- | ------ | ------ |
| 2017 - 2019年度（平成29 - 令和元年度）平均 | 10.0         | 44.5         | ▲34.5        | 446              | 22.4%  | [ 52 ] |
| 2018 - 2020年度（平成30 - 令和2年度）平均  | 8.0          | 43.6         | ▲35.5        | 542              | 18.5%  | [ 52 ] |
| 2019 - 2021年度（令和元 - 3年度）平均      | 6.4          | 41.4         | ▲35.0        | 647              | 15.5%  | [ 53 ] |
| 2020 - 2022年度（令和2 - 4年度）平均       | 5.6          | 38.7         | ▲33.1        | 694              | 14.4%  | [ 54 ] |
| 2021 - 2023年度（令和3 - 5年度）平均       | 6.8          | 37.6         | ▲30.8        | 557              | 18.0%  | [ 55 ] |

| 年度                                       | 収支（億円） | 収支（億円） | 収支（億円） | 営業 係数 （円） | 収支率 | 出典   |
| 年度                                       | 運輸 収入    | 営業 費用    | 営業 損益    | 営業 係数 （円） | 収支率 | 出典   |
| ------------------------------------------ | ------------ | ------------ | ------------ | ---------------- | ------ | ------ |
| 2017 - 2019年度（平成29 - 令和元年度）平均 | 0.9          | 12.4         | ▲11.5        | 1,314            | 7.6%   | [ 52 ] |
| 2018 - 2020年度（平成30 - 令和2年度）平均  | 0.8          | 13.0         | ▲12.2        | 1,651            | 6.1%   | [ 52 ] |
| 2019 - 2021年度（令和元 - 3年度）平均      | 0.7          | 13.1         | ▲12.4        | 1,923            | 5.2%   | [ 53 ] |
| 2020 - 2022年度（令和2 - 4年度）平均       | 0.6          | 12.0         | ▲11.4        | 1,939            | 5.2%   | [ 54 ] |
| 2021 - 2023年度（令和3 - 5年度）平均       | 0.6          | 11.9         | ▲11.3        | 1,862            | 5.4%   | [ 55 ] |

| 年度                                       | 収支（億円） | 収支（億円） | 収支（億円） | 営業 係数 （円） | 収支率 | 出典   |
| 年度                                       | 運輸 収入    | 営業 費用    | 営業 損益    | 営業 係数 （円） | 収支率 | 出典   |
| ------------------------------------------ | ------------ | ------------ | ------------ | ---------------- | ------ | ------ |
| 2017 - 2019年度（平成29 - 令和元年度）平均 | 0.9          | 10.3         | ▲9.5         | 1,208            | 8.3%   | [ 52 ] |
| 2018 - 2020年度（平成30 - 令和2年度）平均  | 0.7          | 10.3         | ▲9.6         | 1,435            | 7.0%   | [ 52 ] |
| 2019 - 2021年度（令和元 - 3年度）平均      | 0.6          | 9.6          | ▲9.0         | 1,491            | 6.7%   | [ 53 ] |
| 2020 - 2022年度（令和2 - 4年度）平均       | 0.6          | 8.9          | ▲8.3         | 1,457            | 6.9%   | [ 54 ] |
| 2021 - 2023年度（令和3 - 5年度）平均       | 0.6          | 7.6          | ▲7.0         | 1,253            | 8.0%   | [ 55 ] |

## 使用車両

### 現在の使用車両

#### 特急列車
- 287系電車
  - 京都駅 - 城崎温泉駅間（「まいづる」「はしだて」「きのさき」「こうのとり」）
- 289系電車
  - 福知山駅 - 城崎温泉駅間（「こうのとり」「きのさき」）
- 285系電車
  - 伯耆大山駅 - 出雲市駅間（「サンライズ出雲」）
- 273系電車
  - 伯耆大山駅 - 出雲市駅間（「やくも」）
- 117系電車
  - 伯耆大山駅 - 出雲市駅間（「WEST EXPRESS 銀河」）
    - 不定期列車として運行
- キハ187系気動車
  - 鳥取駅 - 益田駅間（「スーパーまつかぜ」「スーパーおき」）
- キハ189系気動車
  - 和田山駅 - 鳥取駅間（「はまかぜ」）
- 87系気動車
  - 京都駅 - 幡生駅間（「TWILIGHT EXPRESS 瑞風」）
    - 不定期列車として運行
- HOT7000系気動車
  - 鳥取駅 - 倉吉駅間（「スーパーはくと」）
- KTR8000形気動車
  - 京都駅 - 福知山駅間（「まいづる」「はしだて」）

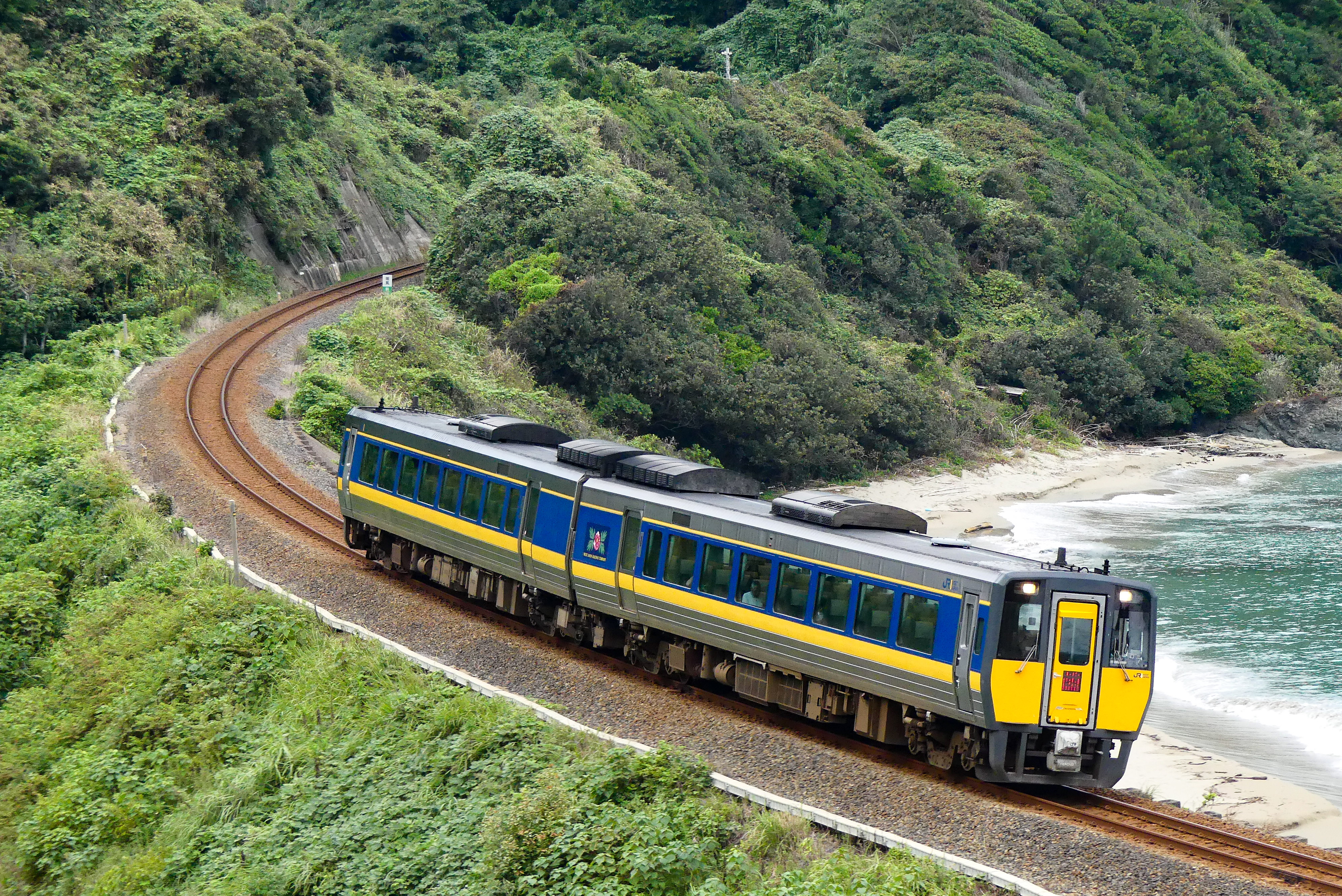
キハ187系気動車（三保三隅 - 折居 2018年）
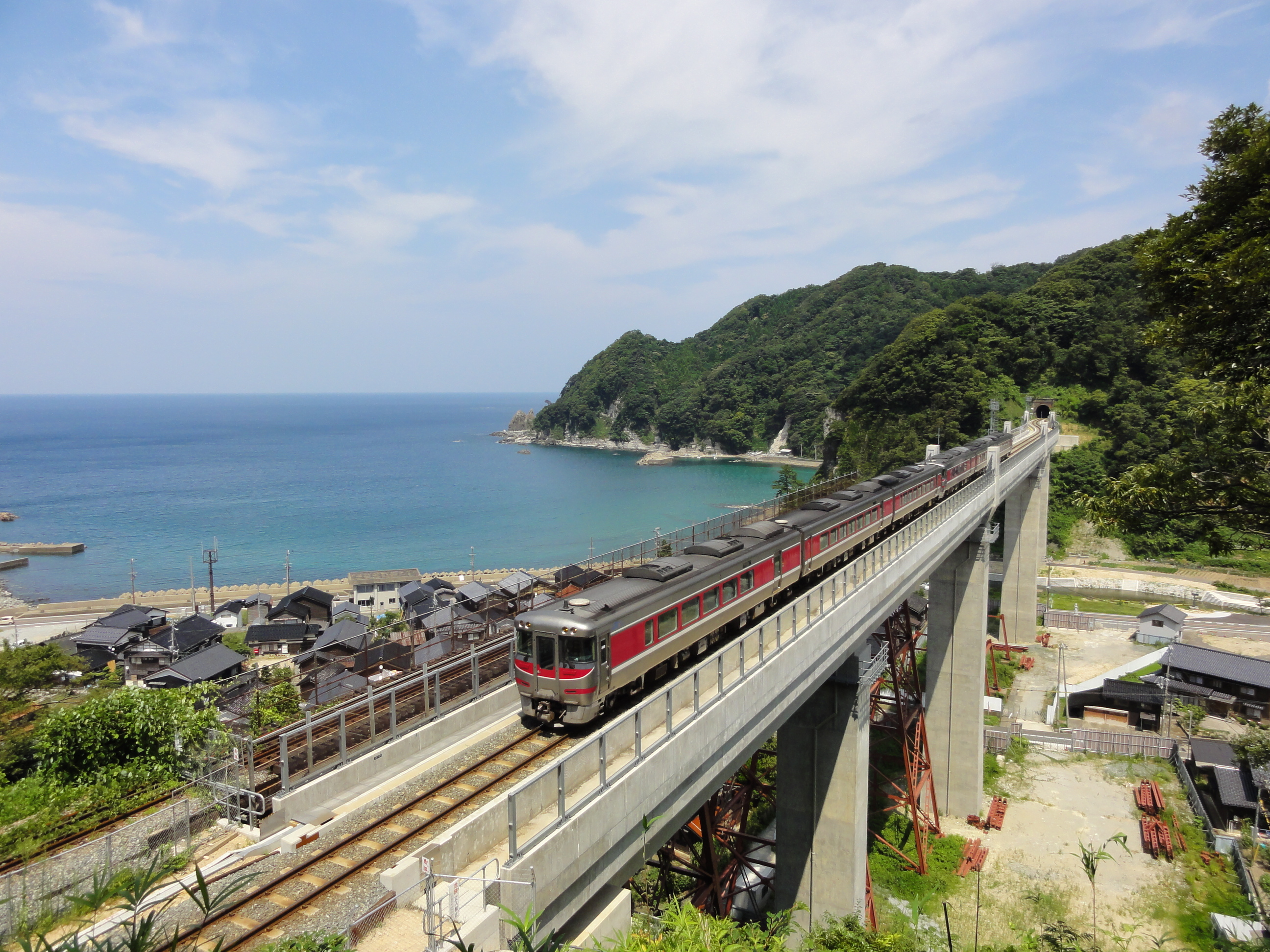
キハ189系気動車（余部橋梁 2011年）
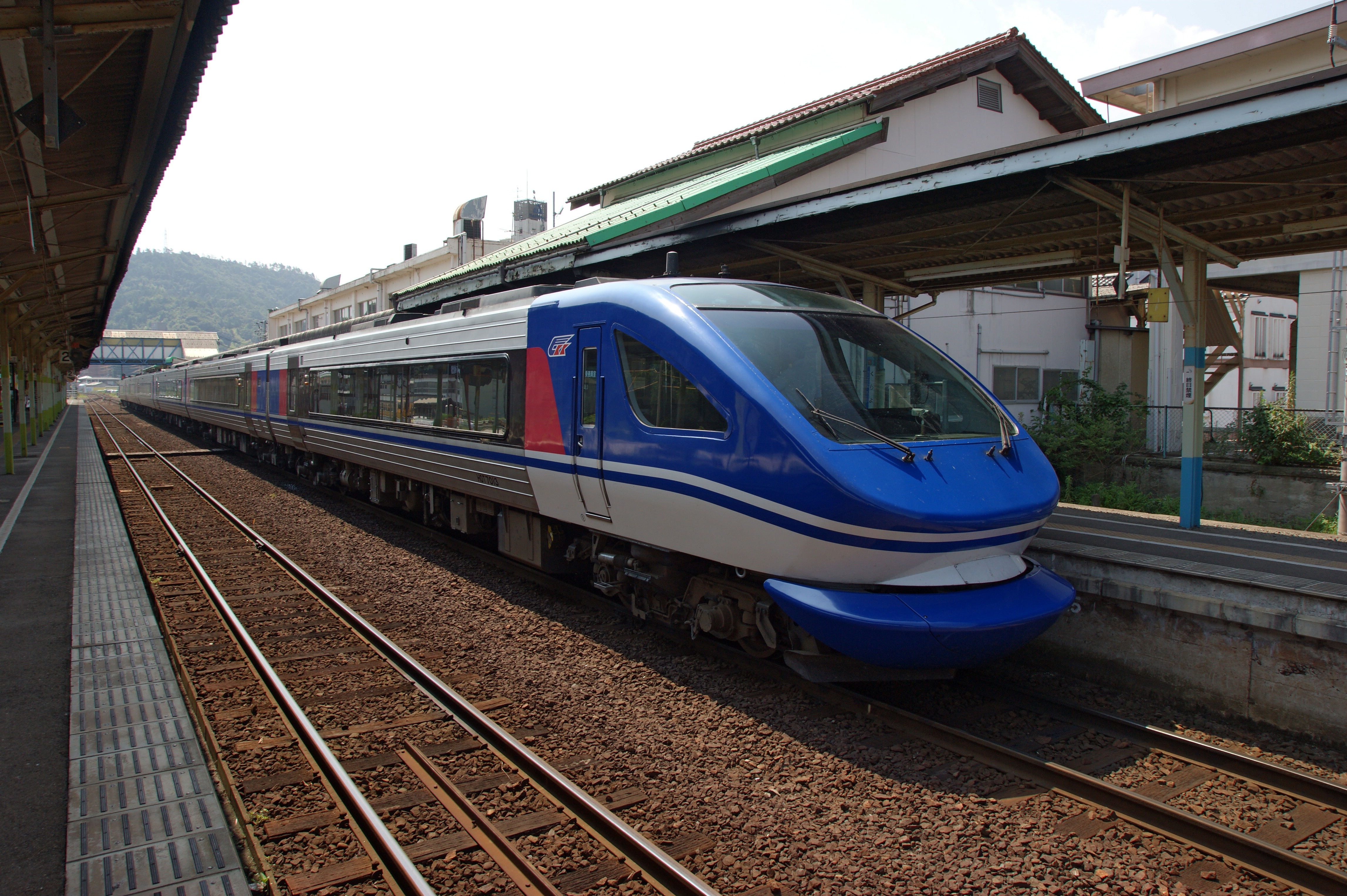
HOT7000系気動車（倉吉駅 2008年）
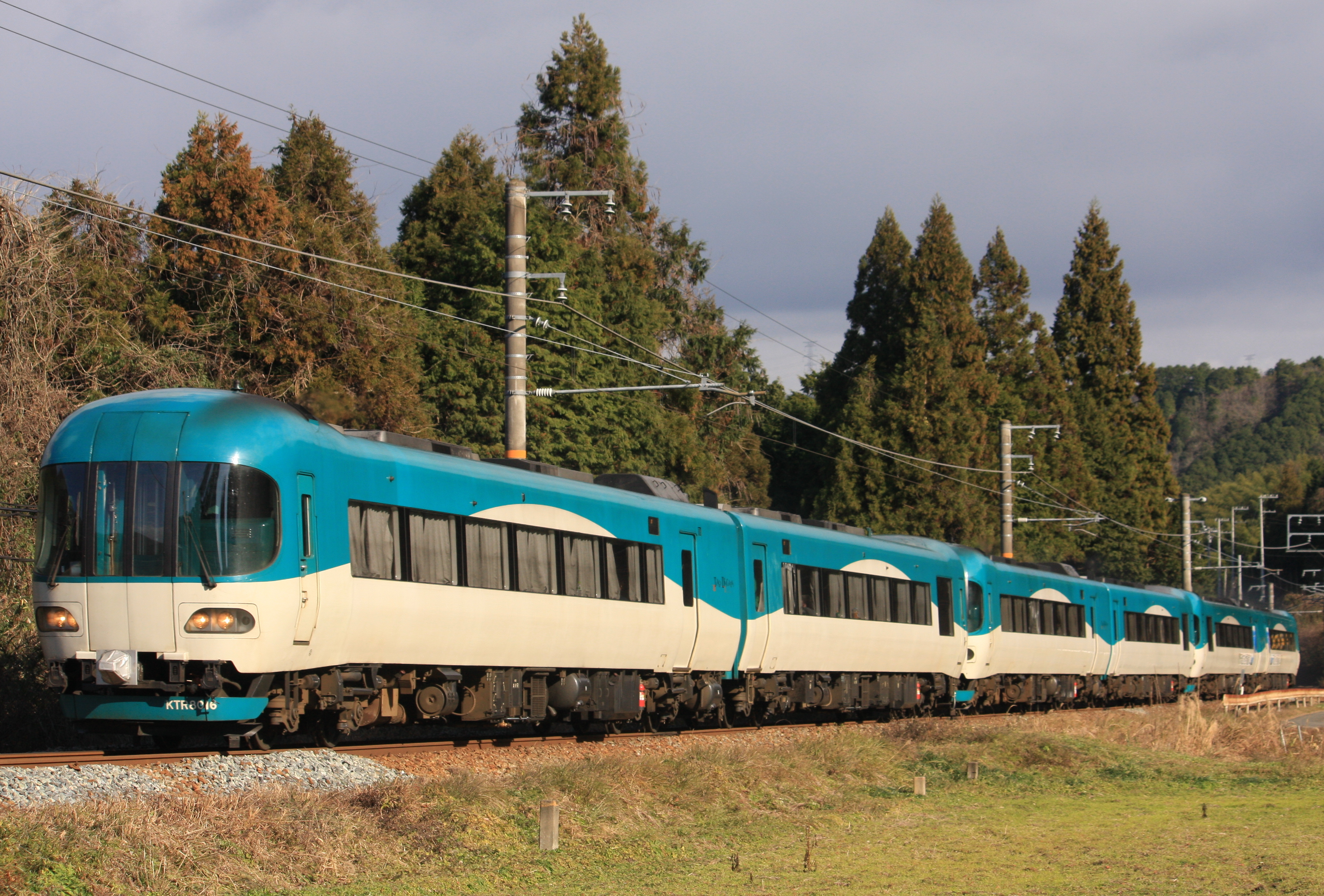
KTR8000形気動車（綾部 - 山家 2011年）

#### 普通列車・快速列車
- 221系電車
  - 京都駅 - 胡麻駅間
- 223系電車（2500・5500・6000番台）
  - 2500・6000番台は京都駅 - 胡麻駅間
    - 6000番台は福知山線の列車として福知山駅でも見られる他、「MAIZURU PLAYBACK FES」開催時における臨時列車や5500番台の代走で綾部駅 - 福知山駅間を走ったことがある。

  - 5500番台は京都駅 - 城崎温泉駅間
    - 5500番台は京都駅 - 園部駅間で221系あるいは223系2500・6000番台と併結運転を行う。
- 125系電車
  - 綾部駅 - 福知山駅間
- 113系電車
  - 綾部駅 - 城崎温泉駅間
- 115系電車
  - 伯耆大山駅 - 西出雲駅間
    - 米子駅 - 出雲市駅間は2往復、出雲市駅 - 西出雲駅間は1往復のみ。
- キハ40系気動車
  - 和田山駅 - 西出雲駅間
    - 2022年3月12日のダイヤ改正まで、西出雲駅 - 益田駅間でも運行されていた。

  - 益田駅 - 幡生駅間
  - 長門市駅 - 仙崎駅間
- キハ121系気動車
  - 浜坂駅 - 出雲市駅間
- キハ126系気動車
  - 鳥取駅 - 浜田駅間
    - 2024年3月16日のダイヤ改正まで、浜田駅 - 益田駅間でも運行されていた。
- キハ120形気動車
  - 松江駅 - 宍道駅間
  - 出雲市駅 - 益田駅間
  - 長門市駅 - 仙崎駅間
    - 2014年3月15日のダイヤ改正から2022年3月12日のダイヤ改正まで、伯耆大山駅 - 米子駅間（伯備線直通列車）でも運行されていた。

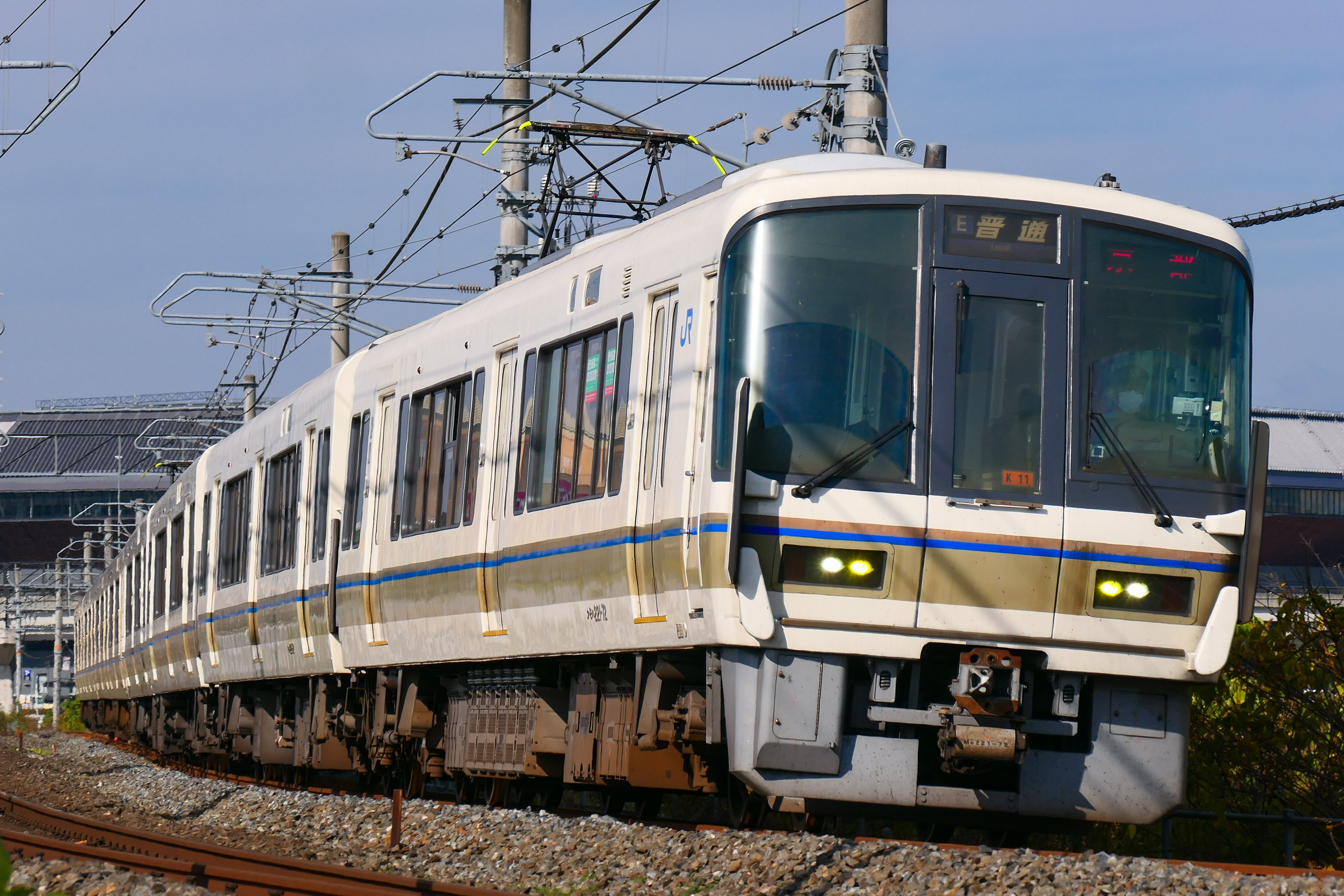
221系電車
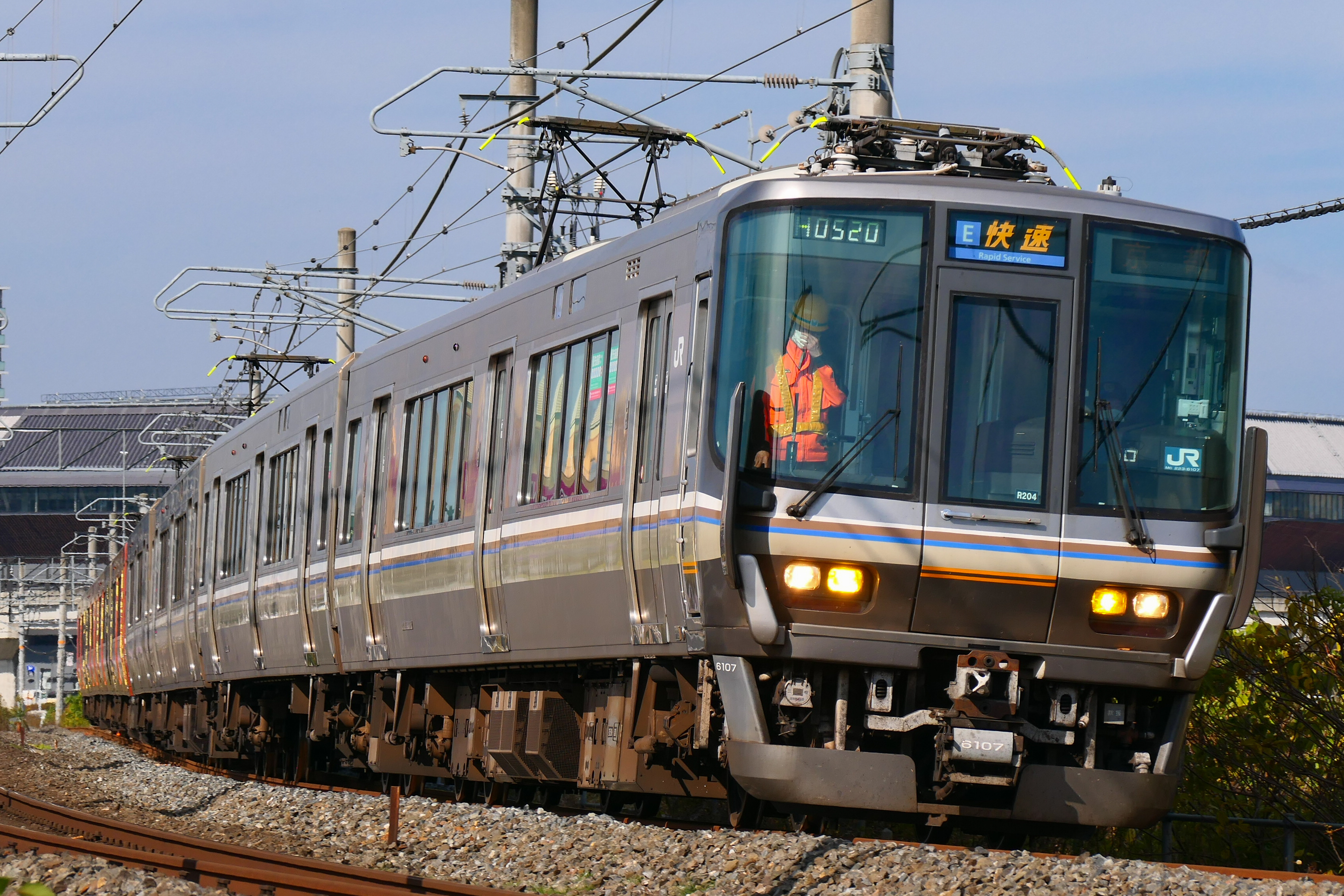
223系電車
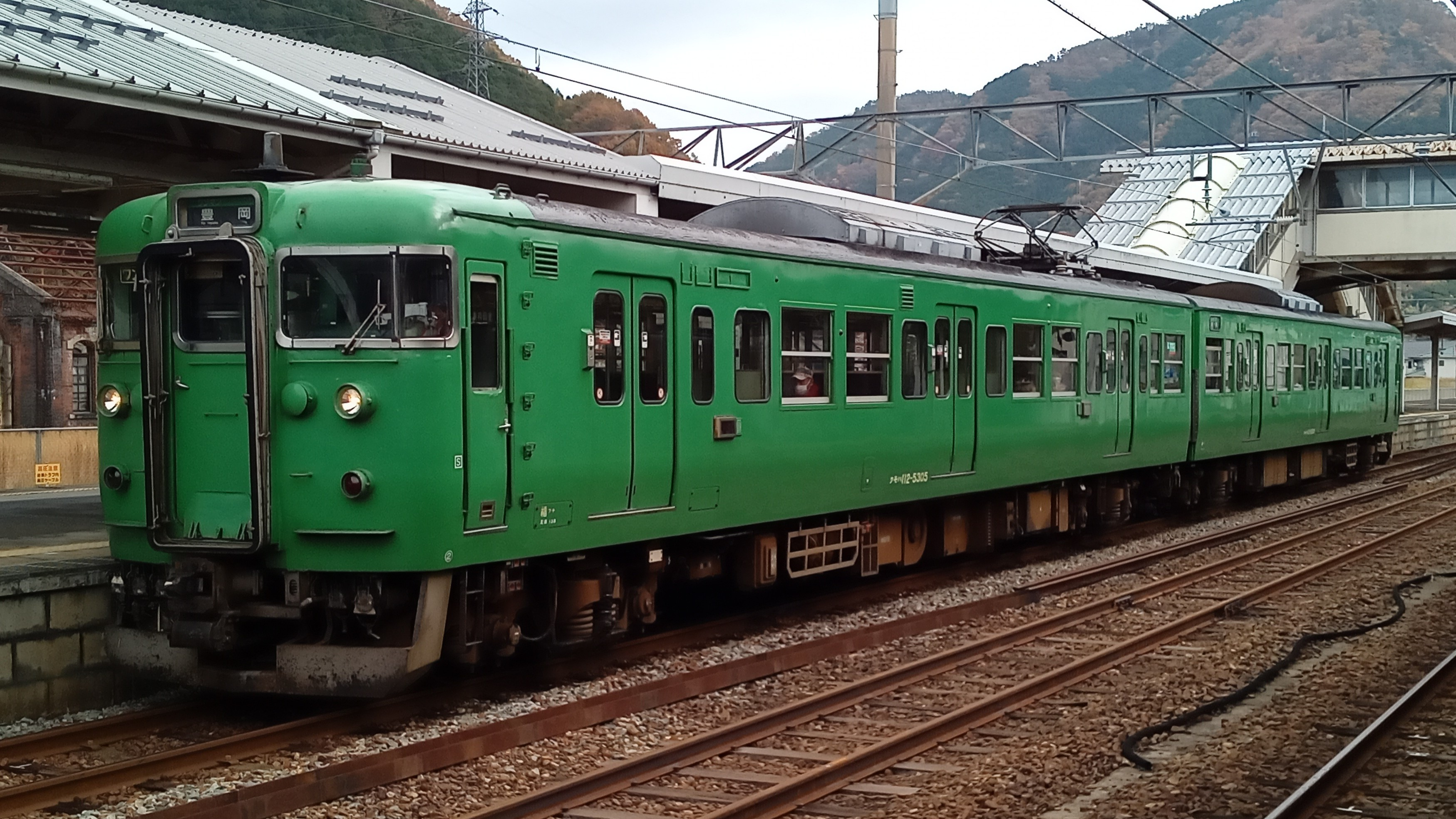
113系電車
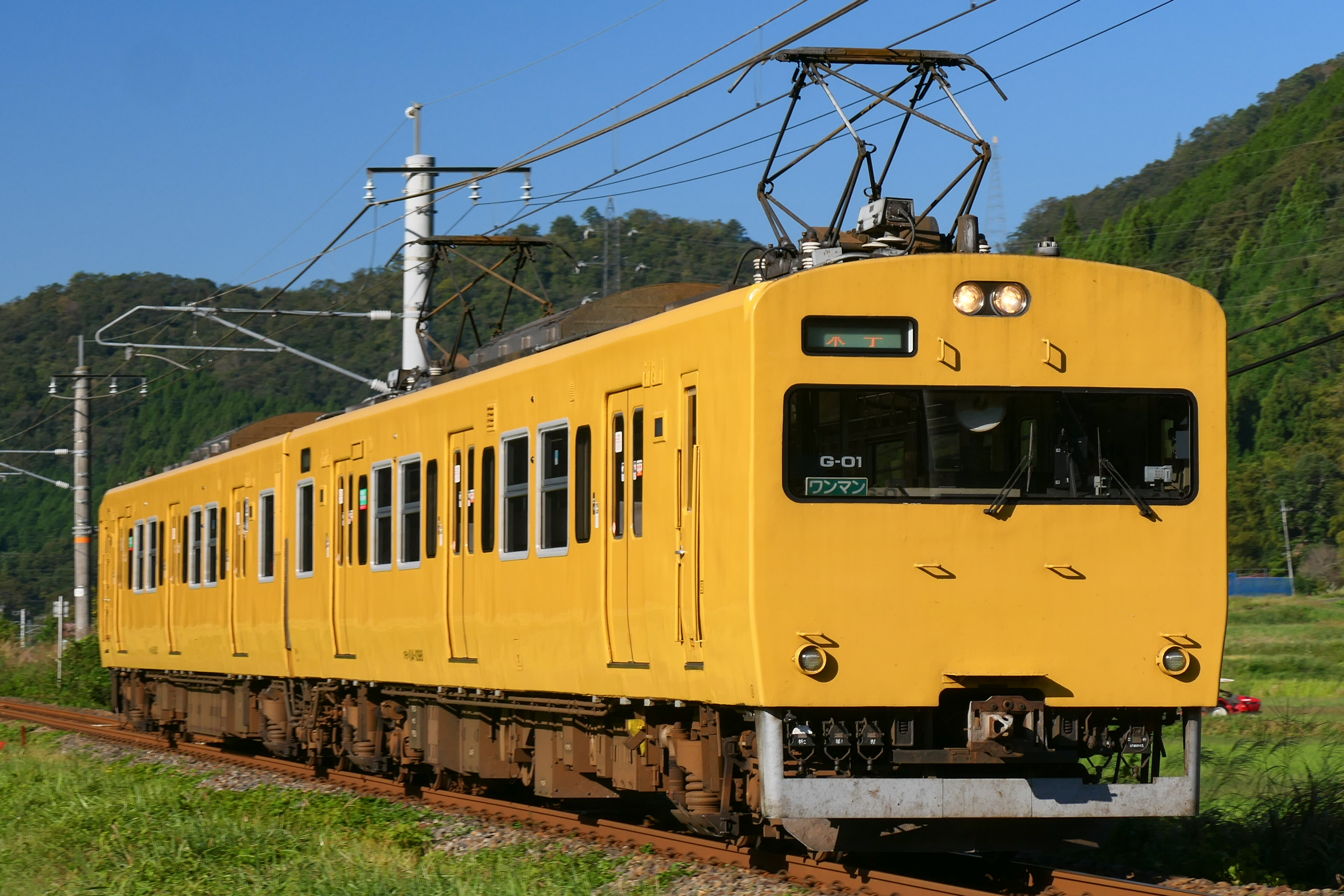
115系電車
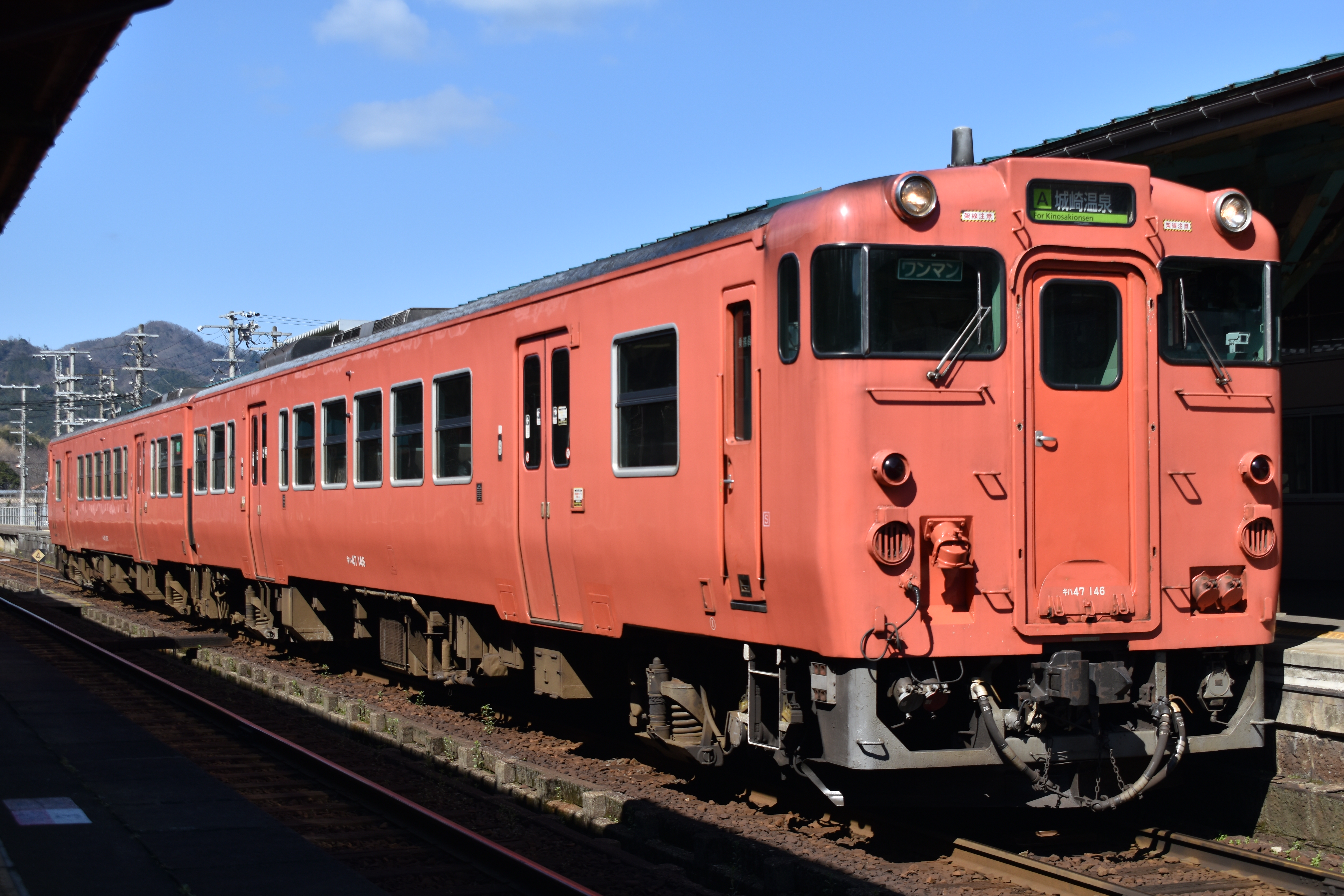
キハ40形気動車
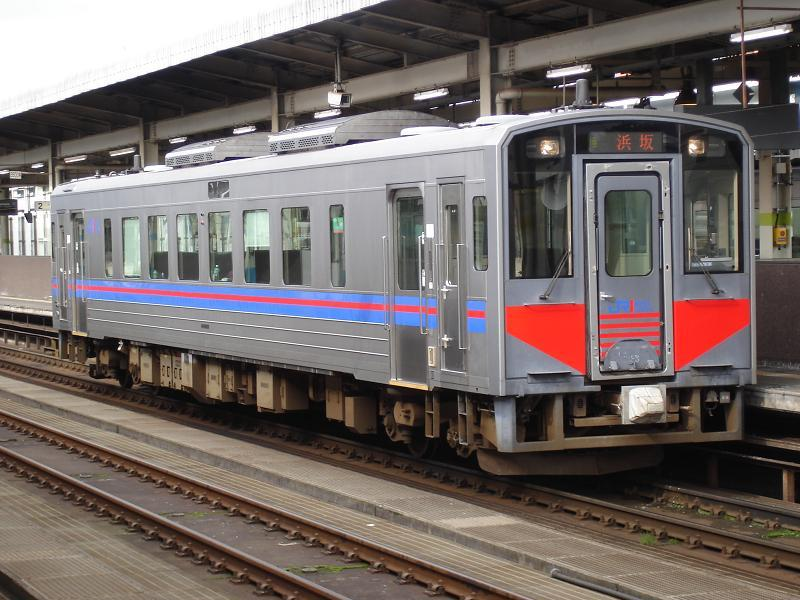
キハ121系気動車
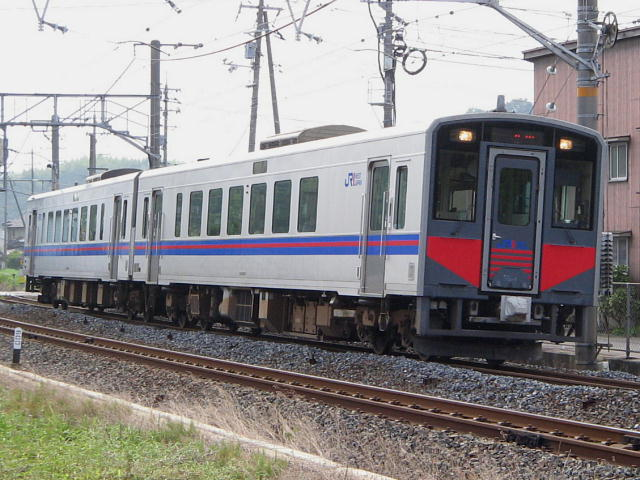
キハ126系気動車
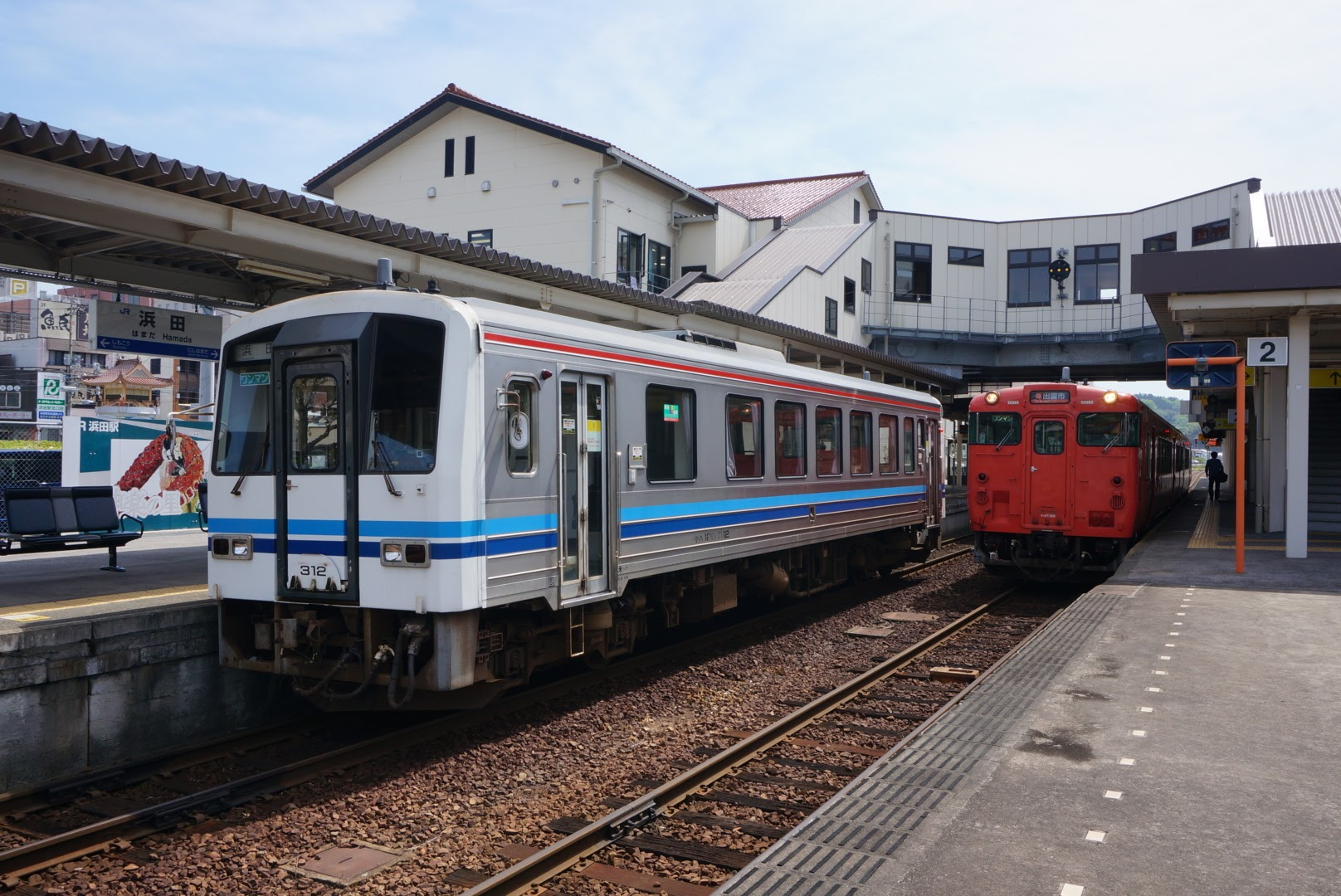
キハ120形気動車（左）

### 過去の車両

#### 優等列車
- 183系電車
  - 特急「まいづる」「はしだて」「きのさき」「こうのとり」「たんば」「北近畿」
- 381系電車
  - 特急「はしだて」「きのさき」「こうのとり」「やくも」
- キハ80系気動車
  - 特急「あさしお」「まつかぜ」「はまかぜ」「やくも」「おき」
- キハ181系気動車
  - 特急「あさしお」「まつかぜ」「はまかぜ」「はくと」「いなば」「やくも」「くにびき」「おき」「いそかぜ」
- キハ58系・キハ65形気動車
  - 各急行列車
- 24系客車
  - 寝台特急「出雲」（1・4号）
- 14系客車
  - 寝台特急「いなば」→「出雲」（2・3号）、急行「だいせん」
- 12系客車
  - 急行「だいせん」「さんべ」
- 20系客車
  - 寝台特急「出雲」、急行「だいせん」「さんべ」

#### 普通列車・快速列車
- 117系電車
- キハ33形気動車
  - 浜坂駅 - 鳥取駅間（2010年3月運用終了）
- キハ58系気動車
- 50系客車
- 12系客車

#### 貨物列車
- EF64形・各種コンテナ貨車
  - 伯耆大山駅 - 米子駅間
- DD51形・タキ1100形
  - 益田駅 - 岡見駅間

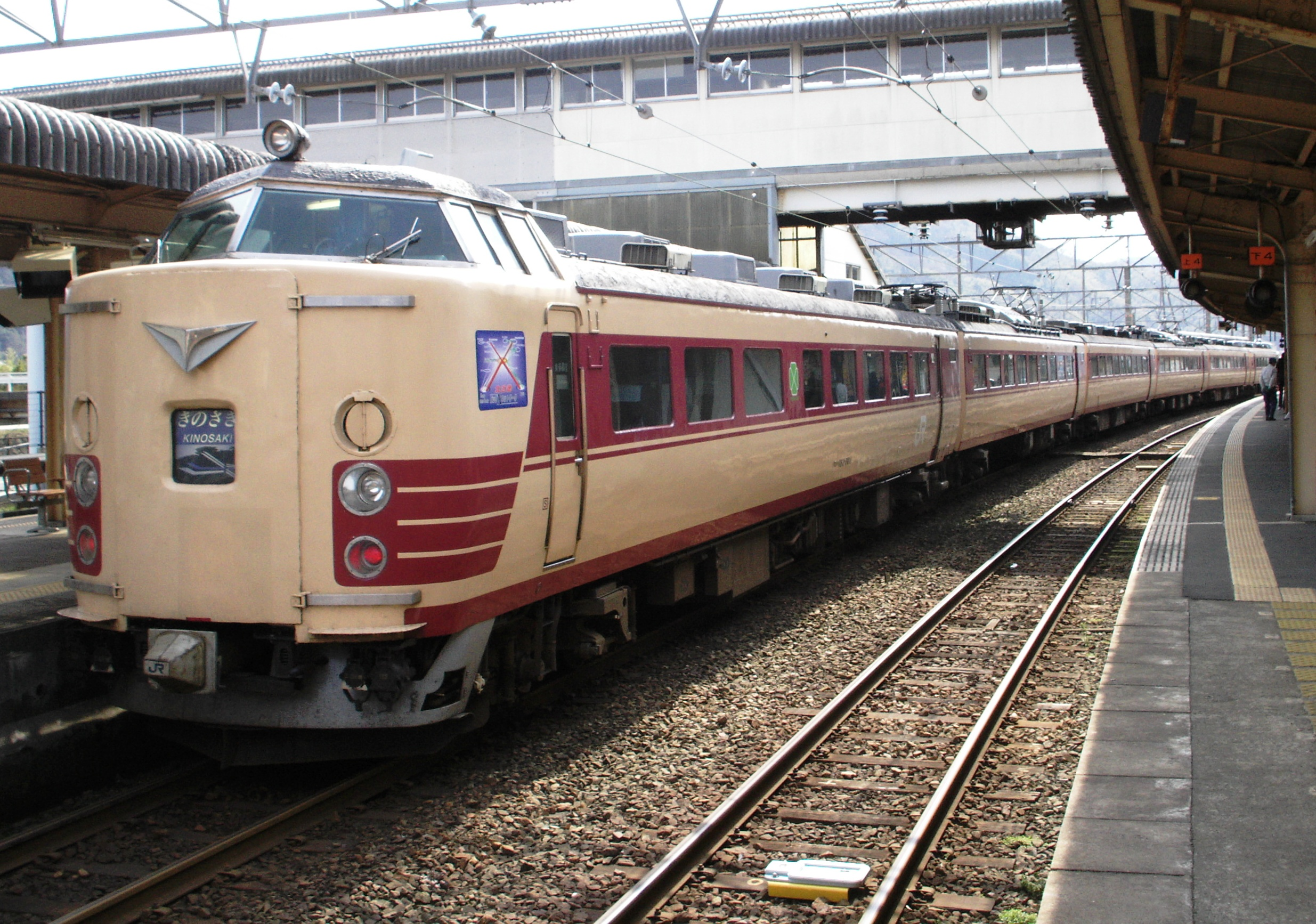
183系電車
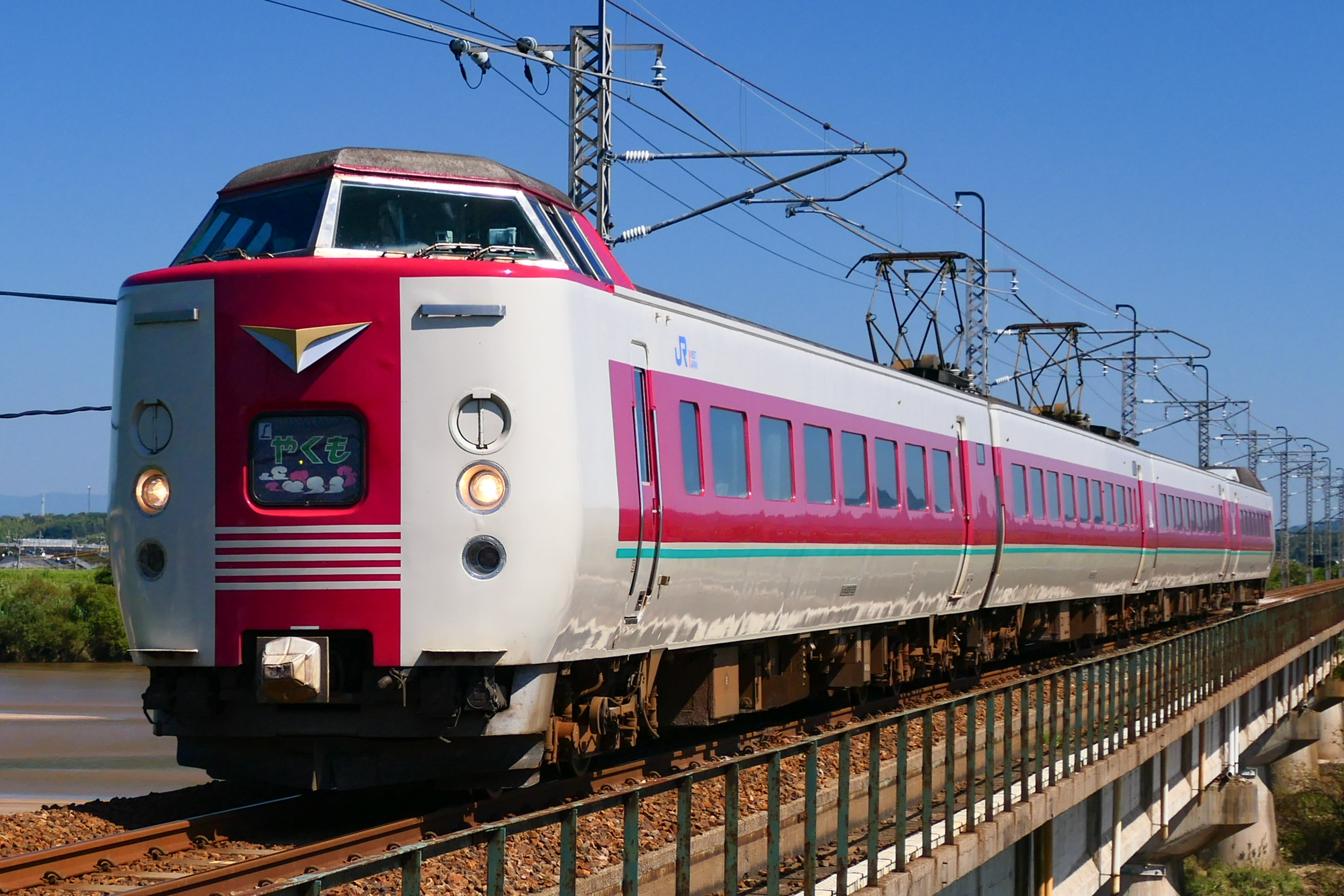
381系電車（直江 - 出雲市 2022年）
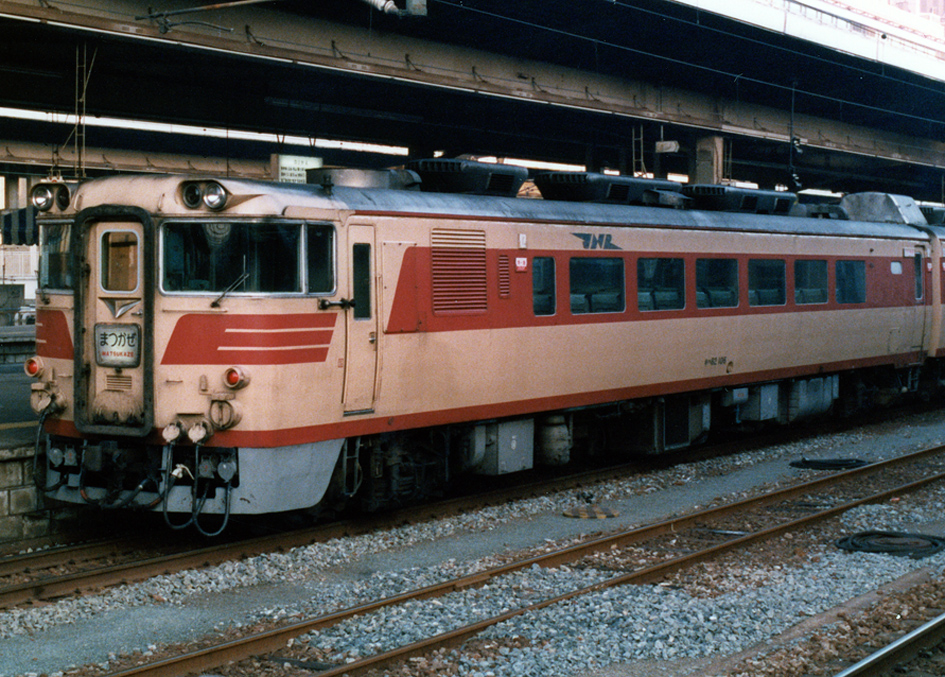
キハ82形気動車
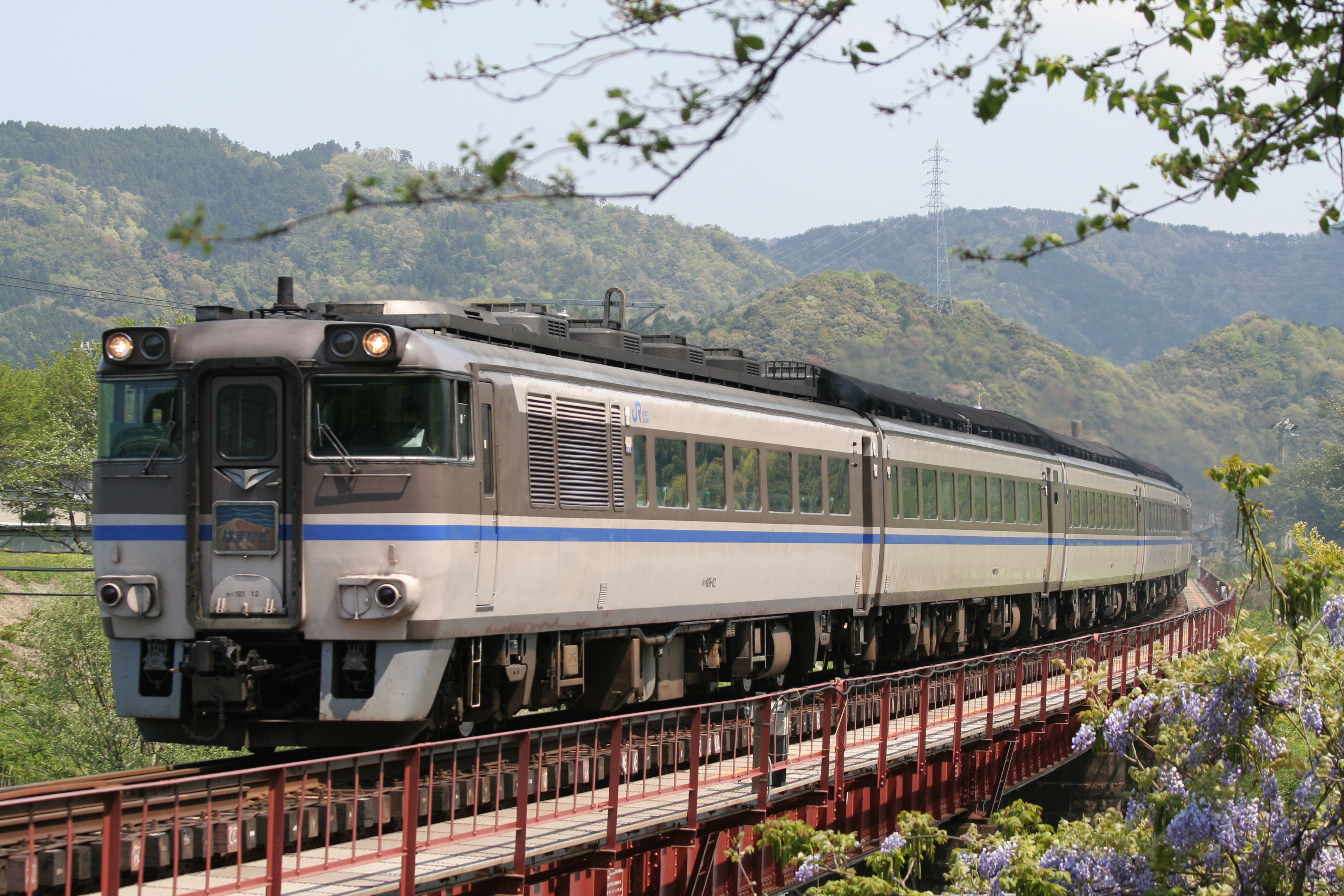
キハ181系気動車
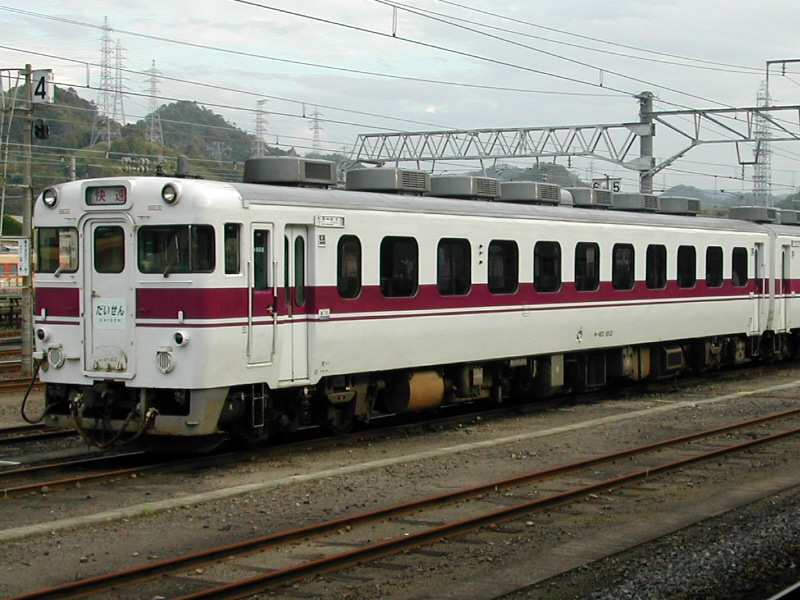
キハ65形気動車
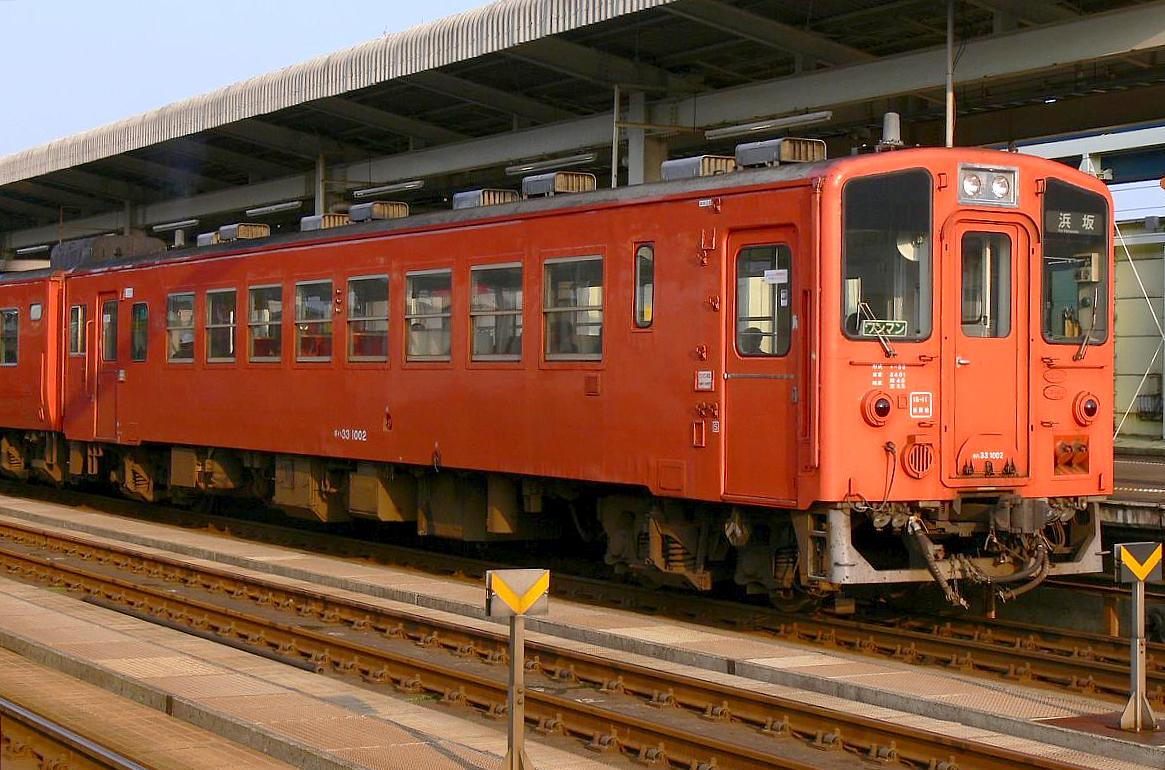
キハ33形気動車
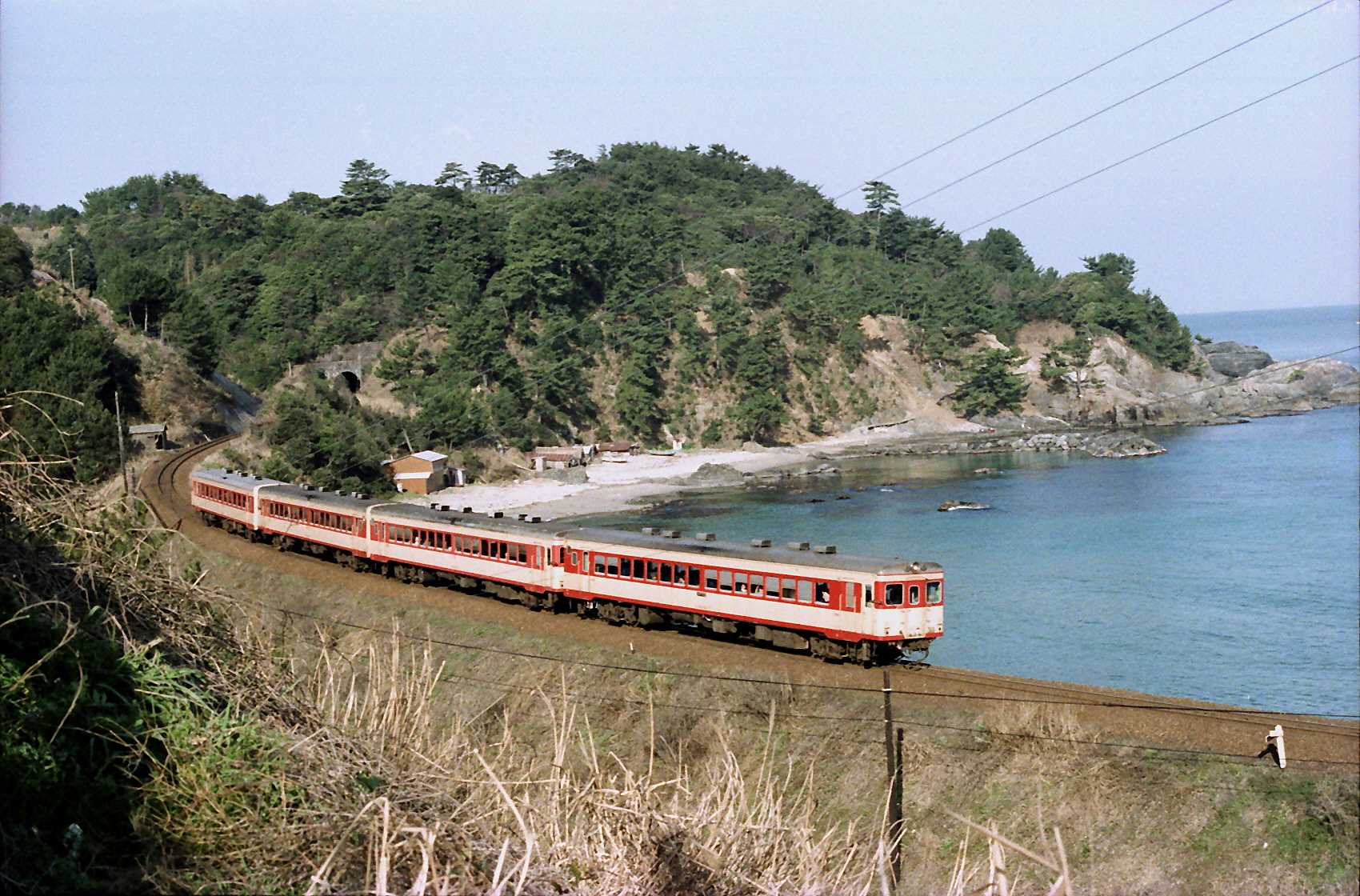
キハ55形気動車（折居 - 三保三隅 1978年）
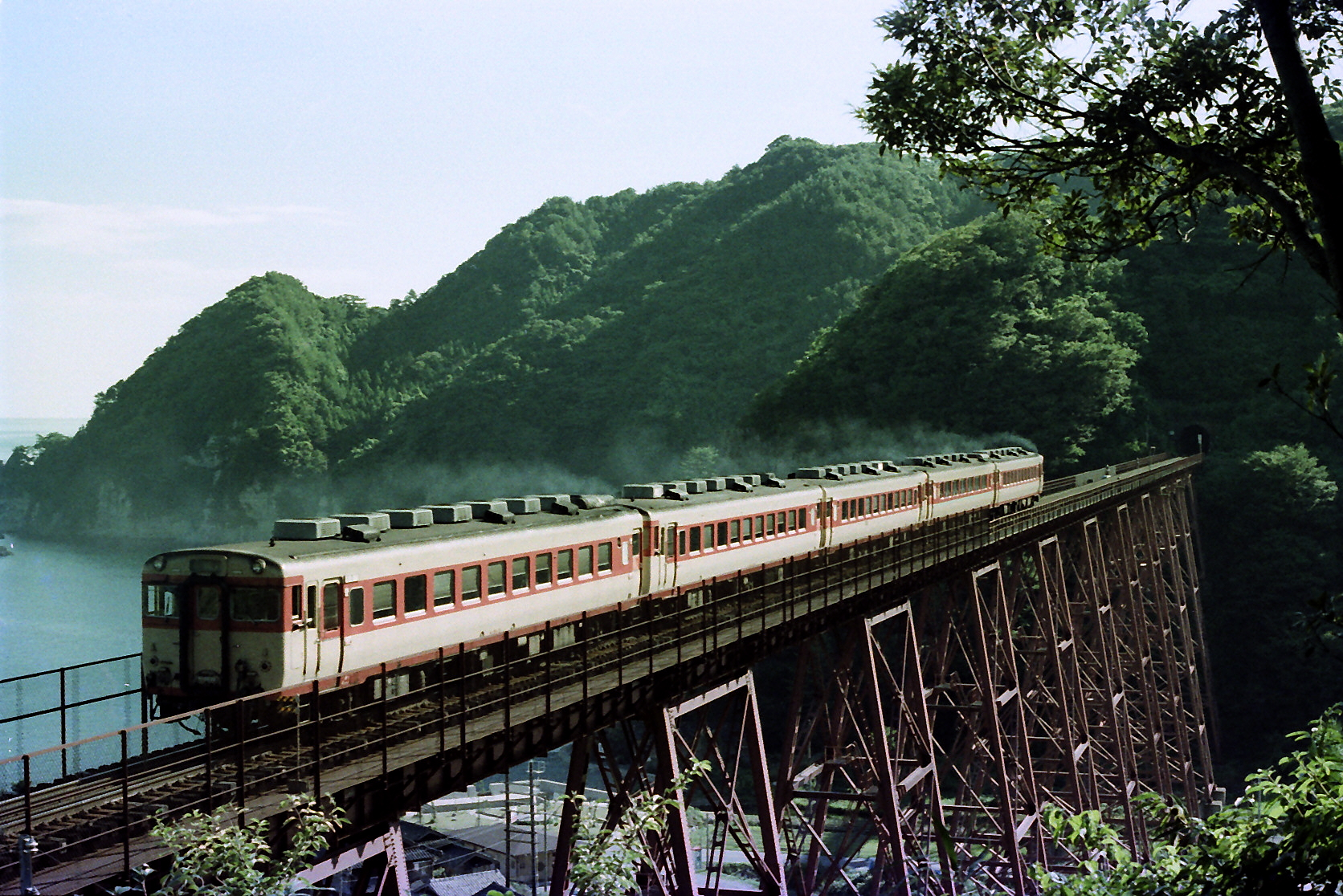
キハ58形気動車（餘部橋梁 1978年）

## 歴史

### 前史
鳥取県では明治時代中期に県内の道路整備が行われたものの、県外との交通は海運が主流であった。1890年（明治23年）頃は、鳥取から大阪へは徒歩で約1週間、航路では瀬戸内海を経由して2週間ほどを要した。その航路も春は荒天で欠航が多かった。
その頃までに、東京・神戸間や東京・仙台間に鉄道が開通していた。また1887年（明治20年）の私設鐵道條例によって全国で私鉄ブームとなった。山陰では、鳥取県と島根県の議員が合同で山陰地方への鉄道建設を目指すようになり、『鳥取新報』などの地元紙も山陰の鉄道に関する連載を行って地元世論を喚起した。1887年（明治20年）には早くも山陰と岡山を結ぶ路線が提唱された。

### 陰陽横断線を含む複数のルート案
1890年（明治23年）から1891年（明治24年）にかけて鳥取・岡山の県議ら約250名が「境港-米子-倉吉-津山-岡山」ルートの請願を出した。この頃の倉吉は木綿や農機具（千歯扱き）生産で栄えていて、これらを境港へ輸送する手段を求めていたのである。
これに対し、日野郡出身で鉄を扱う商工業者らは中国鉄道株式会社を興し、鉄の輸送に便利な「境港-米子-根雨-津山-岡山」ルートを主張した。
さらに倉敷方面と米子方面の有力者たちが「境港-米子-新見-倉敷-玉島」ルートを目指す期成会を結成した。
鳥取市では「姫路-津山-鳥取」ルートを目指して市会の議決を行ったが、税負担を不服とする住民がこれに反対し、県へ問題を持ち込んだ。県、鳥取市長、鳥取市会の意見の隔たりが大きくなり、提訴や行政裁判が繰り返され、遂に市長と市議全員が総辞職する騒動になった。

### ひとまずのルート決定と中断
これらの様々なルートで競争が行われたが、1892年（明治25年）の鉄道敷設法では、舞鶴から鳥取、松江、浜田を経て山口を繋ぐ日本海側の縦断線や、いくつかの陰陽横断線が盛り込まれた。ただし、具体的なルートや着工の見通しはそれ以後の決定とされた。9種類ものルートが検討の対象となった。
結局、1893年（明治26年）に官設の「境港-米子-鳥取-智頭-佐用-姫路」ルート、私鉄の中国鉄道による「米子-根雨-津山-岡山」ルートの建設が決まった。翌1894年（明治27年）には山陽鉄道が神戸駅 - 広島駅間を全通させ、山陰方面でも大いに期待が高まった。ところがその翌月、日清戦争が勃発し、山陰方面の鉄道建設は凍結になった。

### 建設開始
戦争終結後、山陰方面の鉄道建設が再開されることになったが、より重要な路線を最優先で建設することとなった。再び建設ルートや官民どちらを優先するかで紛糾したが、最終的には「境港-米子-鳥取-智頭-佐用-姫路」ルートが優先されることになった。これには軍部の意向が働いていて、姫路の第10師団と鳥取の歩兵第40連隊、さらに重要港湾の境港の連絡路を優先したのだとみなされている。
1900年（明治33年）の着工時点では、795万円の国費が予算として充てられた。建設資材などを境港へ船で運び、そこから順次、先へ伸ばすのが輸送の面から合理的であったため、工事は境港から始まった。建設工事は県内外から大量の人夫を集めたほか、米子方面の建築業者の成長を促した。境港から東へ向かうルートはしばらく平坦路で地盤もよく、工事は順調に進んで1902年（明治35年）に境港駅-御来屋駅間が開通した。

### 建設ルート変更
このあと御来屋-八橋間の建設工事中に、帝国議会はルート変更を決めた。変更後のルートは「境港-米子-鳥取-和田山-福知山」となった。日露戦争を見据えた帝国議会が軍事上の最優先路線として、大阪と舞鶴軍港を結ぶルートの建設を急ぐことになり、これと連結することで姫路・大阪・舞鶴・鳥取・境港といった軍事拠点が一挙に連絡できるからである。また、まもなく米子から今市（出雲市駅）までの延長も決まった。さらに鉄道国有法によって、全路線が国有化されることになった。このときから、今市・香住間を「山陰西線」、香住・福知山間を「山陰東線」と称するようになり、「西線」の工事指揮のため米子に出張所が置かれた。この出張所が米子鉄道局に発展した。
御来屋から東を目指す建設工事は、日露戦争中に一時的に中断があったものの急ピッチで進められた。このうち倉吉付近のルート選定については諸説ある。建設ルートは、倉吉市中心部を通るわけでもなく、江戸時代からこの地方の水運の拠点であった橋津（現在の湯梨浜町沿岸部）を通るわけでもなく、両者の中間である上井に倉吉駅が造られた。これは最短路というわけでもなく、迂回ルートとなっている。『鳥取県史』では、このルートは鉄橋やトンネルの建設が最小限で済む低コストのルートであったと説明している。
「東線」に相当する区間では、京都鉄道が1899年（明治32年）までに京都駅 - 園部駅間を、園部駅 - 綾部駅間を国が建設した。福知山駅 - 綾部駅間は阪鶴鉄道の路線を延伸する形で舞鶴までを結ぶ阪鶴線の一部として1904年に開業した。京都鉄道・阪鶴鉄道の両社は国有化され、京都駅 - 綾部駅間が京都線として1910年に開通した。

### 京都・出雲市間の開通
建設ルートではにわか景気による様々な悲喜騒動があったものの、米子から鳥取までの工事は比較的順調に進み、1907年（明治40年）の皇太子（のちの大正天皇）行啓にあわせて「鳥取仮駅」（千代川左岸）まで開業した。さらに翌年に千代川の鉄橋完成により1908年（明治41年）に米子駅 - 鳥取駅間の開通となった。
しかし、鳥取駅 - 香住駅間は険しい山地を通るため難工事で、なかでも桃観トンネル・余部橋梁が最後になった。これらの完成を以って「西線」が開通したが、これは「東線」に比べて5ヶ月遅れてのことであった。こうして1912年（明治45年）3月1日に京都駅から出雲今市駅（現在の出雲市駅）までが全通することになった。鳥取市で行われた開通式典には大隈重信、原敬など2600人が参加した。一番列車が来ると各駅で花火を打ち上げ、小学生の旗行列や大人の提灯行列で出迎えたという。

山陰本線の開通は山陰地方を大きく変えた。それまで交通・運輸の中心であった海運は壊滅的に衰退し、多くの港町が荒廃した。村ごとにあった商工業者は京阪神の大手企業に太刀打ちできず次々と消えていき、地方の小町村は「都会へ安価な労働力を提供する地」へと変わっていった。一方、京阪神地方からの旅行客が激増し、観光地や温泉地が飛躍的に発展した。また、農業・漁業・林業などの第一次産業では、地元消費から京阪神へ出荷する商品の生産が大幅に伸びた。肉牛、二十世紀梨、養蚕の繭などが増産されたほか、第一次世界大戦の好況も相まって、材木・パルプ、綿布、和紙の出荷が大きく増えた。これらにより、産業構造は第一次産業偏重に大きく傾いていった。

### 出雲今市以西
出雲今市駅からは順次西へ延び、1928年に須佐駅まで延伸される。
宇田郷駅 - 正明市駅（現在の長門市駅） - 阿川駅間および正明市駅 - 仙崎駅は美禰線（美祢線）を延伸する形で1930年までに開業した。小串駅 - 幡生駅間は長州鉄道（小串駅 - 幡生駅 - 東下関駅）の一部を1925年に国有化したもので、国有化時に小串線となった。1928年には小串駅 - 阿川駅間が延伸された。1933年には須佐駅 - 宇田郷駅間が開業し、美禰線の宇田郷駅 - 正明市駅 - 阿川駅間・正明市駅 - 仙崎駅間と小串線を編入して京都駅 - 幡生駅間・正明市駅 - 仙崎駅間となった山陰本線が全通した。
なお、長州鉄道のうち、国有化されなかった幡生駅 - 東下関駅（現在の東駅）間については1926年に電化、翌々年の1928年には山陽電気軌道（サンデン交通の前身）へと譲渡され、同社の路面電車線と一体化して運営されるようになった。

### 年表

#### 京都鉄道→京都線
- 1897年（明治30年）
  - 2月15日：京都鉄道 二条駅 - 嵯峨駅（現在の嵯峨嵐山駅）間（3M65C≒6.14 km）が開業。二条駅・嵯峨駅が開業。
  - 4月27日：大宮駅 - 二条駅間（2M4C≒3.30 km）が延伸開業。大宮駅・丹波口駅が開業。
  - 11月16日：京都駅 - 大宮駅間（38C≒0.76 km）が延伸開業。官設鉄道（国鉄）京都駅に乗り入れ。
- 1898年（明治31年）1月1日：花園駅が開業。
- 1899年（明治32年）
  - 8月1日：大宮駅が廃止。
  - 8月15日：嵯峨駅 - 園部駅間（15M69C≒25.53 km）が延伸開業。亀岡駅・八木駅・園部駅が開業。
- 1902年（明治35年）11月12日：営業距離の単位をマイル・チェーンからマイルのみに簡略化（22M16C → 22.2M）。
- 1905年（明治38年）1月15日：大宮駅が再開業。
- 1907年（明治40年）8月1日：京都鉄道が国有化。
- 1909年（明治42年）10月12日：線路名称制定、京都駅 - 園部駅間が京都線となる。
- 1910年（明治43年）8月25日：園部駅 - 綾部駅間（26.1M≒42.00 km）が延伸開業。日吉駅、胡麻駅、和知駅、山家駅が開業。
- 1911年（明治44年）9月16日：大宮駅が廃止。

#### 阪鶴線（綾部駅 - 福知山駅間）
- 1904年（明治37年）11月3日：福知山駅 - 綾部駅 - 新舞鶴駅（現在の東舞鶴駅）間が開業（福知山駅 - 綾部駅間は7.7M≒12.39 km）。阪鶴鉄道に貸与。現在の山陰本線にあたる区間に綾部駅、石原駅、福知山駅が開業。
- 1907年（明治40年）8月1日：阪鶴鉄道が国有化。
- 1909年（明治42年）10月12日：線路名称制定、神崎駅（現在の尼崎駅） - 福知山駅 - 綾部駅 - 新舞鶴駅間などを阪鶴線とする。

#### 播但線（福知山駅 - 香住駅間）
- 1908年（明治41年）7月1日：和田山駅 - 八鹿駅間（7.5M≒12.07 km）が開業。養父駅と八鹿駅が開業。
- 1909年（明治42年）
  - 7月10日：八鹿駅 - 豊岡駅間（10.7M≒17.22 km）が延伸開業。江原駅と豊岡駅が開業。
  - 9月5日：豊岡駅 - 城崎駅間（6.0M≒9.66 km）が延伸開業。城崎駅（現在の城崎温泉駅）が開業。
  - 10月12日：線路名称制定、飾磨駅 - 姫路駅 - 和田山駅 - 城崎駅間を播但線とする。
- 1911年（明治44年）10月25日：城崎駅 - 香住駅間（13.7M≒22.05 km）が延伸開業。支線の和田山駅 - 福知山駅間（19.0M≒30.58 km）も開業。上川口駅、下夜久野駅、上夜久野駅、梁瀬駅、竹野駅、佐津駅、香住駅が開業。

#### 山陰本線（全通以前）
- 1902年（明治35年）
  - 11月1日：境駅（現在の境港駅） - 米子駅 - 御来屋駅間が開業（米子駅 - 御来屋駅間は12M5C≒19.41 km）[62]。現在の山陰本線にあたる区間に米子駅、淀江駅、御来屋駅が開業。
  - 12月1日：熊党駅（現在の伯耆大山駅）[63]が開業。
- 1903年（明治36年）
  - 8月28日：御来屋駅 - 八橋駅間（11.0M≒17.70 km）が延伸開業[64]。下市駅、赤碕駅、八橋駅（現在の浦安駅）が開業。
  - 12月20日：八橋駅 - 倉吉駅間（9.7M≒15.61 km）が延伸開業[65]。由良駅・倉吉駅が開業。
- 1904年（明治37年）3月15日：倉吉駅 - 松崎駅間（3.4M≒5.47 km）が延伸開業[66]。松崎駅が開業。
- 1905年（明治38年）5月15日：松崎駅 - 青谷駅間（7.4M≒11.91 km）が延伸開業。泊駅と青谷駅が開業。
- 1907年（明治40年）4月28日：青谷駅 - 鳥取仮停車場間（12.9M≒20.76 km）が延伸開業。浜村駅、宝木駅、湖山駅、鳥取仮停車場が開業。
- 1908年（明治41年）
  - 4月5日：鳥取駅 - 鳥取仮停車場間（1.1M≒1.77 km）、米子駅 - 安来駅間（5.5M≒8.85 km）が延伸開業。起点を境駅から鳥取駅に変更し、鳥取駅 - 安来駅間が本線、米子駅 - 境駅間が支線となる。鳥取駅と安来駅が開業。鳥取仮停車場が廃止。
  - 11月8日：安来駅 - 松江駅間（12.5M≒20.12 km）が延伸開業。荒島駅、揖屋駅、馬潟駅（現在の東松江駅）、松江駅が開業。
- 1909年（明治42年）
  - 3月11日：名和仮乗降場が開業。
  - 10月12日：国有鉄道線路名称制定。鳥取駅 - 米子駅 - 松江駅間を山陰本線とする。
  - 11月7日：松江駅 - 宍道駅間（10.6M≒17.06 km）が延伸開業。湯町駅（現在の玉造温泉駅）と宍道駅が開業。
- 1910年（明治43年）
  - 6月10日：岩美駅 - 鳥取駅間（11.4M≒18.35 km）、宍道駅 - 荘原駅間（2.5M≒4.02 km）が延伸開業。岩美駅と荘原駅が開業。
  - 10月10日：荘原駅 - 出雲今市駅間（7.2M≒11.59 km）が延伸開業。塩見駅（現在の福部駅）、直江駅、出雲今市駅（現在の出雲市駅）が開業。
- 1911年（明治44年）
  - 10月1日：熊党駅を大山駅に改称。
  - 11月10日：浜坂駅 - 岩美駅間（8.7M≒14.00 km）が延伸開業。浜坂駅と居組駅が開業。
- 1912年（明治45年）
  - 1月31日：名和仮乗降場を仮停車場に変更し名和仮停車場が開業。
  - 3月1日：香住駅 - 浜坂駅間（11.1M≒17.86 km）が延伸開業し京都駅 - 出雲今市駅間が全通。京都線全線、阪鶴線綾部駅 - 福知山駅間、播但線福知山駅 - 香住駅間を山陰本線に編入。鎧駅と久谷駅が開業。
  - 3月2日：玄武洞仮停車場が開業。
  - 5月1日：倉吉駅を上井駅に改称。
- 1913年（大正2年）11月21日：出雲今市駅 - 小田駅間（9.6M≒15.45 km）が延伸開業。知井宮駅（現在の西出雲駅）、江南駅、小田駅が開業。
- 1915年（大正4年）
  - 3月10日：下北条駅が開業。
  - 3月31日：米子駅 - 安来駅間に清水寺仮停車場が開業。
  - 7月11日：小田駅 - 石見大田駅間（10.6M≒17.06 km）が延伸開業。田儀駅、波根駅、久手駅、石見大田駅（現在の大田市駅）が開業。
- 1917年（大正6年）
  - 5月1日：大山駅を伯耆大山駅に改称。
  - 5月15日：石見大田駅 - 仁万駅間（7.3M≒11.75 km）が延伸開業。五十猛駅と仁万駅が開業。
- 1918年（大正7年）
  - 4月21日：玄武洞仮停車場が駅に変更され、玄武洞駅が開業。
  - 11月25日：仁万駅 - 浅利駅間（11.9M≒19.15 km）が延伸開業。馬路駅、温泉津駅、黒松駅、浅利駅が開業。
- 1920年（大正9年）12月25日：浅利駅 - 都野津駅間（6.6M≒10.62 km）が延伸開業。石見江津駅（現在の江津駅）と都野津駅が開業。
- 1921年（大正10年）9月1日：都野津駅 - 浜田駅間（9.1M≒14.65 km）が延伸開業。波子駅、下府駅、浜田駅が開業。
- 1922年（大正11年）
  - 3月10日：浜田駅 - 周布駅間（5.9M≒9.50 km）が延伸開業。石見長浜駅（現在の西浜田駅）と周布駅が開業。
  - 9月1日：周布駅 - 三保三隅駅間（6.1M≒9.82 km）が延伸開業。三保三隅駅が開業。
- 1923年（大正12年）12月26日：三保三隅駅 - 石見益田駅（現在の益田駅）間（13.6M≒21.89 km）が延伸開業。山口線と接続。鎌手駅と石見津田駅が開業。
- 1924年（大正13年）4月1日：折居駅が開業。
- 1925年（大正14年）
  - 3月8日：石見益田駅 - 石見小浜駅間 (6.1M) が延伸開業。石見小浜駅（現在の戸田小浜駅）が開業[67]。
  - 7月6日：湖山駅 - 宝木駅間に白兎仮停車場が開業。
  - 10月10日：下山駅が開業。
  - 11月1日：石見小浜駅が戸田小浜駅に改称。
- 1926年（大正15年）
  - 4月1日：岡見駅が開業。
  - 9月16日：静間駅が開業。
  - 9月17日：大山口駅が開業。
- 1927年（昭和2年）6月19日：戸田小浜駅 - 飯浦駅間（2.3M≒3.70 km）が延伸開業。飯浦駅が開業。
- 1928年（昭和3年）
  - 3月25日：飯浦駅 - 須佐駅間（7.7M≒12.39 km）が延伸開業。江崎駅と須佐駅が開業。
  - 7月4日：八橋浜仮停車場（現在の八橋駅）が開業。
  - 9月11日：末恒駅が開業。
  - 10月25日：石見福光駅が開業。
- 1929年（昭和4年）
  - 8月17日：嵯峨駅 - 馬堀駅間に松尾山信号場が開設。
  - 12月25日：来待駅が開業。
- 1930年（昭和5年）4月1日：営業距離の単位をマイルからメートルに変更（京都駅 - 須佐駅間 336.8M→542.0 km）。貨物支線 馬潟駅 - 馬潟港駅間 (1.0 km) が開業。貨物駅として馬潟港駅が開業。京都駅 - 丹波口駅間の貨物営業が廃止。
- 1931年（昭和6年）7月18日：諸寄仮停車場が開業。

#### 美禰線
- 1924年（大正13年）11月3日：美禰線 正明市駅（現在の長門市駅） - 長門三隅駅間（3.2M≒5.15 km）が延伸開業。長門三隅駅が開業。
- 1925年（大正14年）
  - 4月3日：長門三隅駅 - 萩駅間（11.6M≒18.67 km）が延伸開業。三見駅、玉江駅、萩駅が開業。
  - 11月1日：萩駅 - 東萩駅間（2.3M≒3.70 km）が延伸開業。東萩駅が開業。
- 1928年（昭和3年）12月9日：支線の正明市駅 - 黄波戸駅間（3.3M≒5.31 km）が開業。黄波戸駅が開業。
- 1929年（昭和4年）
  - 4月24日：東萩駅 - 奈古駅間（7.4M≒11.91 km）が延伸開業。長門大井駅と奈古駅が開業。
  - 10月13日：支線の黄波戸駅 - 長門古市駅間（2.5M≒4.02 km）が延伸開業。長門古市駅が開業。
- 1930年（昭和5年）
  - 4月1日：営業距離の単位をマイルからメートルに変更（正明市駅 - 奈古駅間 24.5M→39.4 km、正明市駅 - 長門古市駅間 5.8M→9.4 km）。
  - 5月15日：貨物支線の正明市駅 - 仙崎駅間 (2.2 km) が開業。貨物駅として仙崎駅が開業。
  - 12月7日：長門古市駅 - 阿川駅間 (18.4 km) が延伸開業し小串線に接続。人丸駅、伊上駅、長門粟野駅が開業。
- 1931年（昭和6年）11月15日：奈古駅 - 宇田郷駅間 (11.0 km) が延伸開業。木与駅と宇田郷駅が開業。

#### 長州鉄道→小串線
- 1914年（大正3年）4月22日：長州鉄道 東下関駅 - 幡生駅 - 小串駅が開業（幡生駅 - 小串駅間は14.8M≒23.82 km。現在の山陰本線にあたる区間に垢田口停留場、綾羅木駅、安岡駅、福江駅、吉見駅、梅ケ峠駅、黒井村駅、川棚温泉駅、小串駅が開業[68]。
- 1917年（大正6年）3月1日：垢田口停留場が廃止[69]。
- 1925年（大正14年）
  - 6月1日：幡生駅 - 小串駅間が国有化され、小串線となる[70]。全線で0.1M（≒0.16 km）短縮。機関車4両、客車10両、貨車23両を引継ぐ[71]。
  - 8月16日：小串駅 - 滝部駅間（9.4M≒15.13 km）が延伸開業。湯玉駅、長門二見駅、滝部駅が開業。
- 1928年（昭和3年）9月9日：滝部駅 - 阿川駅間（4.8M≒7.72 km）が延伸開業。特牛駅と阿川駅が開業。
- 1930年（昭和5年）4月1日：営業距離の単位をマイルからメートルに変更（28.9M→46.4 km）。

#### 全通以後
- 1933年（昭和8年）
  - 2月24日：須佐駅 - 宇田郷駅間 (8.8 km) が延伸開業し京都駅 - 幡生駅間が全通。美禰線 宇田郷駅 - 正明市駅 - 阿川駅間、正明市駅 - 仙崎駅間と小串線全線を編入し京都駅 - 幡生駅間、正明市駅 - 仙崎駅間が山陰本線となる[72]。
  - 7月26日：支線の正明市駅 - 仙崎駅間の旅客営業開始。
- 1935年（昭和10年）
  - 3月15日：ダイヤ改正。大阪駅 - 大社駅間に食堂車を連結した急行列車、特急つばめに連絡する準急列車、全線走破する夜行各駅停車が新設された[73]。
  - 5月1日：湯里駅が開業。
  - 7月20日：馬堀駅、並河駅、千代川駅、吉富駅が開業。
  - 10月1日：安岡駅 - 綾羅木駅間に梶栗駅が開業。
- 1936年（昭和11年）4月15日：松尾山信号場が駅に変更され、保津峡駅が開業。
- 1937年（昭和12年）4月10日：乃木駅が開業。
- 1938年（昭和13年）
  - 6月1日：諸寄仮停車場が駅に変更され、諸寄駅が開業。
  - 8月20日：八橋駅を東八橋駅に改称。八橋浜仮停車場が駅に変更され、八橋駅が開業。
- 1941年（昭和16年）8月10日：吉富駅と梶栗駅が休止。
- 1943年（昭和18年）
  - 3月4日：同年9月に発生する鳥取地震の先行地震が発生。末恒駅構内で地盤沈下が発生し、留置中の貨車が倒れるなどの被害。
  - 9月10日：鳥取地震が発生。鎧駅-久谷駅間で鉄橋が損傷、居組駅-岩美駅間で路盤の陥没、城崎駅-竹野駅間のトンネルが損壊、上灘駅-倉吉駅間の天神川橋梁が沈下など被害多数[74]。
  - 10月1日：塩見駅 - 鳥取駅間に滝山信号場が開設。
- 1945年（昭和20年）
  - 5月30日：綾羅木駅 - 幡生駅間に稗田信号場が開設。
  - 11月14日：稗田信号場が廃止。
- 1946年（昭和21年）4月25日：和知駅 - 山家駅間に立木信号場が開設。
- 1947年（昭和22年）：同年以降に石見益田駅 - 戸田小浜駅間に競馬場仮停車場が開業（廃止日不明）。
  - 6月26日：柴山駅が開業。
  - 11月1日：立木信号場が駅に変更され、立木駅が開業。
- 1948年（昭和23年）10月13日：国府駅が開業。
- 1949年（昭和24年）
  - 3月1日：塩見駅が福部駅に改称。
  - 5月11日：湯町駅が玉造温泉駅に改称。
  - 12月15日：東八橋駅が浦安駅に、石見長浜駅が西浜田駅に改称。
- 1950年（昭和25年）1月1日：東浜駅と大岩駅が開業。
- 1951年（昭和26年）
  - 7月11日：平和池水害により馬堀駅 - 亀岡駅間の道床が300mにわたり流出[75]。
  - 10月1日：吉富駅が再開。
  - 11月1日：中山口駅が開業。
- 1953年（昭和28年）10月10日：船岡駅が開業。
- 1955年（昭和30年）
  - 2月10日：名和仮停車場が駅に変更され、名和駅が開業。
  - 8月1日：貨物支線 西浜田駅 - 浜田港駅間 (2.3 km) が開業。貨物駅として浜田港駅が開業。
- 1957年（昭和32年）
  - 2月11日：安栖里駅が開業。
  - 4月1日：出雲今市駅が出雲市駅に改称。
- 1958年（昭和33年）
  - 2月12日：高津駅が開業。
  - 7月19日：宇賀本郷駅が開業。
- 1959年（昭和34年）
  - 3月1日：久代駅が開業。
  - 4月1日：敬川駅が開業。
  - 4月16日：餘部駅が開業。
- 1960年（昭和35年）4月1日：越ケ浜駅が開業。
- 1961年（昭和36年）
  - 2月1日：千代川駅に行き違い施設が新設される[76]。
  - 9月30日：国府駅に行き違い施設が新設される[76]
  - 10月1日：山陰本線初の特急列車「まつかぜ」を京都駅 - 松江駅間（東海道本線・福知山線経由）で運転開始。
- 1962年（昭和37年）
  - 11月1日：正明市駅が長門市駅に改称。
  - 11月22日：伯耆大山駅 - 米子駅間に日野川信号場が開設。
  - 12月1日：日野川信号場 - 米子駅間が複線化。
- 1963年（昭和38年）
  - 1月28日：和田山駅 - 豊岡駅間で連査閉塞式が導入[77]。
  - 6月1日：長門市駅 - 仙崎駅間の貨物営業が廃止。
  - 7月20日：馬堀駅に行き違い施設が新設される[77]。
- 1964年（昭和39年）
  - 1月21日：飯井駅が開業。
  - 3月20日：特急「まつかぜ」の運転区間を京都駅  - 博多駅間（東海道本線・福知山線・山陰本線・鹿児島本線経由）へ延長。
  - 10月1日：清水寺仮停車場が廃止。清水寺信号場を開設。
- 1965年（昭和40年）
  - 2月1日：全線にATS-Sを導入[78]。
  - 7月23日：集中豪雨により、宇田郷駅駅周辺で土砂崩れが発生。約4000立方メートルの土砂が構内に流入して線路が埋没。また西浜田駅‐周布駅間の周布川鉄橋の橋桁が落下。全線にわたり不通になる[79]。
  - 9月14日 - 台風24号の接近に伴う集中豪雨で、胡麻駅 - 下山駅間で土砂崩れ[80]。
- 1966年（昭和41年）
  - 3月25日：京都駅 - 園部駅間で自動閉塞化[81]。
  - 10月1日：石見益田駅が益田駅に改称。伯耆大山駅 - 日野川信号場間が複線化。日野川信号場が廃止。安栖里駅に行き違い施設が新設[82]。園部駅 - 綾部駅間が自動閉塞化[82]。
  - 12月20日：船岡駅に行き違い施設が新設される[82]。
- 1967年（昭和42年）3月31日：綾部駅 - 和田山駅間が自動閉塞化[82]。
- 1968年（昭和43年）
  - 3月23日：和田山駅 - 城崎駅間が自動閉塞化[81]。
  - 9月18日：綾部駅 - 石原駅間が複線化[83]。
  - 9月23日：八鹿駅 - 江原駅間に宿南信号場が開設。
  - 9月29日：城崎駅 - 香住駅間で自動閉塞化[81]。
- 1969年（昭和44年）
  - 3月1日：白兎仮停車場が廃止。
  - 9月26日：石原駅 - 福知山駅間が複線化。
- 1970年（昭和45年）
  - 2月21日：玉造温泉駅 - 来待駅間が複線化[84]。
  - 6月1日：石見江津駅が江津駅に改称。
  - 9月30日：香住駅 - 居組駅間が自動閉塞化[81]。
  - 12月15日：福知山駅 - 居組駅間に列車集中制御装置 (CTC) を導入[85]。
- 1971年（昭和46年）
  - 2月1日：石見大田駅が大田市駅に改称。二条駅 - 福知山駅間に CTC を導入[86]。
  - 6月7日：石見福光駅 - 黒松駅間で土砂崩れが発生。特急「やくも」が落石に乗り上げる。
  - 7月1日：集中豪雨により馬路駅 - 湯里駅間で土砂崩れが発生。通りかかった梅小路駅発幡生駅行き貨物列車の機関車が土砂に乗り上げて脱線[87]。
- 1972年（昭和47年）
  - 1月20日：東浜駅 - 出雲市駅間にCTCを導入[88]。
  - 2月14日：上井駅が倉吉駅に改称。
  - 3月15日：山陰本線初の寝台特急「出雲」を同名急行の格上げで東京駅 - 浜田駅間にて運転開始（京都駅から山陰本線乗り入れ）。これにより特急列車が全線で運転されるようになった。
- 1973年（昭和48年）4月1日：馬潟駅が東松江駅に改称。
- 1974年（昭和49年）11月30日：蒸気機関車運転終了[89]
- 1975年（昭和50年）4月1日：貨物支線の東松江駅 - 馬潟港駅間 (1.0 km) が廃止。馬潟港駅が廃止。
- 1976年（昭和51年）
  - 3月16日：京都駅 - 二条駅間が高架化。丹波口駅が移転。
  - 10月1日：長門市駅 - 幡生駅間にCTCを導入[90]。
  - 12月1日：竹野駅 - 佐津駅間に相谷信号場が開設。
- 1977年（昭和52年）3月10日：松江駅付近が高架化。
- 1978年（昭和53年）11月8日：鳥取駅付近が高架化。
- 1979年（昭和54年）10月31日：東松江駅 - 松江駅間が複線化[91]。
- 1980年（昭和55年）
  - 8月31日：集中豪雨の影響により、奈古駅 - 長門大井駅間で斜面崩壊が発生し不通になる[92]。
  - 10月9日：奈古駅 - 長門大井駅間が復旧する[92]。
  - 10月24日：奈古駅 - 長門大井駅間で土砂崩壊が発生し不通になる[92]。
- 1981年（昭和56年）3月5日：厚さ2mの落石覆いを設置し、奈古駅 - 長門大井駅間が復旧[92]。
- 1982年（昭和57年）
  - 6月18日：清水寺信号場 - 安来駅間が複線化[93]。
  - 6月24日：米子駅 - 清水寺信号場間が複線化[93]。清水寺信号場が廃止。
  - 7月1日：伯耆大山駅 - 知井宮駅間が電化[94]。特急「やくも」が電車化。神西駅（現在の出雲神西駅）が開業。
  - 11月7日：貨物支線の西浜田駅 - 浜田港駅間 (2.3 km) が廃止。浜田港駅が廃止。
- 1983年（昭和58年）
  - 7月23日：昭和58年7月豪雨の影響により、温泉津駅 - 奈古駅間が運転見合わせとなる[95]。
  - 7月27日：午後、温泉津駅 - 江津駅間が運転再開[96]。
  - 8月8日：江津駅 - 浜田駅間が運転再開[97]。
  - 8月13日：浜田駅 - 三保三隅駅間と、江崎駅 - 奈古駅間が運転再開[98]。
  - 8月28日：益田駅 - 江崎駅間が運転再開[99]。
  - 9月12日：三保三隅駅 - 益田駅間が運転再開し、全線が復旧する[100]。
- 1984年（昭和59年）2月21日：浜田駅 - 長門市駅間にCTCを導入し、山陰本線全線にCTCが導入される[101]。
- 1985年（昭和60年）7月27日：竹野駅 - 佐津駅間に臨時駅として切浜海水浴場駅が開業。
- 1986年（昭和61年）
  - 8月1日：切浜海水浴場駅が廃止。
  - 10月29日：福知山駅 - 城崎駅間が電化。
  - 11月1日：長門市駅 - 幡生駅間の貨物営業が廃止。
  - 12月28日：鎧駅 - 餘部駅間の余部橋梁から、回送中の客車が転落する事故（山陰線余部鉄橋列車転落事故）が発生。

#### 民営化以後
- 1987年（昭和62年）4月1日：国鉄分割民営化により西日本旅客鉄道（JR西日本）が承継。日本貨物鉄道（JR貨物）が丹波口駅 - 二条駅間、湖山駅 - 出雲市駅間、江津駅 - 益田駅間の第二種鉄道事業者となる。二条駅 - 湖山駅間、出雲市駅 - 江津駅間、益田駅 - 長門市駅間の貨物営業が廃止。
- 1988年（昭和63年）3月13日：長門市駅 - 仙崎駅間でワンマン運転開始[102][103]。京都駅 - 園部駅間に「嵯峨野線」の愛称が付けられる。
- 1989年（平成元年）
  - 3月5日：嵯峨駅 - 馬堀駅間が複線の新線に切り替え、1.6km短縮[104][105]。旧線は廃線とせず存置。
  - 3月11日：太秦駅が開業。
- 1990年（平成2年）
  - 3月10日：京都駅 - 園部駅間が電化[106]。
  - 6月1日：鉄道部制度が発足。和田山駅（構内除く）- 居組駅間が福知山支社直轄から豊岡鉄道部管理に、知井宮駅（構内除く）- 益田駅間が米子支社直轄から浜田鉄道部管理に移行[107]。豊岡駅 - 鳥取駅間、出雲市駅 - 益田駅間でワンマン運転開始[102][103]。
- 1991年（平成3年）
  - 4月1日：第2次鉄道部の発足に伴い、園部駅（構内除く）- 福知山駅（構内除く）間が福知山支社直轄から舞鶴鉄道部管理に、居組駅（構内除く）- 伯耆大山駅（構内除く）間が米子支社直轄から鳥取鉄道部管理に、益田駅（構内除く）- 幡生駅（構内除く）間と長門市駅 - 仙崎駅間が広島支社直轄から長門鉄道部管理に移行[107]。園部駅 - 福知山駅間、益田駅 - 長門市駅間でワンマン運転開始[102][103]。
  - 4月27日：嵯峨駅 - 馬堀駅間の旧線が嵯峨野観光鉄道嵯峨野観光線として開業（西日本旅客鉄道が第一種、嵯峨野観光鉄道が第二種鉄道事業者）。
  - 11月1日：長門市駅 - 下関駅間の一部の列車でワンマン運転開始[102][108]。
  - 12月1日：鳥取駅 - 米子駅間の一部の列車でワンマン運転開始[102][108]。
- 1992年（平成4年）4月1日：米子駅（構内除く）- 知井宮駅間が米子支社直轄から出雲鉄道部管理に移行[107][108]。
- 1993年（平成5年）
  - 3月18日：東山公園駅が開業[109]。知井宮駅が西出雲駅に、神西駅が出雲大社口駅に改称[110]。
  - 7月21日：園部駅 - 福知山駅の電化・高速化工事の起工式[111]。
- 1994年（平成6年）
  - 7月23日 - 8月16日：竹野駅 - 佐津駅間に臨時駅として、きりはまビーチ駅が設置される[112]。以後も1996年まで夏季に営業。
  - 8月1日：浜田駅 - 益田駅間でキハ120形気動車が使用開始[112]。
  - 9月4日：嵯峨駅が嵯峨嵐山駅に改称[112]。
  - 9月23日 - 11月20日：京都駅 - 丹波口駅間に梅小路公園で開催された全国都市緑化フェア会場最寄りの臨時駅として緑化フェア梅小路駅が設置される[112]。
- 1995年（平成7年）
  - 4月20日：綾部駅 - 福知山駅間が電化[106][113]。
  - 7月27日：鳥取大学前駅が開業[113]。
- 1996年（平成8年）
  - 3月16日：園部駅 - 綾部駅間が電化[114]。二条駅 - 花園駅間が高架化[114]。殿田駅が日吉駅に改称[115]。鍼灸大学前駅が開業[115]。丹波口駅 - 二条駅間、米子駅 - 東松江駅間の貨物列車が廃止[注 9][116]。
  - 8月21日：きりはまビーチ駅が廃止[117]。
- 1997年（平成9年）
  - 3月22日：江津駅 - 岡見駅間の貨物列車が廃止。
  - 10月1日：湖山駅 - 伯耆大山駅間の貨物列車が廃止。
- 1998年（平成10年）3月14日：出雲市駅付近が高架化。
- 1999年（平成11年）
  - 3月13日：出雲大社口駅が出雲神西駅に改称[118]。
  - 10月2日：福知山駅での特急・グリーン料金乗り継ぎ通算制度が導入[119]。
- 2000年（平成12年）9月23日：二条駅 - 花園駅間が複線化。円町駅が開業[120]。
- 2001年（平成13年）
  - 3月3日：福知山駅 - 城崎駅間でワンマン運転開始[102]。
  - 7月7日：安来駅 - 益田駅間の高速化工事が完成[121][注 10]。米子駅 - 出雲市駅間の普通列車[122]と米子駅 - 益田駅間の快速列車でワンマン運転開始[17]。
- 年月日不明：小串駅 - 幡生駅（構内除く）間が長門鉄道部から下関地域鉄道部管理に移管。
- 2002年（平成14年）8月30日：福知山駅 - 居組駅間で小規模線区自動進路制御装置 (SRC) が導入[123]。
- 2003年（平成15年）
  - 10月1日：鳥取駅 - 米子駅間の高速化工事完成。
  - 11月1日：京都駅 - 園部駅間においてICカード「ICOCA」利用開始。
- 2004年（平成16年）
  - 4月1日：日本貨物鉄道の第二種鉄道事業（湖山駅 - 伯耆大山駅間）が廃止。
- 2005年（平成17年）
  - 3月1日：城崎駅が城崎温泉駅に改称[124]。
  - 11月26日：福知山駅付近が高架化[125]。
- 年月日不明：舞鶴鉄道部廃止に伴い、園部駅（構内除く）- 福知山駅（構内除く）間が福知山支社直轄に戻る[注 11]。
- 2006年（平成18年）4月1日：日本貨物鉄道の第二種鉄道事業（丹波口駅 - 二条駅間、東松江駅 - 出雲市駅間、江津駅 - 岡見駅間）が廃止。
- 2008年（平成20年）
  - 3月15日：梶栗郷台地駅が開業。
  - 3月23日：花園駅 - 太秦駅間が高架化。
  - 5月25日：太秦駅 - 嵯峨嵐山駅間が高架化。
  - 12月14日：馬堀駅 - 亀岡駅間が複線化[126]。
- 2009年（平成21年）
  - 3月14日：八木駅 - 園部駅間が複線化[127]。
  - 7月20日：京都駅 - 丹波口駅間が複線化[127]。
  - 9月6日：並河駅 - 八木駅間が複線化[127]。
  - 11月1日：亀岡駅 - 並河駅間が複線化[127]。
- 2010年（平成22年）
  - 1月31日：丹波口駅 - 二条駅間が複線化[127]。
  - 3月7日：花園駅 - 嵯峨嵐山駅間が複線化[127]。
  - 6月1日：豊岡鉄道部が廃止され[102]、和田山駅（構内除く）- 居組駅間が福知山支社直轄に戻る[注 12]。
  - 7月17日 - 8月11日：余部橋梁の架け替えのため香住駅 - 浜坂駅間で運休し、バス代行を実施[128]。
  - 8月12日：コンクリートに架け替えた余部橋梁を供用開始[129]。
- 2013年（平成25年）
  - 7月28日：島根県と山口県の大雨で須佐橋脚が沈下、須佐トンネルと大刈トンネルで土石流が発生し、益田駅 - 長門市駅間で不通となる[130]。8月4日に奈古駅 - 長門市駅間が運転再開、宇田郷駅 - 奈古駅間で代行輸送開始、8月5日に益田駅 - 須佐駅間で代行輸送開始[131]。
  - 8月24日：大雨により江津駅 - 浜田駅間で運転見合わせ（代行輸送を実施）、大田市駅 - 江津駅間では一部列車の運転取り止め[132][133]。
  - 9月25日：江津駅 - 浜田駅間が運転再開[134]。
  - 11月9日：益田駅 - 須佐駅間が運転再開[135]。不通区間は奈古駅 - 須佐駅間に短縮される。
- 2014年（平成26年）
  - 4月1日：日本貨物鉄道の第二種鉄道事業（岡見駅 - 益田駅間 16.9 km）が廃止[136]。
  - 8月10日：奈古駅 - 須佐駅間が運転再開[137]。
  - 8月17日：16日からの京都府北部での集中豪雨の影響で、園部駅 - 和田山駅間が0時13分から不通となる[138][139]。
  - 8月18日：園部駅 - 綾部駅間が運転再開[140]。
  - 8月19日：綾部駅 - 和田山駅間が運転再開[141][142][143]。
- 2015年（平成27年）
  - 3月14日：伯耆大山駅 - 米子駅間の貨物列車が廃止。山陰本線を経由する定期貨物列車が全廃される[21]。京都駅 - 福知山駅間で路線記号が本格導入開始[144]。
  - 4月1日：日本貨物鉄道の第二種鉄道事業（伯耆大山駅 - 東松江駅間 27.1 km）が廃止[22][23]。
- 2016年（平成28年）
  - 1月30日：田儀駅において山側の土砂が崩れ、海側の線路のみでの運用となり、行き違いができなくなったことでダイヤに大幅な影響が出る[145]。
  - 2月4日：城崎温泉駅 - 益田駅間への路線記号・ラインカラーの導入が発表される[4]。
  - 12月17日：伯耆大山駅 - 出雲市駅間においてICカード「ICOCA」利用開始。
- 2017年（平成29年）5月22日：益田駅 - 幡生駅と長門市駅 - 仙崎駅間に小規模自動進路制御装置 (SRC) を導入[146]。
- 2018年（平成30年）
  - 7月10日：平成30年7月豪雨の影響により、長門大井駅 - 越ケ浜駅間で斜面崩壊が発生。益田駅 - 東萩駅間が長期不通となる[147]。
  - 7月21日：平成30年7月豪雨による災害で運休していた益田駅 - 東萩駅間が再開[148]。
  - 8月22日：日本貨物鉄道に対し伯耆大山駅 - 益田駅間の第二種鉄道事業を許可[149]。
  - 8月28日：平成30年7月豪雨で一部区間が不通となっている山陽本線の迂回貨物列車の運行を開始し（当線通過は29日から）[149]、9月28日に運行を終了[150]。
  - 9月30日：台風24号の影響で中山口駅 - 下市駅間で道床流出が発生し、赤碕駅 - 下市駅間が不通となる[151]。
  - 10月5日：赤碕駅 - 下市駅間が運転再開[152][153]。台風24号による土砂災害で山陽本線の一部区間が不通となったため、迂回貨物列車の運行を再び開始し（当線通過は6日から）[154]、10月11日に運行を終了[155]。
- 2019年（平成31年）3月16日：梅小路京都西駅が開業[156][157]。
- 2021年（令和3年）
  - 3月13日：園部駅 - 城崎温泉駅間（胡麻駅 - 城崎温泉駅間は一部の駅のみ）においてICカード「ICOCA」利用開始[16]。
  - 8月18日 : 近くを通る国道9号の斜面で発生した地滑りの影響で江南駅 - 田儀駅間が不通となる[158]。
  - 10月2日 : 江南駅 - 田儀駅間が運転再開[158]。
- 2022年（令和4年）3月12日：この日のダイヤ改正により、とっとりライナーが上下1往復（うち下り列車は平日のみ運行）に削減、アクアライナーが廃止、鳥取駅 - 西出雲駅間の3・4両編成の普通列車でワンマン運転を開始。 臨時列車、キハ120運用以外ほぼ全ての普通・快速列車がワンマン運転となる。
- 2023年（令和5年）
  - 7月1日：大雨の影響で阿川駅-長門粟野駅間の粟野川橋梁が傾いたためJR西日本はそれ以降長門市駅-小串駅間で運転を見合わせた[159]。
  - 7月4日：不通となった長門市駅 - 小串駅間で代行バスによる輸送を開始[160]。
- 2024年（令和6年）
  - 1月29日：JR西日本は、前年から続く不通区間の復旧に発注後少なくとも1年半以上の時間を要すると発表[161]。
  - 3月16日：鳥取駅 - 米子駅間、松江駅 - 宍道駅間において、普通列車は終日ワンマン運転となる[162]。
  - 6月22日：不通区間のうち長門市駅 - 人丸駅、滝部駅 - 小串駅間にて部分運転再開[163]。
  - 11月2日：大雨災害により、石見津田駅 - 益田駅間の沿線で斜面に亀裂を発見したため、三保三隅駅 - 益田駅間で当面の間運転を取りやめ[164]。
  - 11月5日：不通となった三保三隅駅 - 益田駅間（一部は浜田駅 - 益田駅間）で代行バスによる輸送を開始[165]。
  - 11月30日：不通となっていた三保三隅駅 - 益田駅間が運転再開[166]。
- 2025年（令和7年）
  - 3月15日：鳥取駅 - 倉吉駅間においてICカード「ICOCA」利用開始[167]。

## 駅一覧

### 営業中の区間
- 特急列車の停車駅は、#優等列車に挙げられている各列車記事参照。
- 線路 … ||：複線区間、◇・｜・＋：単線区間（◇は列車交換可能、＋はかつては列車交換可能）、∨：ここより下は単線、∧：ここより下は複線
- 営業キロは、仙崎支線を除いて京都駅からのキロ程。

#### 京都駅 - 園部駅間
全区間複線・電化。( ) 内の数字は営業キロ。
京都駅 (0.0 km) - 梅小路京都西駅 - 丹波口駅 - 二条駅 - 円町駅 - 花園駅 - 太秦駅 - 嵯峨嵐山駅(10.3 km) - 保津峡駅 - 馬堀駅 - 亀岡駅 (20.2 km) - 並河駅 - 千代川駅 - 八木駅 - 吉富駅 - 園部駅 (34.2 km)

#### 園部駅 - 城崎温泉駅間
- 普通列車は全ての旅客駅に停車。嵯峨野線区間から乗り入れる快速（臨時列車除く）も、この区間内では普通列車扱いとして各駅に停車する。
- 全区間直流電化

| 駅名・ 信号場名 | 営業キロ | 営業キロ | 接続路線                                                             | 線路 | 所在地 | 所在地          |
| 駅名・ 信号場名 | 駅間     | 累計     | 接続路線                                                             | 線路 | 所在地 | 所在地          |
| --------------- | -------- | -------- | -------------------------------------------------------------------- | ---- | ------ | --------------- |
| 園部駅          | -        | 34.2     | 西日本旅客鉄道： 山陰本線（嵯峨野線:JR-E16）                         | ∨    | 京都府 | 南丹市          |
| 船岡駅          | 4.0      | 38.2     |                                                                      | ◇    | 京都府 | 南丹市          |
| 日吉駅          | 3.7      | 41.9     |                                                                      | ◇    | 京都府 | 南丹市          |
| 鍼灸大学前駅    | 2.4      | 44.3     |                                                                      | ｜   | 京都府 | 南丹市          |
| 胡麻駅          | 2.8      | 47.1     |                                                                      | ◇    | 京都府 | 南丹市          |
| 下山駅          | 4.8      | 51.9     |                                                                      | ◇    | 京都府 | 船井郡 京丹波町 |
| 和知駅          | 6.7      | 58.6     |                                                                      | ◇    | 京都府 | 船井郡 京丹波町 |
| 安栖里駅        | 2.1      | 60.7     |                                                                      | ◇    | 京都府 | 船井郡 京丹波町 |
| 立木駅          | 4.8      | 65.5     |                                                                      | ◇    | 京都府 | 船井郡 京丹波町 |
| 山家駅          | 3.5      | 69.0     |                                                                      | ◇    | 京都府 | 綾部市          |
| 綾部駅          | 7.2      | 76.2     | 西日本旅客鉄道： 舞鶴線                                              | ∧    | 京都府 | 綾部市          |
| 高津駅          | 4.1      | 80.3     |                                                                      | \|\| | 京都府 | 綾部市          |
| 石原駅          | 2.5      | 82.8     |                                                                      | \|\| | 京都府 | 福知山市        |
| 福知山駅        | 5.7      | 88.5     | 西日本旅客鉄道： 福知山線 WILLER TRAINS（京都丹後鉄道）：宮福線 (F1) | ∨    | 京都府 | 福知山市        |
| 上川口駅        | 6.7      | 95.2     |                                                                      | ◇    | 京都府 | 福知山市        |
| 下夜久野駅      | 7.2      | 102.4    |                                                                      | ◇    | 京都府 | 福知山市        |
| 上夜久野駅      | 7.4      | 109.8    |                                                                      | ◇    | 京都府 | 福知山市        |
| 梁瀬駅          | 5.8      | 115.6    |                                                                      | ◇    | 兵庫県 | 朝来市          |
| 和田山駅        | 3.4      | 119.0    | 西日本旅客鉄道： 播但線                                              | ◇    | 兵庫県 | 朝来市          |
| 養父駅          | 5.2      | 124.2    |                                                                      | ◇    | 兵庫県 | 養父市          |
| 八鹿駅          | 7.0      | 131.2    |                                                                      | ◇    | 兵庫県 | 養父市          |
| 宿南信号場      | -        | (134.5)  |                                                                      | ◇    | 兵庫県 | 養父市          |
| 江原駅          | 7.5      | 138.7    |                                                                      | ◇    | 兵庫県 | 豊岡市          |
| 国府駅          | 3.7      | 142.4    |                                                                      | ◇    | 兵庫県 | 豊岡市          |
| 豊岡駅          | 6.0      | 148.4    | WILLER TRAINS（京都丹後鉄道）：宮津線（宮豊線: T26）                 | ◇    | 兵庫県 | 豊岡市          |
| 玄武洞駅        | 5.3      | 153.7    |                                                                      | ◇    | 兵庫県 | 豊岡市          |
| 城崎温泉駅      | 4.3      | 158.0    | 西日本旅客鉄道： 山陰本線（鳥取方面）                                | ◇    | 兵庫県 | 豊岡市          |

1. ↑  舞鶴線の列車は一部が福知山駅へ乗り入れる

- 直営駅（6駅）
  - 園部駅・綾部駅・福知山駅・和田山駅・豊岡駅・城崎温泉駅
- 簡易委託駅（4駅）
  - 日吉駅・和知駅・梁瀬駅・養父駅

#### 豊岡駅・城崎温泉駅 - 米子駅間
便宜上、気動車列車の系統上の起点となる豊岡駅から記載する。
- 累計営業キロは京都駅からのもの。
- 停車駅
  - 普通…全ての旅客駅に停車
  - 快速「とっとりライナー」…●印の駅は上下とも停車、▲印の駅は上り列車のみ、▼印の駅は下り列車のみが停車、｜印の駅は上下とも通過。下り列車は平日のみ運行。
  - 臨時快速「あめつち」の停車駅は、列車記事を参照のこと。

| 電化状況 | 駅名・ 信号場名 | 営業キロ | 営業キロ | 快速とっとりライナー | 接続路線                                                                                     | 線路 | 所在地 | 所在地          | 所在地          |          |
| 電化状況 | 駅名・ 信号場名 | 駅間     | 累計     | 快速とっとりライナー | 接続路線                                                                                     | 線路 | 所在地 | 所在地          | 所在地          |          |
| -------- | --------------- | -------- | -------- | -------------------- | -------------------------------------------------------------------------------------------- | ---- | ------ | --------------- | --------------- | -------- |
| 直流電化 | 豊岡駅          | -        | 148.4    |                      | 西日本旅客鉄道： 山陰本線（福知山方面） WILLER TRAINS（京都丹後鉄道）：宮津線（宮豊線: T26） | ◇    | 兵庫県 | 豊岡市          | 豊岡市          |          |
| 直流電化 | 玄武洞駅        | 5.3      | 153.7    |                      |                                                                                              | ◇    | 兵庫県 | 豊岡市          | 豊岡市          |          |
| 直流電化 | 城崎温泉駅      | 4.3      | 158.0    |                      |                                                                                              | ◇    | 兵庫県 | 豊岡市          | 豊岡市          |          |
| 非電化   | 竹野駅          | 8.0      | 166.0    |                      |                                                                                              | ◇    | 兵庫県 | 豊岡市          | 豊岡市          |          |
| 非電化   | 佐津駅          | 7.4      | 173.4    |                      |                                                                                              | ◇    | 兵庫県 | 美方郡          | 香美町          | 香美町   |
| 非電化   | 柴山駅          | 2.3      | 175.7    |                      |                                                                                              | ｜   | 兵庫県 | 美方郡          | 香美町          | 香美町   |
| 非電化   | 香住駅          | 4.3      | 180.0    |                      |                                                                                              | ◇    | 兵庫県 | 美方郡          | 香美町          | 香美町   |
| 非電化   | 鎧駅            | 5.4      | 185.4    |                      |                                                                                              | ＋   | 兵庫県 | 美方郡          | 香美町          | 香美町   |
| 非電化   | 餘部駅          | 1.8      | 187.2    |                      |                                                                                              | ｜   | 兵庫県 | 美方郡          | 香美町          | 香美町   |
| 非電化   | 久谷駅          | 4.6      | 191.8    |                      |                                                                                              | ＋   | 兵庫県 | 美方郡          | 新温泉町        | 新温泉町 |
| 非電化   | 浜坂駅          | 6.1      | 197.9    |                      |                                                                                              | ◇    | 兵庫県 | 美方郡          | 新温泉町        | 新温泉町 |
| 非電化   | 諸寄駅          | 1.9      | 199.8    |                      |                                                                                              | ｜   | 兵庫県 | 美方郡          | 新温泉町        | 新温泉町 |
| 非電化   | 居組駅          | 4.4      | 204.2    |                      |                                                                                              | ｜   | 兵庫県 | 美方郡          | 新温泉町        | 新温泉町 |
| 非電化   | 東浜駅          | 3.3      | 207.5    |                      |                                                                                              | ◇    | 鳥取県 | 岩美郡 岩美町   | 岩美郡 岩美町   |          |
| 非電化   | 岩美駅          | 4.4      | 211.9    |                      |                                                                                              | ◇    | 鳥取県 | 岩美郡 岩美町   | 岩美郡 岩美町   |          |
| 非電化   | 大岩駅          | 2.9      | 214.8    |                      |                                                                                              | ＋   | 鳥取県 | 岩美郡 岩美町   | 岩美郡 岩美町   |          |
| 非電化   | 福部駅          | 4.3      | 219.1    |                      |                                                                                              | ◇    | 鳥取県 | 鳥取市          | 鳥取市          |          |
| 非電化   | 滝山信号場      | -        | (225.0)  |                      |                                                                                              | ◇    | 鳥取県 | 鳥取市          | 鳥取市          |          |
| 非電化   | 鳥取駅          | 11.2     | 230.3    | ●                    | 西日本旅客鉄道： 因美線                                                                      | ◇    | 鳥取県 | 鳥取市          | 鳥取市          |          |
| 非電化   | 湖山駅          | 4.2      | 234.5    | ●                    |                                                                                              | ◇    | 鳥取県 | 鳥取市          | 鳥取市          |          |
| 非電化   | 鳥取大学前駅    | 1.3      | 235.8    | ●                    |                                                                                              | ｜   | 鳥取県 | 鳥取市          | 鳥取市          |          |
| 非電化   | 末恒駅          | 3.8      | 239.6    | ▼                    |                                                                                              | ◇    | 鳥取県 | 鳥取市          | 鳥取市          |          |
| 非電化   | 宝木駅          | 5.1      | 244.7    | ▼                    |                                                                                              | ◇    | 鳥取県 | 鳥取市          | 鳥取市          |          |
| 非電化   | 浜村駅          | 2.9      | 247.6    | ●                    |                                                                                              | ◇    | 鳥取県 | 鳥取市          | 鳥取市          |          |
| 非電化   | 青谷駅          | 5.2      | 252.8    | ●                    |                                                                                              | ◇    | 鳥取県 | 鳥取市          | 鳥取市          |          |
| 非電化   | 泊駅            | 6.1      | 258.9    | ▼                    |                                                                                              | ◇    | 鳥取県 | 東伯郡 湯梨浜町 | 東伯郡 湯梨浜町 |          |
| 非電化   | 松崎駅          | 5.7      | 264.6    | ●                    |                                                                                              | ◇    | 鳥取県 | 東伯郡 湯梨浜町 | 東伯郡 湯梨浜町 |          |
| 非電化   | 倉吉駅          | 5.5      | 270.1    | ●                    |                                                                                              | ◇    | 鳥取県 | 倉吉市          | 倉吉市          |          |
| 非電化   | 下北条駅        | 5.1      | 275.2    | ●                    |                                                                                              | ◇    | 鳥取県 | 東伯郡          | 北栄町          |          |
| 非電化   | 由良駅          | 4.9      | 280.1    | ●                    |                                                                                              | ◇    | 鳥取県 | 東伯郡          | 北栄町          |          |
| 非電化   | 浦安駅          | 5.7      | 285.8    | ●                    |                                                                                              | ◇    | 鳥取県 | 東伯郡          | 琴浦町          |          |
| 非電化   | 八橋駅          | 1.8      | 287.6    | ｜                   |                                                                                              | ｜   | 鳥取県 | 東伯郡          | 琴浦町          |          |
| 非電化   | 赤碕駅          | 3.7      | 291.3    | ●                    |                                                                                              | ◇    | 鳥取県 | 東伯郡          | 琴浦町          |          |
| 非電化   | 中山口駅        | 4.2      | 295.5    | ｜                   |                                                                                              | ｜   | 鳥取県 | 西伯郡 大山町   | 西伯郡 大山町   |          |
| 非電化   | 下市駅          | 2.2      | 297.7    | ｜                   |                                                                                              | ◇    | 鳥取県 | 西伯郡 大山町   | 西伯郡 大山町   |          |
| 非電化   | 御来屋駅        | 5.9      | 303.6    | ｜                   |                                                                                              | ◇    | 鳥取県 | 西伯郡 大山町   | 西伯郡 大山町   |          |
| 非電化   | 名和駅          | 1.1      | 304.7    | ｜                   |                                                                                              | ｜   | 鳥取県 | 西伯郡 大山町   | 西伯郡 大山町   |          |
| 非電化   | 大山口駅        | 4.1      | 308.8    | ▲                    |                                                                                              | ◇    | 鳥取県 | 西伯郡 大山町   | 西伯郡 大山町   |          |
| 非電化   | 淀江駅          | 3.9      | 312.7    | ▲                    |                                                                                              | ◇    | 鳥取県 | 米子市          | 米子市          |          |
| 直流電化 | 伯耆大山駅      | 5.5      | 318.2    | ●                    | 西日本旅客鉄道： 伯備線                                                                      | ∧    | 鳥取県 | 米子市          | 米子市          |          |
| 直流電化 | 東山公園駅      | 3.0      | 321.2    | ｜                   |                                                                                              | \|\| | 鳥取県 | 米子市          | 米子市          |          |
| 直流電化 | 米子駅          | 1.8      | 323.0    | ●                    | 西日本旅客鉄道： 山陰本線（出雲市方面）・ 境線                                               | \|\| | 鳥取県 | 米子市          | 米子市          |          |

- 直営駅（5駅）
  - 城崎温泉駅・浜坂駅・鳥取駅・倉吉駅・米子駅
- 簡易委託駅（1駅）
  - 竹野駅

#### 米子駅 - 益田駅間
- 累計営業キロは京都駅からのもの。
- 停車駅
  - 普通…全ての旅客駅に停車
  - 快速列車（平日のみ運行）…●印の駅は停車、↑印の駅は通過（矢印の方向のみ運転）。
  - 臨時快速「あめつち」の停車駅は、列車記事を参照のこと。

| 電化状況 | 駅名       | 営業キロ | 営業キロ | 快速 | 接続路線                                              | 線路 | 所在地        | 所在地        |
| 電化状況 | 駅名       | 駅間     | 累計     | 快速 | 接続路線                                              | 線路 | 所在地        | 所在地        |
| -------- | ---------- | -------- | -------- | ---- | ----------------------------------------------------- | ---- | ------------- | ------------- |
| 直流電化 | 米子駅     | -        | 323.0    |      | 西日本旅客鉄道： 山陰本線（鳥取方面）・ 伯備線・ 境線 | \|\| | 鳥取県 米子市 | 鳥取県 米子市 |
| 直流電化 | 安来駅     | 8.8      | 331.8    |      |                                                       | ∨    | 島根県        | 安来市        |
| 直流電化 | 荒島駅     | 4.8      | 336.6    |      |                                                       | ◇    | 島根県        | 安来市        |
| 直流電化 | 揖屋駅     | 5.6      | 342.2    |      |                                                       | ◇    | 島根県        | 松江市        |
| 直流電化 | 東松江駅   | 3.1      | 345.3    |      |                                                       | ∧    | 島根県        | 松江市        |
| 直流電化 | 松江駅     | 6.6      | 351.9    | ●    |                                                       | ∨    | 島根県        | 松江市        |
| 直流電化 | 乃木駅     | 2.7      | 354.6    | ●    |                                                       | ◇    | 島根県        | 松江市        |
| 直流電化 | 玉造温泉駅 | 3.9      | 358.5    | ↑    |                                                       | ∧    | 島根県        | 松江市        |
| 直流電化 | 来待駅     | 6.0      | 364.5    | ↑    |                                                       | ∨    | 島根県        | 松江市        |
| 直流電化 | 宍道駅     | 4.4      | 368.9    | ●    | 西日本旅客鉄道： 木次線                               | ◇    | 島根県        | 松江市        |
| 直流電化 | 荘原駅     | 4.1      | 373.0    |      |                                                       | ◇    | 島根県        | 出雲市        |
| 直流電化 | 直江駅     | 6.1      | 379.1    |      |                                                       | ◇    | 島根県        | 出雲市        |
| 直流電化 | 出雲市駅   | 5.5      | 384.6    |      | 一畑電車：北松江線 …電鉄出雲市駅 (1)                  | ◇    | 島根県        | 出雲市        |
| 直流電化 | 西出雲駅   | 4.8      | 389.4    |      |                                                       | ◇    | 島根県        | 出雲市        |
| 非電化   | 出雲神西駅 | 2.0      | 391.4    |      |                                                       | ｜   | 島根県        | 出雲市        |
| 非電化   | 江南駅     | 2.1      | 393.5    |      |                                                       | ◇    | 島根県        | 出雲市        |
| 非電化   | 小田駅     | 6.6      | 400.1    |      |                                                       | ＋   | 島根県        | 出雲市        |
| 非電化   | 田儀駅     | 3.9      | 404.0    |      |                                                       | ◇    | 島根県        | 出雲市        |
| 非電化   | 波根駅     | 7.5      | 411.5    |      |                                                       | ◇    | 島根県        | 大田市        |
| 非電化   | 久手駅     | 2.2      | 413.7    |      |                                                       | ＋   | 島根県        | 大田市        |
| 非電化   | 大田市駅   | 3.5      | 417.2    |      |                                                       | ◇    | 島根県        | 大田市        |
| 非電化   | 静間駅     | 3.0      | 420.2    |      |                                                       | ＋   | 島根県        | 大田市        |
| 非電化   | 五十猛駅   | 2.6      | 422.8    |      |                                                       | ◇    | 島根県        | 大田市        |
| 非電化   | 仁万駅     | 6.1      | 428.9    |      |                                                       | ◇    | 島根県        | 大田市        |
| 非電化   | 馬路駅     | 3.0      | 431.9    |      |                                                       | ◇    | 島根県        | 大田市        |
| 非電化   | 湯里駅     | 2.9      | 434.8    |      |                                                       | ｜   | 島根県        | 大田市        |
| 非電化   | 温泉津駅   | 3.1      | 437.9    |      |                                                       | ◇    | 島根県        | 大田市        |
| 非電化   | 石見福光駅 | 2.9      | 440.8    |      |                                                       | ＋   | 島根県        | 大田市        |
| 非電化   | 黒松駅     | 2.8      | 443.6    |      |                                                       | ◇    | 島根県        | 江津市        |
| 非電化   | 浅利駅     | 4.4      | 448.0    |      |                                                       | ＋   | 島根県        | 江津市        |
| 非電化   | 江津駅     | 6.3      | 454.3    |      |                                                       | ◇    | 島根県        | 江津市        |
| 非電化   | 都野津駅   | 4.4      | 458.7    |      |                                                       | ◇    | 島根県        | 江津市        |
| 非電化   | 敬川駅     | 1.8      | 460.5    |      |                                                       | ｜   | 島根県        | 江津市        |
| 非電化   | 波子駅     | 2.8      | 463.3    |      |                                                       | ◇    | 島根県        | 江津市        |
| 非電化   | 久代駅     | 2.3      | 465.6    |      |                                                       | ｜   | 島根県        | 浜田市        |
| 非電化   | 下府駅     | 4.1      | 469.7    |      |                                                       | ◇    | 島根県        | 浜田市        |
| 非電化   | 浜田駅     | 3.6      | 473.3    |      |                                                       | ◇    | 島根県        | 浜田市        |
| 非電化   | 西浜田駅   | 5.4      | 478.7    |      |                                                       | ◇    | 島根県        | 浜田市        |
| 非電化   | 周布駅     | 4.1      | 482.8    |      |                                                       | ＋   | 島根県        | 浜田市        |
| 非電化   | 折居駅     | 4.8      | 487.6    |      |                                                       | ◇    | 島根県        | 浜田市        |
| 非電化   | 三保三隅駅 | 5.0      | 492.6    |      |                                                       | ◇    | 島根県        | 浜田市        |
| 非電化   | 岡見駅     | 5.0      | 497.6    |      |                                                       | ◇    | 島根県        | 浜田市        |
| 非電化   | 鎌手駅     | 5.1      | 502.7    |      |                                                       | ◇    | 島根県        | 益田市        |
| 非電化   | 石見津田駅 | 4.5      | 507.2    |      |                                                       | ◇    | 島根県        | 益田市        |
| 非電化   | 益田駅     | 7.3      | 514.5    |      | 西日本旅客鉄道：■山陰本線（長門市方面）・■山口線      | ◇    | 島根県        | 益田市        |

1. 1 2  伯備線の列車は運転系統上は米子駅へ乗り入れる

- 直営駅（9駅）
  - 米子駅・安来駅・松江駅・宍道駅・出雲市駅・大田市駅・江津駅・浜田駅・益田駅

#### 益田駅 - 幡生駅間
便宜上、幡生側の全列車が乗り入れる山陽本線下関駅も合わせて記載する。
- 累計営業キロは京都駅からのもの。
- 定期列車はすべて普通列車（全ての旅客駅に停車）
- 臨時快速「○○のはなし」の停車駅は、列車記事を参照のこと。
- 駅名欄の背景色が■である駅（伊上駅 - 特牛駅）は、大雨の被害により不通となっている区間の駅を示す（2024年6月24日時点）。

| 電化状況 | 路線名     | 駅名         | 営業キロ | 営業キロ                                 | 接続路線・備考                                     | 線路 | 所在地        | 所在地        |
| 電化状況 | 路線名     | 駅名         | 駅間     | 累計                                     | 接続路線・備考                                     | 線路 | 所在地        | 所在地        |
| -------- | ---------- | ------------ | -------- | ---------------------------------------- | -------------------------------------------------- | ---- | ------------- | ------------- |
| 非電化   | 山陰本線   | 益田駅       | -        | 514.5                                    | 西日本旅客鉄道： 山陰本線（浜田方面）・■山口線     | ◇    | 島根県 益田市 | 島根県 益田市 |
| 非電化   | 山陰本線   | 戸田小浜駅   | 9.8      | 524.3                                    |                                                    | ◇    | 島根県 益田市 | 島根県 益田市 |
| 非電化   | 山陰本線   | 飯浦駅       | 3.7      | 528.0                                    |                                                    | ｜   | 島根県 益田市 | 島根県 益田市 |
| 非電化   | 山陰本線   | 江崎駅       | 5.8      | 533.8                                    |                                                    | ＋   | 山口県        | 萩市          |
| 非電化   | 山陰本線   | 須佐駅       | 6.6      | 540.4                                    |                                                    | ◇    | 山口県        | 萩市          |
| 非電化   | 山陰本線   | 宇田郷駅     | 8.8      | 549.2                                    |                                                    | ＋   | 山口県        | 阿武郡 阿武町 |
| 非電化   | 山陰本線   | 木与駅       | 6.4      | 555.6                                    |                                                    | ◇    | 山口県        | 阿武郡 阿武町 |
| 非電化   | 山陰本線   | 奈古駅       | 4.6      | 560.2                                    |                                                    | ＋   | 山口県        | 阿武郡 阿武町 |
| 非電化   | 山陰本線   | 長門大井駅   | 4.3      | 564.5                                    |                                                    | ◇    | 山口県        | 萩市          |
| 非電化   | 山陰本線   | 越ケ浜駅     | 4.6      | 569.1                                    |                                                    | ｜   | 山口県        | 萩市          |
| 非電化   | 山陰本線   | 東萩駅       | 2.9      | 572.0                                    |                                                    | ◇    | 山口県        | 萩市          |
| 非電化   | 山陰本線   | 萩駅         | 3.8      | 575.8                                    |                                                    | ◇    | 山口県        | 萩市          |
| 非電化   | 山陰本線   | 玉江駅       | 2.4      | 578.2                                    |                                                    | ｜   | 山口県        | 萩市          |
| 非電化   | 山陰本線   | 三見駅       | 5.7      | 583.9                                    |                                                    | ◇    | 山口県        | 萩市          |
| 非電化   | 山陰本線   | 飯井駅       | 4.2      | 588.1                                    |                                                    | ｜   | 山口県        | 萩市          |
| 非電化   | 山陰本線   | 長門三隅駅   | 6.4      | 594.5                                    |                                                    | ◇    | 山口県        | 長門市        |
| 非電化   | 山陰本線   | 長門市駅     | 5.1      | 599.6                                    | 西日本旅客鉄道：■山陰本線支線（仙崎支線）・■美祢線 | ◇    | 山口県        | 長門市        |
| 非電化   | 山陰本線   | 黄波戸駅     | 5.3      | 604.9                                    |                                                    | ｜   | 山口県        | 長門市        |
| 非電化   | 山陰本線   | 長門古市駅   | 4.1      | 609.0                                    |                                                    | ◇    | 山口県        | 長門市        |
| 非電化   | 山陰本線   | 人丸駅       | 4.5      | 613.5                                    |                                                    | ◇    | 山口県        | 長門市        |
| 非電化   | 山陰本線   | 伊上駅       | 4.4      | 617.9                                    |                                                    | ｜   | 山口県        | 長門市        |
| 非電化   | 山陰本線   | 長門粟野駅   | 4.2      | 622.1                                    |                                                    | ＋   | 山口県        | 下関市        |
| 非電化   | 山陰本線   | 阿川駅       | 5.3      | 627.4                                    |                                                    | ◇    | 山口県        | 下関市        |
| 非電化   | 山陰本線   | 特牛駅       | 3.7      | 631.1                                    |                                                    | ＋   | 山口県        | 下関市        |
| 非電化   | 山陰本線   | 滝部駅       | 4.0      | 635.1                                    |                                                    | ◇    | 山口県        | 下関市        |
| 非電化   | 山陰本線   | 長門二見駅   | 4.8      | 639.9                                    |                                                    | ◇    | 山口県        | 下関市        |
| 非電化   | 山陰本線   | 宇賀本郷駅   | 3.6      | 643.5                                    |                                                    | ｜   | 山口県        | 下関市        |
| 非電化   | 山陰本線   | 湯玉駅       | 2.2      | 645.7                                    |                                                    | ◇    | 山口県        | 下関市        |
| 非電化   | 山陰本線   | 小串駅       | 4.5      | 650.2                                    |                                                    | ◇    | 山口県        | 下関市        |
| 非電化   | 山陰本線   | 川棚温泉駅   | 2.7      | 652.9                                    |                                                    | ＋   | 山口県        | 下関市        |
| 非電化   | 山陰本線   | 黒井村駅     | 2.5      | 655.4                                    |                                                    | ◇    | 山口県        | 下関市        |
| 非電化   | 山陰本線   | 梅ケ峠駅     | 3.4      | 658.8                                    |                                                    | ｜   | 山口県        | 下関市        |
| 非電化   | 山陰本線   | 吉見駅       | 3.9      | 662.7                                    |                                                    | ◇    | 山口県        | 下関市        |
| 非電化   | 山陰本線   | 福江駅       | 2.9      | 665.6                                    |                                                    | ｜   | 山口県        | 下関市        |
| 非電化   | 山陰本線   | 安岡駅       | 2.6      | 668.2                                    |                                                    | ◇    | 山口県        | 下関市        |
| 非電化   | 山陰本線   | 梶栗郷台地駅 | 1.4      | 669.6                                    |                                                    | ｜   | 山口県        | 下関市        |
| 非電化   | 山陰本線   | 綾羅木駅     | 1.1      | 670.7                                    |                                                    | ｜   | 山口県        | 下関市        |
| 直流電化 | 山陰本線   | 幡生駅       | 3.1      | 673.8                                    | 西日本旅客鉄道：■山陽本線（新山口方面）            | ∧    | 山口県        | 下関市        |
| 直流電化 | 山陽本線   | 幡生駅       | 3.1      | 673.8                                    | 西日本旅客鉄道：■山陽本線（新山口方面）            | ∧    | 山口県        | 下関市        |
| 直流電化 | 幡生操車場 | 0.8          | 674.6    |                                          | \|\|                                               |      | 山口県        | 下関市        |
| 直流電化 | 下関駅     | 2.7          | 677.3    | 九州旅客鉄道： 山陽本線（門司方面:JA53） | \|\|                                               |      | 山口県        | 下関市        |

- 直営駅（3駅）
  - 益田駅・長門市駅・下関駅
- 業務委託駅（1駅）
  - 幡生駅
- 簡易委託駅（5駅）
  - 江崎駅・須佐駅・奈古駅・東萩駅・滝部駅
- 残りの各駅は無人駅である

#### 仙崎支線
- 単線非電化（仙崎駅では列車交換不可）、両駅とも山口県長門市に所在。

| 駅名     | 営業 キロ | 接続路線                                   |
| -------- | --------- | ------------------------------------------ |
| 長門市駅 | 0.0       | 西日本旅客鉄道：■山陰本線（本線）・■美祢線 |
| 仙崎駅   | 2.2       |                                            |

なお、仙崎駅は無人駅である。

### 廃止区間
( ) 内の数字は起点からの営業キロ。
貨物支線
東松江駅 (0.0 km) - 馬潟港駅 (1.0 km)
貨物支線（浜田港線）
西浜田駅 (0.0 km) - 浜田港駅 (2.3 km)

### 廃駅
( ) 内の数字は京都駅起点の営業キロ。
- 大宮駅：1899年廃止、京都駅 - 丹波口駅間（約0.8 km）
- （臨）緑化フェア梅小路駅：1994年廃止、京都駅 - 丹波口駅間 (1.1 km)
- （臨）切浜海水浴場駅：1986年廃止、竹野駅 - 佐津駅間
- （臨）きりはまビーチ駅：1996年廃止、竹野駅 - 佐津駅間 (167.6 km)
- 鳥取仮停車場：1908年廃止、鳥取駅 - 湖山駅間（約232.0 km）
- 白兎仮停車場：1969年廃止、末恒駅 - 宝木駅間 (241.6 km)
- （貨）米子駅：2015年廃止、米子駅 - 安来駅間（324.2 km）
- 清水寺仮停車場：1964年廃止、米子駅 - 安来駅間 (326.9 km)
- 競馬場仮停車場：廃止日不明、益田駅 - 戸田小浜駅間 (517.3 km)
- 梶栗駅：1941年廃止、安岡駅 - 綾羅木駅間 (669.4 km)
- 垢田口停留場：1917年廃止、綾羅木駅 - 幡生駅間（約673.2 km）

### 廃止信号場
( ) 内の数字は京都駅起点のキロ程。
- 相谷信号場：2012年廃止、竹野駅 - 佐津駅間 (170.0 km)
- 日野川信号場：1966年廃止、伯耆大山駅 - 東山公園駅間 (320.2 km)
- 清水寺信号場：1964年廃止、米子駅 - 安来駅間 (328.0 km)
- 稗田信号場：1945年廃止、綾羅木駅 - 幡生駅間 (671.5 km)

### 過去の接続路線
- 福知山駅：北丹鉄道 - 1971年3月2日休止、1974年2月28日廃止。
- 江原駅：出石鉄道 - 1944年5月1日休止、1970年7月20日廃止。
- 岩美駅：岩井町営軌道（営業時） - 1944年1月11日休止、1964年3月27日廃止。
- 倉吉駅：倉吉線 - 1985年4月1日廃止。
- 米子駅：日ノ丸自動車法勝寺電鉄線（米子市駅） - 1967年5月15日廃止。
- 荒島駅：一畑電気鉄道広瀬線 - 1960年6月19日廃止。
- 出雲市駅：
  - 一畑電気鉄道立久恵線 - 1964年7月19日休止、1965年2月18日廃止。
  - 大社線 - 1990年4月1日廃止。
- 江津駅：三江線 - 2018年4月1日廃止。
- 幡生駅：山陽電気軌道 - 1971年2月6日廃止。

### 新駅構想
石原駅 - 福知山駅間の福知山高校付近に新駅設置が要望されている。